# ちびまる子ちゃんの登場人物
ちびまる子ちゃんの登場人物（ちびまるこちゃんのとうじょうじんぶつ）では、さくらももこ原作の漫画および、そのアニメ・ドラマ作品『ちびまる子ちゃん』に登場する人物について記述する。
演の項は2006年スペシャルドラマ版 / まるまるちびまる子ちゃん / 2013年スペシャルドラマ版の順とし、その他のものは別途記載する。

## さくら家
|                   |                   |                   |                   | こたけ （祖母）   | こたけ （祖母）   | こたけ （祖母） | こたけ （祖母） | こたけ （祖母） | こたけ （祖母） |               |               | 友蔵 （祖父） | 友蔵 （祖父） | 友蔵 （祖父） | 友蔵 （祖父） | 友蔵 （祖父） | 友蔵 （祖父） |
|                   |                   |                   |                   | こたけ （祖母）   | こたけ （祖母）   | こたけ （祖母） | こたけ （祖母） | こたけ （祖母） | こたけ （祖母） |               |               | 友蔵 （祖父） | 友蔵 （祖父） | 友蔵 （祖父） | 友蔵 （祖父） | 友蔵 （祖父） | 友蔵 （祖父） |
|                   |                   |                   |                   |                   |                   |                 |                 |                 |                 |               |               |               |               |               |               |               |               |
| すみれ （母）     | すみれ （母）     | すみれ （母）     | すみれ （母）     | すみれ （母）     | すみれ （母）     |                 |                 | ひろし （父）   | ひろし （父）   | ひろし （父） | ひろし （父） | ひろし （父） | ひろし （父） |               |               |               |               |
| すみれ （母）     | すみれ （母）     | すみれ （母）     | すみれ （母）     | すみれ （母）     | すみれ （母）     |                 |                 | ひろし （父）   | ひろし （父）   | ひろし （父） | ひろし （父） | ひろし （父） | ひろし （父） |               |               |               |               |
|                   |                   |                   |                   |                   |                   |                 |                 |                 |                 |               |               |               |               |               |               |               |               |
|                   |                   |                   |                   |                   |                   |                 |                 |                 |                 |               |               |               |               |               |               |               |               |
| ももこ （まる子） | ももこ （まる子） | ももこ （まる子） | ももこ （まる子） | ももこ （まる子） | ももこ （まる子） |                 |                 | さきこ （姉）   | さきこ （姉）   | さきこ （姉） | さきこ （姉） | さきこ （姉） | さきこ （姉） |               |               |               |               |

さくらももこ（＝まる子）と彼女の家族。さくら家の住所は「静岡県清水市1の2の3」とされているが、そのほかの作品では、「入江町（いりえちょう）」という町で暮らしていることになっている。郵便番号は〒424-08。また第1期と映画、第2期では家の間取りが若干異なる。
さくらももこ（まる子）
声 - TARAKO（第1期、第2期：第1話 - SPECIAL 28）（1990年1月7日 - 1992年9月27日、1995年1月8日 - 2024年3月24日）→菊池こころ（第2期：第1427話 - ）（2024年4月21日 - ）
演 - 森迫永依、木村カエラ（未来） / 伊藤綺夏、北村燦來（幼稚園時代）、上野樹里（20年後） / 信太真妃 / 元ちびまる子 - 広瀬すず（ソフトバンク CM） / おとなまる子 - 吉岡里帆（ダイハツ・ミラトコット CM） 、広瀬すず（プレミアムモルツ・プレモル子ちゃんCM）　/ 『さくら家の人びと』（青年期） - 富田靖子
本作の主人公。モデルは作者自身。1965年（昭和40年）5月8日土曜日（予定より10日早く生まれたらしい）の晴れた日の昼に生まれた。A型、牡牛座。9歳の小学校3年生。愛称は「まる子」「まるちゃん」（初期には「ちびまる」とも。また1年のころは「ももこ」と呼ばれていた）。由来は、背が低いため「ちびまる」、そして女の子だから、「子」・「ちゃん」をつけて「ちびまる子ちゃん」になったらしい。作中では本名で呼ばれることは少ない。
ピンクの頬（生まれたときからあった）が特徴。
好きな食べ物はハンバーグやプリン、エビフライ、とりめし、シーチキン、スパゲッティなどで、嫌いな食べ物は寿司の光物と生のトマト（ツナとマヨネーズで和えたものは食べられた）（納豆も嫌いであったが、母の手助けもあり克服することができた）。しかし、母親がつくる食事にはいつも文句を言っている。お楽しみは取っておく主義なので嫌いな物から先に食べてしまい好きな物は後回しにしておく。
宝物はくまのぬいぐるみ。好きなタレントは山口百恵（すみれに冗談で「百恵ちゃんに似てる」と言われたことがきっかけ）、山本リンダ（「狙いうち」のサビの部分を歌うことが多く、家族と踊ることもある）など。また一文字隼人の大ファンでもある。
体重は25キログラム。靴のサイズは19センチメートル。お小遣いは毎日30円。都々逸が上手い。金魚すくいが得意で、38匹すくった記録がある。腹話術ができる。バラの香りが嫌い（本人曰く、トイレの匂いがするから）。今まで泳げなかったが、丸尾たちの協力で泳げるようになった。
一人称は「わたし」「あたし」「まる子」（初期の頃が多い）。また、「私は」を「あたしゃ」と言う癖がある。切手を集めている。小心者のくせに見たがりで、お化けが好きだが、お化け屋敷で腰を抜かしお化けに抱かれながら非常口から出てきたり、怖いテレビ番組を見た後、一人で風呂に入れなかったりする。1日3回は耳かきをしている。
髪型は基本的におかっぱだが、散髪の時髪を切りすぎたせいで精神的ショックを受けたことや、床屋のおばさんの見間違いで森昌子風の髪型にされたこともある（まる子は山口百恵の髪型を望んでいた）。たまに普段よりオシャレ（いわゆる「よそ行きファッション」）をする時は、髪型をすみれにおだんごヘア（髪の毛を左右に分けてそれぞれをまとめる髪型）にしてもらう。2年生の頃まではショートヘアだった。服装は、赤い吊りスカートをはき、季節によって春・秋は白い（まれに黄色。2007年頃が多い）長袖ブラウスを着て、冬はその上に黄色いカーディガン（さきこのお古）を羽織るスタイルが定番。夏は黄色いTシャツ、または顔の絵がプリントされた白いTシャツ（まる子は“顔の服”と呼ぶ）を着ていることが最も多い。また、夏には赤いショートパンツを、冬（前後の時期も含む）は長ズボンをはいたりもする。後年の原作漫画（特に不定期掲載化後）や小説版の挿絵では、スカート姿はあまり描かれなくなった。
マイペースで楽天的な性格で怠け者であり、そのうえお調子者な言動から、いつも怒られてばかりいる。特に初期の頃はぼんやりとしていることが多く、おっちょこちょいなところも多かった。勉強嫌いで授業中はいつもうわの空状態（ノートをとったこともなかった時期がある）。テストの点は20点〜40点が多いが、一回だけ100点をとっている（だが、答案は酔ったヒロシによって破られている）。忘れ物や寝坊が非常に多くのんきでルーズな節が多々あるが、特に寝坊について筋金入り。朝起きることが苦手で、毎朝のように「頭が痛い」などと言ってサボろうとするほど。また、夏休みの宿題はギリギリまで手を付けず、毎年最終日になり家族中を巻き込んでいる（北海道旅行から帰ってきたたまえと彼女の父まで巻き込んだことも）。宿題をさきこに「一生のお願い」と称し、手伝ってもらおうとすることもある（その回数は17回に上る）。
面倒臭がりな反面、自分が興味のあることなら労力を惜しまず没頭する。また、面白そうなことがあると興味本位で首を突っ込み、結果的に巻き込まれてしまうことが多い。お節介ではあるが、相手の気持ちになって一生懸命になる世話焼きでお人よしな性格。子供でありながら年寄りくさい思考や言動をよくしていて、周囲を驚かせることがある。
森の動物たちと仲良くなるなどの妄想グセが強い。また、静岡のおばあちゃんのところへ行くついでにお小遣いをねだる作戦に出たり、父に夏祭りに行きたいとねだるが、実はいろいろ買ってほしいことが本心であったり、母のお菓子を勝手に食べて怒られないために自分で弁償して学校を仮病早退してまで買いに行こうとするところや、大抵は祖父を味方につけてお小遣いをねだる、など物心の裏があり狡猾なところがあるが、いずれも最終的に自業自得となり本人がひどい目にあっている。また、自分の思い通りにならないと感情的になり、姉のさきこや両親、クラスメイトの男子に対して声を荒げたりすることもある（一例として、文房具屋へノートを買いに行った際に遭遇した永沢と喧嘩をし、ノートで永沢の頭を殴ったことなどが挙げられる）。前田、冬田、みぎわらクラスメイトの女子に対して声を荒げる場面も見受けられ、親友であるたまえとは2回喧嘩したこともある。家庭内では、学校に居るとき以上にわがままな面を見せるなど、内弁慶的なところもある。
幼稚園の頃は元気が良く丈夫な子供で、鼻血や骨折で周囲から心配されたり注目されたりすることに憧れていた。また年長の頃は男女共にパンツ一丁でプールに入らなければならなかったことが嫌で毎回仮病を使って見学していた。
『ひとりずもう』漫画版では、史実と同じく1978年3月に小学校を卒業し、同年4月に市立中学校に、その後（1981年4月）県立女子高校から私立女子短大に進み、漫画家デビューを果たす。17年後の同窓会では、『ちびまる子ちゃん』でブレイクしていること、「まる子 自分の未来を見にゆくの巻」では結婚して子供（後のさくらめろん）を授かっている場面も描かれた。なお、作者は雑誌『富士山』において、自身と同じく離婚する運命をたどると示唆している。未来の姿は作品によって異なるが、アニメではまる子の空想シーンの場合はおかっぱ頭のままでピンクの頬が消えている、実際のさくらももことして描かれる場合は三つ編みでピンクの頬も残る、の違いがある。ダイハツ・ミラトコットのテレビCM（22歳の未来）では、実際の作者の経歴と異なり漫画家デビューを果たせておらず、静岡の出版社で編集者として働いている。2022年の舞台「ちびまる子ちゃん THE STAGE（まるステ）」では、直接は登場しないものの女性陣の中で唯一動向が語られているほか、冒頭ではシルエット姿で登場している（髪型は、『ひとりずもう』漫画版ではなく、『ほのぼの劇場』「みつあみのころ」のスタイルが採用されている）。
一度盲腸炎になったことがある（手術はせず治した）。
寿司屋に行ってもイクラ、ウニ、キャビア等などの単価が高いものを頼んだ結果、友蔵の75,000円を使い果たした。
将来の夢は漫画家だが、通訳者になって兼高かおるのように世界をまわることにも憧れている（だが数年後英語のテストで13点をとり後者の夢は破れる）。趣味は、絵を描くこと・読書・好き勝手に歌ったり踊ったりすることなど。また、自然や生き物（その中でも特に蛇）が大好き。ただし、ゴキブリは嫌い。昆虫や動物を飼いたいと常に思っているが、飼ってもすぐに飽きてろくに世話をしなくなる、もしくは知識の不足や思慮の浅さから余計なことをして取り返しのつかない事態を招くので、家族から反対されている。4コマ版では亀を飼っている。前述の通り勉強が苦手で、特に算数や社会などの分野が苦手。何よりもマラソンが嫌い。3年生になっても自転車に乗れなかったが、友人たちの協力によって乗れるようになった。
また、お笑いが大好きで『8時だョ!全員集合』や『欽ドン!』などのテレビ番組を毎週楽しみにしている。お笑い仲間の野口らと共に「お笑い研究会」を作ったことも。
「石松そば」のCMで森の石松を演じる女優が発する「うぅ〜ん、いけずぅ〜」というフレーズを気に入って、それを覚えて以降口癖となっている。
喧嘩やいじめを見ると放っておけず口を出してしまうほど正義感の強い面もあるが、拗れたり自分が怪我をしたりと更なるトラブルに発展してしまい、余計な災難を被る事も多い。道で猫が隣町の悪ガキたちに嚇かされると、「ネコがかわいそうだよ!」と注意し、侮辱されて彼らとケンカをして右手を噛まれてしまったが、嚇かされた猫が彼らの顔を引っ掻いて、手の噛み傷まで舐めてくれて助けられたこともある。「まる子 自分の未来を見にゆくの巻」では、漫画家として成功している未来の自分にうれし涙を流した一方、正統派の少女漫画を描いていない件についてはショックを受けていた。
作者は単行本13巻で、まる子の顔を「セキセイインコのような口をした、とぼけ顔」と語っている。実際の幼少期の姿について、作者の社会人になって以降の友人は「まる子そっくり」と評している。小学校時代のクラスメイトである浜崎憲孝は、大人しく温厚で少しドジな面があり、当時から人間観察眼が鋭かったと評する一方、容姿については漫画・アニメとかなり異なると述べている。
実在の人物であり、原作者のさくらももこ自身がモデル。
アニメ化30周年記念に公式LINEアカウントで行われた人気投票では第1位となった。
原作やアニメとは異なり、『まるまるちびまる子ちゃん』、2013年版ドラマではクラスのリーダー的存在として描かれ、リーダーシップを発揮する事が多い。
当初、まる子役はTARAKOではなくアイドルが演じる予定だったとされているが、原作者のさくらと似た声をしていたことからTARAKOが抜擢されたとされる。一方で宮永正隆はこれを否定し、様々な声優が第1話を読む声を聴き、その声のうちの一人であったTARAKOが良いとさくらと共に決めたとしている。
さくら ひろし
声 - 屋良有作、少年期：水谷優子→豊嶋真千子、土橋真弓（代役） / TARAKO（『もものかんづめ』オーディオブック版）
演 - 高橋克実、玉木宏（若い頃） / 三村マサカズ / 児嶋一哉 / 『さくら家の人びと』 - 磯部勉
まる子の父。通称「父ヒロシ」。作者の実父がモデルで、名前もヒロシで同じである（正確には漢字表記で「広」）。
A型、いわゆる「昭和一桁生まれ」（正式には昭和9年）の40歳。好きな食べ物はカツオの刺身、煮魚、ラーメン、かき氷のミルク味。嫌いな食べ物はグラタン（本人曰く、ビールに合わないため）、甘いもの。一人称は「俺」。好きな歌手は美空ひばり、青江三奈。若き日の心のライバルは石原裕次郎。
職業は、原作者の実家は八百屋であったが、原作、アニメ共にその描写はない（『ひとりずもう』漫画版では「さくら青果店」の名で店兼自宅が描かれ、すみれが店の手伝いをしている）。ただし、何かしらの職業には就いているようで、平日の日中は家に居ない。2025年1月26日放送の『ヒロシのちからこぶの巻』でも、まる子と友蔵に頼みごとをされて「仕事から帰って来たばかりなのに」とぼやいていた。
性格は、まる子同様のん気でマイペースでおっちょこちょいの面倒臭がり屋。また、いい加減でデリカシーがなく、特にまる子や友蔵に余計な一言を言ったり小馬鹿にするなど軽口を叩くことが多い。妻のすみれとは違って普段はまる子をあまり叱らないが、初期の頃は真面目にまる子を叱るシーンがたびたびあった（しかしアニメ版の2009年2月1日放送分ではすみれやこたけから威厳を保つように説得されて厳しい父親になろうとするが、結局は威厳を保ってまる子を厳しく叱る事が出来なくてまる子と共にすみれから雷を落とされてしまった）。自他共に認める上がり症の口下手で照れ屋なため、人前に出ることは苦手。よくまる子と風呂に入り、極楽気分で一緒に歌っている。しかし女心が全く分からないため、女心がらみの歌を歌う時はいつも歌詞を間違える。
大の酒、タバコ（ハイライト）、釣り好き。プロ野球も大好きで、ナイター中継をやっている間はテレビを独占するので他の家族から不満がられている。巨人を熱心に応援しているが、それに大したポリシーは無く、「贔屓の球団があった方が面白いから、なんとなく」「清水は東京に近いから」という理由だけのファンである。また、地元清水出身の大洋ホエールズ（現・横浜DeNAベイスターズ）の山下大輔も応援している。
男3兄弟の次男であり、一郎という兄の他に名前不明の弟がいる（後述）。戦争中に山の方へ疎開して、山の中の学校に通っていた。なお、実際のヒロシは7人兄弟で、一部の兄弟・義兄弟は原作・アニメと続柄が異なる（後述）。また、まる子の幼少期に、自動車事故で重傷を負った過去がある（この時、隣で運転していた友人が亡くなっている）。
釣り仲間・飲み仲間でもある親友の山ちゃん（後述）とは小学校の頃からずっと仲良しであり、2人とものんきだが厚い友情で結ばれている。昔、空襲からの避難時に命がけで助け合いながら将来について語り合ったことがあり、この話を聞いたまる子は、「悔しいけどけっこう感動したよ」「お父さんも山ちゃんも生きててよかったって、お父さんの子供に生まれて、お父さんに会えて、この話を聞けて本当に良かったって思った」と言っている。
放屁することが多く、冬場は布団を暖めるために屁の熱を利用して寝ているなど、品のない冗談を飛ばす傾向があるが、若い頃はすみれに対し、今では考えられないほどの気配りを見せていた。本人曰く、若い時は「モボ（モダンボーイの略）」だった。
単行本第13巻（アニメは1996年12月22日）「ちびまる子ちゃん100回記念」の懸賞で自家用車を手に入れる。一度、まる子らと横浜中華街までドライブに行った事もあるが、現地に行ってもラーメンを食べることくらいしかできず、それ以降は彼が釣りに行く時程度の利用にとどまっている。
水洗式便所を毛嫌いしており、まる子に自宅のトイレを水洗式にするよう要求されると「お前はクソが水に巻き込まれて苦しみながら流れていくのを見たいのか」「東京には便所がない家だってたくさんある、うちは（便所が）あるだけ感謝しろ」と発言しまる子を呆れさせた。その他、厳寒期にまる子からストーブの導入を求められると「静岡県は暖かいからこたつだけで十分」と言って開き直ったり、テレビのうつりが悪いことを理由にまる子から屋外アンテナの設置を求められると「屋外アンテナをつけるとえねえちけえ（アニメ版ではMMK）の受信料をカラー料金で支払わなければならないからダメ」「うちはずっとモノクロ料金でごまかしている」と言い拒否するなど、かなりケチな一面も持つ。
さきこ（姉、後述）とまる子について、「最初が女の子だったから、次は男がいいなと思っていたが、また女だったからがっかりした」と言っていたが、実際にはまる子が生まれた時も喜んでいた。モットーは「毎日が楽しい」と「金は貸さない借りない」（しかし、実際はお金を貸して欲しいとねだる場面も多い）。老後の夢は「海の近くの一軒家で、毎日釣りをして酒を飲んで野球を見て暮らしたい」。
まる子たちからは「お父さん」と呼ばれることが多いが、友蔵・こたけからは「ひろし」と呼ばれている。稀に、まる子も「ヒロシ」と発言したことがある。
アニメ化30周年記念に公式LINEアカウントで行われた人気投票では15位だった。
作者の各種エッセイや『ひとりずもう』漫画版にも登場するが、これらの漫画や挿絵では年齢による外見の変化は反映されておらず、『ちびまる子ちゃん』時代の姿で描かれている。「まる子」後を扱ったエッセイやムック本では、作者の両親と姉の中では最も遅くまで登場していた。さくらの両親及び姉の中では唯一、さくらの公式ブログにも登場したことがある。
さくら すみれ
声 - 一龍斎貞友（旧名：鈴木みえ） / TARAKO（『もものかんづめ』オーディオブック版）
演 - 清水ミチコ、国仲涼子（若い頃） / 酒井法子 / 飯島直子 / 『さくら家の人びと』 - 渡辺えり（旧名：渡辺えり子）
まる子の母。旧姓は「こばやし」。神奈川県横浜市生まれで、旧静岡市育ち。A型、ヒロシと同い年の40歳で専業主婦（昔は働いていたらしい）。
好きな食べ物は饅頭、焼きそば、天ぷら、エノキ。まる子と同じく納豆とトマトが嫌い。宝物は娘時代に安く買ったオパールの指輪（現在は高価らしい）。好きな歌手は島倉千代子と山口百恵。髪型は、パーマをかけている。体重は58キログラムで、太めな体型を本人も気にしているが、ダイエットは続かない模様。趣味は刺繍で、料理が得意。腹話術ができる。また、ボウリングも得意。第1期では黒髪で、第2期では茶髪。
まる子が勉強をしていなかったり家庭でトラブルを起こしたりなどすると、「まる子っ!!」「おばかっ!!」「バカまる子!!」などと怒鳴ることが定番。その一方で、極度の心配性かつ貧乏性で、毒舌な一面や優しい一面もある。基本的にはしっかりしているが、自分に都合の悪いことにはシラを切る悪い癖があるほか、まる子やさきこを諌めるために作った家庭内のルール・規則を自らの都合により破棄してしまうこともある。人混みが苦手で、まる子に外出に誘われても断ることが多い。乗り物酔いをする体質なので運転免許は持っておらず、車に乗ることも少ない。
本人曰く、若い頃は「モガ（モダンガール）」と呼ばれるほどの美人だったらしい。学生時代の姿は、アニメでは三つ編みとなっている（後年の作者の自画像に近いスタイル）。25歳の頃に1度失恋経験を受けている。「口笛が聞こえる」によれば最初は友人に紹介されたヒロシのことはあまり好きではなかったらしいが、ある日すみれが犬のフンを踏んでしまい、その時にその靴を拭いてくれたことに惚れて結婚に至ったという。
一度、ヒロシが高価な健康器具を買うと言い張るので離婚寸前までもめたが、まる子とさきこの泣き落としのおかげでさくら家最大の危機は回避された。
まる子にたびたび「ぶた」「豚まん」「まんじゅう」「鬼」と言われている。
同級生が経営している刺繍店で働いてほしいと頼まれたことがあるが、子供のことを思い断っている。
家族からは「お母さん」と呼ばれるが、こたけ（稀に友蔵も）からは「すみれさん」と呼ばれている。
アニメ化30周年記念に公式LINEアカウントで行われた人気投票は16位だった。
モデルとなった実在の作者の母は、漫画・アニメと異なり生まれも旧静岡市で、幼少期には静岡大空襲の中を辛くも生き延びた経験を持つ。ヒロシ同様、作者の各種エッセイの挿絵や『ひとりずもう』漫画版でも『ちびまる子ちゃん』時代の姿で描かれているが、作者の出産以降を扱ったエッセイでは、体型に関しては太めに描かれている場合がある。作者が再婚する時期までは、「まる子」後を扱ったエッセイでもしばしば登場していた。
さくら さきこ
声 - 水谷優子（第1期、第2期：第1話 - 第1054話、第1082話）（1990年1月7日 - 1992年9月27日、1995年1月8日 - 2016年5月29日、2016年12月18日）→豊嶋真千子（第2期：第1055話 - ）（2016年6月5日 - ） / TARAKO（『もものかんづめ』オーディオブック版）
演 - 福田麻由子 / 村崎真彩 / 蒔田彩珠 / 『さくら家の人びと』（青年期） - 長谷川真弓
まる子の姉。11歳または12歳で入江小学校6年2組。1963年（昭和38年）3月21日の雪が降る明け方に生まれた。
A型、好きな食べ物はうなぎ、カツ丼、ラーメン、グラタンなど。宝物は友人からもらったネックレス。初期は錦野旦のファンだったが、現在は西城秀樹の熱狂的大ファン。他にも人気アイドルの「郷ミチル」にチョコを郵送しようとしたりもした。蛇とカエルが苦手。お小遣いは毎月3,000円。まる子や友蔵と同じく金魚すくいが得意で、金魚の2匹取りができる。
髪型は、二つ結びが基本だが、「よそ行き」の時などでは、髪をほどいてカールさせていることもある。服装は、アニメではオレンジ色のシャツまたはブラウスに濃緑色のスカートが基本で、冬は黄緑色のカーディガンを重ね着している。なお、第1期と第2期の途中（1999年ごろ）までは、夏場以外は薄黄色のブラウスに青色または緑のスカートが基本であった。
本人いわく「クールな女」で、常に我が道を行き「人生は後悔の繰り返し」という持論を持つ。ごく初期は「似たもの姉妹」としてかなりドジな一面やハイテンションな一面を見せていたが、後にまる子と対照的な「冷静かつ知的、しかしながら要領が悪い」というキャラクターになっていった。毒舌で、まる子と揉めたときにはトドメの一言でよくまる子をショック状態に陥らせている。まる子に対してつれない発言をすることも少なくないため、まる子から「心も冬」と評されたこともある。部屋を散らかしたり、ぐうたらな態度をとるまる子に対して怒ることも多い。姉妹で歳も近いことや、性格が正反対なこともあってまる子とよくケンカをする。前述の通りクールでまる子とけんかしてまる子が大泣きしても平然としていたりするが、ヒロシとすみれが離婚する寸前にまる子と一緒に大泣きしたことがある。まる子のずる賢い行動に怒る一方で、まる子の要領の良さにはコンプレックスを抱いている。しかしいざという時はまる子を助けようとする妹思いのお姉ちゃん。「お母さんの給食袋」ではすみれがまる子とたまえととし子と前田4人分の給食袋を作る事になった時、まる子に対して「あんた、前田さんと仲良かったっけ?」と言った後、まる子は「成り行きで仕方なかったんだよ」と言ったが、その後、さき子はまる子に対し、「断らなければ、駄目でしょ」と言いながらまる子を責めたりもした。当初はまる子の事を責めていたが、まる子がすみれの作った給食袋の事で前田と喧嘩した時の話をまる子とすみれの2人に話した時「もし私がまる子だったら同じように喧嘩するもん」と正論な意見を言いながらまる子を擁護した。ぐうたらなまる子とは違い、母から怒られることはほとんど無く（現在確認できるのは、まる子に男運の意味を教えたことや家が貧乏であるため空き巣などが来ないことを喜んでいる旨をヒロシとしゃべっていたとき、ひょんなことから怠けることを決意し、ゴミを散らかしたとき程度。ただし、まる子とケンカをした際はまとめて怒られることも多い）、自分のことはきちんと自分一人でするしっかりとした人物である。その一方、西城秀樹と恋人同士になることを妄想したり、いつか素敵な人が現れると夢見る乙女な一面もある。まる子以上に一人部屋を切望しているが、『ひとりずもう』漫画版では社会人になっても実現していない。まる子に勉強を教える場面も時折描かれる。まる子の態度による部分も大きいが、高圧的かつスパルタ式に教える（その後、大ゲンカに発展した）回がある一方で、親身になって教える回もあるなど、対応にバラつきがある。
リリアンなどの手芸やお裁縫が得意で、まる子も高く評価している。読書も好きで、フランツ・カフカの『変身』やアントン・チェーホフの「桜の園」なども読んでいる。料理はあまり得意ではないようで、カレーを作った時は水っぽく、しょっぱいものであった。しかし、全く苦手というわけではなく、グラタンを作った時は美味しいと好評であった。運動は大の苦手であり運動神経も芳しくなく、特に、体育の成績はいつも1（まる子いわく、自転車に乗れるようになるまで154回転んだという）。だが体は柔らかい。カエルやケムシ、トカゲなど「気持ち悪いもの」が大嫌いで目にしただけで気が動転し絶叫する。遠足が大好きで、自作の歌を作って舞い上がっていたことも。アニメでは3歳頃に「鉄腕アトム」のまねをしていたエピソードがある（8ミリフィルムの映像で残っている）。同じクラスに、よし子という親友がいる。
さくら家の人々は全員が彼女のことを「お姉ちゃん」と呼び（他にも2回だけまる子に「おねえ」とも呼ばれている、クラスメイトたちは「さくらさん」と名字で呼び、ナレーションでも「お姉ちゃん」または「姉」と呼ばれている上、アニメのエンディングクレジットでも「お姉ちゃん」と紹介されているため、作中で彼女の名前「さきこ」が呼ばれることはほとんどない（作中では「さっちん」というペンネームで『りぼん』経由で一条ゆかり宛に悩み相談のハガキを送っていた。アニメではごく稀に親戚の人が「さきちゃん」と呼ぶことがある）。稀に、会話の流れで「さきこ」と名乗ったこともある。脚本集『おはなしちびまる子ちゃん』及びエッセイでは「姉」、小説版では「お姉ちゃん」表記となっている。地上デジタル放送の字幕表示では、「さきこ」表記となっている。1992年に放映されたNHKドラマ『さくら家の人びと』では、名前が「さき」となっていた。
アニメ化30周年記念に公式LINEアカウントで行われた人気投票では6位だった。
モデルは、作者の実姉である三浦範子。小学校卒業後は私立女子中学校に進学し、『ひとりずもう』漫画版（成人直後）まではしっかり者のイメージで描かれているが、エッセイでは頼りない人物として描かれている（特に成人後）。21 - 22歳ごろ（時期的には、『ひとりずもう』の最終回前後）、母に無理強いされたお見合いが原因で、母との仲が一時期険悪になった。幼少期からとても丈夫だったまる子とは異なり幼少期は比較的病弱で小児喘息を患っていた。一時期は保育士として働いていたがスクーター事故で怪我をしたことから退職した。某有名漫画家のマネージャーの経験もある。また、ゲームボーイアドバンスソフト『さくらももこのウキウキカーニバル』の企画原案・シナリオを担当し、妹とコラボした。
前述の通り、作者の各種エッセイにも登場するが、両親とは異なり取り上げられた時代によって挿絵の容姿は変化している。小学校6年生時代の場合は本作と同じ姿だが、作者の「まる子」以前を書いた『おんぶにだっこ』では、アニメとは異なりおかっぱ頭となっている。作者の出産以降を扱ったエッセイでは、あまり登場しなくなった。
さくら 友蔵（さくら ともぞう）
声 - 富山敬（第1期、第2期：第1話 - 第37話）（1990年1月7日 - 1992年9月27日、1995年1月8日 - 1995年9月17日）→青野武（第2期：第38話 - 第768話）（1995年9月24日 - 2010年6月20日）→島田敏（第2期：第769話 - ）（2010年6月27日 - ）、少年期：一龍斎貞友、若い頃 - 泰勇気 / TARAKO（『もものかんづめ』オーディオブック版）
演 - モト冬樹（テレビドラマ全般）/ 綾田俊樹（ダイハツ・ミラトコット CM） / 笹野高史（『さくら家の人びと』）
まる子・さきこ・あけみ・ひろあきの祖父でヒロシの父。1898年（明治31年）10月3日生まれの76歳。
O型、好きな食べ物は湯豆腐、納豆、ウニ、おかゆとすき焼き、七草粥、餅、人形焼き、芋の煮っころがし、ネギなど。嫌いな食べ物は干し柿。宝物はインドの帽子。好きなタレントは山口百恵。ヒロシと同様愛煙家（セブンスター）であるが、原作やアニメ初期は吸っているが最近ではほとんどない。時折眼鏡をかけていることもある。すみれと同じく腹話術ができる。一人称は「わし」。「まる子や」「なんとっ!!」などが口癖。こたけを「ばあさん」と呼んでいる。次男のヒロシから「じいさん」と呼ばれている。
まる子の一番の理解者。どんな時もまる子の味方で、さくら家では唯一まる子を叱ったことがない人物でもある。昔から穏やかな気質で、大体いつもぼんやりと過ごしている。まる子を溺愛しており、まる子のトンチンカンな行動に協力しては、他の家族に怒られたり呆れられたりしている。1度まる子に厳しくしようとしたこともあるが、その行動が災いしてまる子の体調不良を見抜けず、自己嫌悪に陥り結局元に戻ってしまった。痴呆の気があり（ナレーターからは「じいさん」「友蔵」と呼ばれ、しばしばツッコまれている）、家族と話している時には変な発言をして空気を止めたりすることが多々ある。また戦時中に自分はご飯が食べられなかったことを得意げに言ったり、さらに豆の煮物の腐りかけを納豆と勘違いして気を落としてしまうなど、結構ドジな場面もある。まる子に負けず劣らずのうっかり屋でもあり、一度まる子が運動会の応援の旗を作った際に、オリンピックの応援と勘違いして旗に「ガンバレ日本」と書き加えてしまっている。よくまる子に何かをねだられては、年金を使って買ってあげようとする。
俳句好きで、何かあると心の中で俳句（友蔵 心の俳句）を詠む。しかし、季語が入っていないので、実際には川柳であることが多い（稀に友蔵以外の登場人物（主にまる子）が心の俳句を詠むことがあるが、この場合も季語が入っていないことがほとんど）。まる子に指摘されるまで俳句には季語が必要であることを知らなかった。2016年頃から俳句を読む回数が減った。他に、水泳、木登り、浪曲、囲碁が得意。まる子と同じく、自然や生き物（特に蛇）が好き。
花輪家の執事・ヒデじいに憧れていて、交流があり、ヒデさんと呼んでいる。たまえの父がカメラ及び写真に心酔するきっかけとなった張本人であり、彼に会うたびに、記念の大切さについて意味深げに説いている。
金魚すくいがうまく（子どものころは「金魚屋泣かせの友蔵ちゃん」と呼ばれていたらしい）、完全に穴の開いた網の針金の部分で金魚をすくうことができる（友蔵は「スーパーウルトラ必殺 70年スペシャル」と呼んでいた）。この特技はまる子とさきこにも受け継がれた。
株をしているらしく、神社に「どうか株が上がりますように」とお願いしているシーンがある。
『ベルトクイズQ&Q』に出場したことがある。
アニメ化30周年記念に公式LINEアカウントで行われた人気投票では第4位で、ギリギリまでランクインしているだろうかと不安がっていたが、発表された時は涙した。
モデルは名も同じ作者の祖父ということになっているが、『もものかんづめ』によれば「祖父は全くろくでもないジジィであった。ズルクてイジワルで怠け者で、嫁イビリはするし、母も私も姉も散々な目に遭った」と書いている。作者が高校2年の時に老衰のため84歳で亡くなり、家族たちが誰も涙を流さなかったとのこと。なお、エッセー集『もものかんづめ』で祖父の葬式を書いた一編「メルヘン翁（おきな）」では、姉は祖父の死に顔を見てひっくり返って笑い出したというエピソードとともに、作者の姉が相当な祖父嫌いであったことが記されている。そのため作中の好々爺である友蔵はむしろ「自分の理想のおじいちゃん」を描いたものであるとのこと。漫画や映像作品では、作品によって死亡時期の扱いが異なっており、1992年放映のドラマ『さくら家の人びと』では、ももこの高校時代に史実通り死去するが、「うちはびんぼう」などの作者の読み切り漫画（『ほのぼの劇場』シリーズ）や、ミラトコットのCMでは、それ以降も存命している。『ひとりずもう』漫画版では、死去に関しては触れられていない。『ちびまる子ちゃん』作中では、ナレーションが「1999年ごろには自然のなりゆきで消滅しているであろうことは大体予言できる」と、友蔵の余命を示唆する場面がある。
作者が乳ガンを患って、最後に故郷・清水区を訪れたのは2017年6月3日、友蔵が眠っている先祖代々の墓参りだった。
さくら こたけ
声 - 佐々木優子  / TARAKO（『もものかんづめ』オーディオブック版）
演 - 市毛良枝 / 宮崎美子 / 鷲尾真知子 / 『さくら家の人びと』 - 松金よね子
まる子・さきこ・あけみ・ひろあきの祖母でヒロシの母。1902年（明治35年）4月4日生まれの72歳。
A型、牡羊座。好きな食べ物は、甘納豆、追分ようかん、赤飯。宝物は神社のおまもりとまる子がお嫁に持っていったらと思い作ったまる子のアルバム。押阪忍のファン。
普段は優しく穏やかな性格。「まる子や」「おやおや」などが口癖。友蔵を「じいさん」と呼んでいる（稀に「おじいさん」とも呼んでいる）。次男のヒロシからは夫の友蔵同様に「ばあさん」と呼ばれている。一家が旅行する時には留守番役。時々調子に乗ったヒロシを叱るときなどは怖い。まる子を叱ることは滅多にない。
普段から着物を着こなし、眼鏡をかけている。友蔵よりしっかり者で、興奮して暴走しそうになるとたしなめる役目。よく友蔵とは老人会の集まりに出掛け、まる子にお土産を持って来てくれる。
年寄りならではの豊富な人生経験や高等女学校の知識から、よく色々なことわざや生活の知恵などを教えてくれる。料理も上手で、すみれを手伝うこともある。若い頃は「清水小町」と呼ばれるほど、相当な美人だった。実は自転車に乗れる。
実際のさくらの祖母は、何でも「薬になる」と言うのが口癖で、火鉢に落として灰まみれになった餅やカビの生えたパンを平気で口にしてしまったという（漫画やアニメでも実際に「薬になる」とカビの生えたパンを食べている）。さくらの最初の結婚（1989年）の頃までは存命であった。友蔵と同じく老衰で他界。
第1巻から登場しているが、名前が「こたけ」と明かされたのは遅く、2004年に入ってからである。1992年に放映されたドラマ『さくら家の人びと』では、名前が「くめ」となっていた。なお、作中で彼女の名前が語られることはあまりないが、アニメ版の2009年1月4日の放送分で中野さんが名前を口にしている（友蔵がこたけを怒らせた後、見覚えのない男性と仲良くしているのをまる子が目撃。家を出て行くのではないかと思った彼が2人の間に割って入って「さくらこたけはわしのもんじゃ!誰にも渡さん!!」と叫んでいる）。作者らの脚本によるドラマ版では、完成記者会見や公式サイト『さくら家の人々』で本名「さくらこたけ」と解説されている。また、中日新聞他掲載の4コマ漫画版では、2007年7月1日付の第1回で、まる子が彼女の名前「こたけ」を読者に紹介している。
アニメの2018年4月15日放送分で、作画ミスによりこたけが2人映る事態が起こった。
アニメ化30周年記念に公式LINEアカウントで行われた人気投票では13位だった。
作者の「まる子」以前を書いたエッセイ『おんぶにだっこ』の挿絵では、アニメとは異なり眼鏡をかけていない。
さくら家の6人の中では出番が比較的少なく（特に原作漫画）、作中や単行本でネタにされたこともある。

## さくら家の親戚
|                     |                     |                     |                     |                     |                     |  |  |                     |                     |                     |                     |                     |                     |  |  |                   |                   |                   |                   | こたけ （祖母）   | こたけ （祖母）   | こたけ （祖母） | こたけ （祖母） | こたけ （祖母） | こたけ （祖母） |               |               | 友蔵 （祖父） | 友蔵 （祖父） | 友蔵 （祖父） | 友蔵 （祖父） | 友蔵 （祖父） | 友蔵 （祖父） |               |               |               |               |
|                     |                     |                     |                     |                     |                     |  |  |                     |                     |                     |                     |                     |                     |  |  |                   |                   |                   |                   | こたけ （祖母）   | こたけ （祖母）   | こたけ （祖母） | こたけ （祖母） | こたけ （祖母） | こたけ （祖母） |               |               | 友蔵 （祖父） | 友蔵 （祖父） | 友蔵 （祖父） | 友蔵 （祖父） | 友蔵 （祖父） | 友蔵 （祖父） |               |               |               |               |
|                     |                     |                     |                     |                     |                     |  |  |                     |                     |                     |                     |                     |                     |  |  |                   |                   |                   |                   |                   |                   |                 |                 |                 |                 |               |               |               |               |               |               |               |               |               |               |               |               |
|                     |                     |                     |                     |                     |                     |  |  |                     |                     |                     |                     |                     |                     |  |  |                   |                   |                   |                   |                   |                   |                 |                 |                 |                 |               |               |               |               |               |               |               |               |               |               |               |               |
| ひろあき母 （叔母） | ひろあき母 （叔母） | ひろあき母 （叔母） | ひろあき母 （叔母） | ひろあき母 （叔母） | ひろあき母 （叔母） |  |  | ひろあき父 （叔父） | ひろあき父 （叔父） | ひろあき父 （叔父） | ひろあき父 （叔父） | ひろあき父 （叔父） | ひろあき父 （叔父） |  |  | すみれ （母）     | すみれ （母）     | すみれ （母）     | すみれ （母）     | すみれ （母）     | すみれ （母）     |                 |                 | ひろし （父）   | ひろし （父）   | ひろし （父） | ひろし （父） | ひろし （父） | ひろし （父） |               |               | 一郎 （伯父） | 一郎 （伯父） | 一郎 （伯父） | 一郎 （伯父） | 一郎 （伯父） | 一郎 （伯父） |
| ひろあき母 （叔母） | ひろあき母 （叔母） | ひろあき母 （叔母） | ひろあき母 （叔母） | ひろあき母 （叔母） | ひろあき母 （叔母） |  |  | ひろあき父 （叔父） | ひろあき父 （叔父） | ひろあき父 （叔父） | ひろあき父 （叔父） | ひろあき父 （叔父） | ひろあき父 （叔父） |  |  | すみれ （母）     | すみれ （母）     | すみれ （母）     | すみれ （母）     | すみれ （母）     | すみれ （母）     |                 |                 | ひろし （父）   | ひろし （父）   | ひろし （父） | ひろし （父） | ひろし （父） | ひろし （父） |               |               | 一郎 （伯父） | 一郎 （伯父） | 一郎 （伯父） | 一郎 （伯父） | 一郎 （伯父） | 一郎 （伯父） |
|                     |                     |                     |                     |                     |                     |  |  |                     |                     |                     |                     |                     |                     |  |  |                   |                   |                   |                   |                   |                   |                 |                 |                 |                 |               |               |               |               |               |               |               |               |               |               |               |               |
|                     |                     |                     |                     |                     |                     |  |  |                     |                     |                     |                     |                     |                     |  |  |                   |                   |                   |                   |                   |                   |                 |                 |                 |                 |               |               |               |               |               |               |               |               |               |               |               |               |
| ひろあき （従弟）   | ひろあき （従弟）   | ひろあき （従弟）   | ひろあき （従弟）   | ひろあき （従弟）   | ひろあき （従弟）   |  |  | あけみ （従妹）     | あけみ （従妹）     | あけみ （従妹）     | あけみ （従妹）     | あけみ （従妹）     | あけみ （従妹）     |  |  | ももこ （まる子） | ももこ （まる子） | ももこ （まる子） | ももこ （まる子） | ももこ （まる子） | ももこ （まる子） |                 |                 | さきこ （姉）   | さきこ （姉）   | さきこ （姉） | さきこ （姉） | さきこ （姉） | さきこ （姉） |               |               |               |               |               |               |               |               |

さくらももこ（まる子）の親戚について記述。ひろしの兄弟設定は、漫画・アニメと、史実・エッセイで異なる。ここでは、漫画・アニメでの設定を基準とする。さくらももこ（作者）及び浜崎憲孝のエッセイでしか登場しない親戚については省略している。
ヨッちゃん（フルネームは不明）
声 - 森川智之
下の名前はよしお。1949年（昭和24年）生まれの25歳。まる子の従兄（母方か父方かは不明）で、ミッちゃん（フルネーム及び父親か母親かは不明）の息子。今でこそまる子の面倒をよく見てくれる好青年であるが、実は元ヤンキーで高校2年の頃は、ゲームセンターに行くために母親に「おいババア、金よこせ!」と言い金銭をせびり取るほどの不良だったという。好きな漫画は『男一匹ガキ大将』。子供のころは「けん玉小僧」と呼ばれていて、近所の有名人だったらしい。たまえの父とボウリングで張り合ったり、大吉が出るまでおみくじを引き続けたりと、負けず嫌いな一面もある。
OP「おどるポンポコリン 2019年バージョン」にも1シーンだけ出演している。
2025年1月5日放送の『アニメ35周年記念 熱唱！ちびまる子ちゃん歌謡祭』では、夫婦で仲良く観客として登場した。
ヨッちゃんの彼女（のちに奥さん）
声 - 井上喜久子（第1期：第125話）（1992年5月31日）→久川綾
名前不明。美人で優しい女性だが、まる子に通じるおっちょこちょいで、そのおっちょこちょいぶりは、まる子たちへのプレゼントにレースのハンカチと思って買ったものがパンツだったことからも見てとれる。結婚後はおっちょこちょいな性格は完全に抜けたわけではないが、多少改善されている。若狭塗箸を愛用している。
田中 みやこ（たなか みやこ）
声 - 篠原恵美（第1期：第78話、第111話）（1991年6月30日、1992年2月23日）→ならはしみき
まる子の従姉で、「みやこお姉ちゃん」と呼ばれている。美人で優しくまる子の憧れの存在。まる子が幼稚園の頃までは近所に住んでおり、さくら家にもよく遊びに来ていた。第78話で結婚し、その後「もとこ（またはもと子）」という娘が生まれる。
2025年1月5日放送の『アニメ35周年記念 熱唱！ちびまる子ちゃん歌謡祭』では、もとこと共に観客として再登場した。
フジテレビ出版発行の著書「ちびまる子ちゃん記念館」ではヨッちゃんの彼女と間違えて紹介されている（ヨッちゃんの奥さんがみやこになっている）。
ひろあき
声 - 渕崎ゆり子
まる子の従弟でヒロシの甥。1969年（昭和44年）生まれの5歳。神奈川県在住。生意気でおませな性格で、まる子より4つ年下にも関わらず、オモチャの銃でまる子を撃ち「家来になれ」と言ったり、その後「おまる」と呼んだりなど、あからさまに軽んじている。一方でさきこには懐いていて、「お姉ちゃん」と呼んで慕っており、あけみに対してはお姉ちゃん思いである。まる子からはいい印象を持たれておらず、家に遊びに来ても渋々遊び相手になっている状態であるが、ひろあき自身はまる子を心から嫌っているわけではなく、まる子の方もひろあきが出かける際には心配したりするなどの描写がある。まる子からもらったどじょうを飼っている。
2025年1月5日放送の『アニメ35周年記念 熱唱！ちびまる子ちゃん歌謡祭』では、まる子と友蔵が唄う『てんとう虫のサンバ』の曲に合わせて、青いてんとう虫の衣装を着ながら とみ子、小春と共に元気いっぱいに踊りを披露した。
『ひとりずもう』漫画版にも登場するが、外見が若干変化しているほか、性格の生意気さも見られなくなっている。なお、史実ではあけみの方が5歳であり、実際の年齢は漫画・アニメよりも低い。
あけみ
声 - 矢島晶子（第1期：第45話、第53話）（1990年11月11日、1991年1月6日）→今野宏美
まる子の従妹で、ひろあきの姉。小学1年生。1967年（昭和42年）生まれの7歳。神奈川県在住。控えめで優しくしっかり者で、ひろあきのことは「ひろちゃん」と呼んでいる。まる子のことは「まるちゃん」と呼んでいるが、一度だけ「まる子お姉ちゃん」と呼んだことがある。生意気な弟には少々手を焼いており、ひろあきがまる子をからかった時には窘めている。弟と同様にさきこのことを慕っている。
2025年1月5日放送の『アニメ35周年記念 熱唱！ちびまる子ちゃん歌謡祭』では、両親と共に観客として再登場した。
ひろあきとあけみは作者の実在の従姉弟がモデルで名前もそのまま当てられており、エッセイなどでも時折登場している。なお、実際の彼女は作者（ももこ）より4つ年下であり、『ちびまる子ちゃん』登場にあたって年齢が引き上げられている。『ひとりずもう』漫画版では中学生に成長した姿で登場するが、外見は大きく変化している。
ひろあきの父
声 - 茶風林（第1期：第45話、第53話）（1990年11月11日、1991年1月6日）→今村直樹→森岳志
名前不明。まる子の父方の叔父（ヒロシと一郎の弟）で、ひろあきとあけみの父親。名前不明。メガネをかけている。神奈川県在住。
『ちびまる子ちゃん』本編とは異なり、史実ではヒロシの義弟である。
ひろあきの母
声 - 中友子（第1期：第45話、第53話）（1990年11月11日、1991年1月6日）→広津佑希子→庄司宇芽香
本名不明（『ひとりずもう』漫画版、自著エッセイ『おんぶにだっこ』では、育子（いくこ）の名前が出ている）。ひろあきとあけみの母親で、ヒロシと一郎の義妹。神奈川県在住。『ひとりずもう』漫画版にも登場するが、外見は大きく変化している。
モデルとなった実際のひろあきとあけみの母親は、『おんぶにだっこ』によると、アニメ・原作とは異なりヒロシの実妹。『ひとりずもう』漫画版での回想シーンは、同エッセイでの描写に基づいている。
静岡のおじいちゃん
声 - 掛川裕彦
名前不明。すみれの叔父であり、まる子にとっては大叔父で、“もう一人の”おじいちゃん。旧清水市の隣の旧静岡市八幡三丁目（現在の静岡市駿河区）に住んでいる。盆栽が趣味で、普段から和服を着ており、友蔵とは対照的な紳士的なおじいちゃんである。文鳥を2羽飼っており、まる子が小鳥を猛烈に欲しがるきっかけとなった。
2025年1月5日放送の『アニメ35周年記念 熱唱！ちびまる子ちゃん歌謡祭』では、観客として再登場した。
静岡のおばあちゃん
声 - 江森浩子
名前不明。すみれの叔母であり、まる子の大叔母。おじいちゃんと同じくとても優しい。なぜ彼女がまる子（さくらももこ）の母方の祖母ではなく大叔母（祖父の妹）なのかというと、実際の母方の祖父母は作者がまる子と同年代の頃にはすでに亡くなっていたからである。そのため姪のすみれが叔母夫婦に気を遣っている描写が見られる。まる子のことを「まるちゃん」と呼んでいるが、一回だけ「まる子」と呼んだことがある。
2025年1月5日放送の『アニメ35周年記念 熱唱！ちびまる子ちゃん歌謡祭』では、観客として再登場した。
一郎（いちろう）
声 - 飛田展男
ヒロシの兄であり、まる子・さきこ姉妹とあけみ・ひろあき姉弟の伯父。まる子からは「一郎伯父さん」と呼ばれており、父友蔵のことを「父さん」と呼んでいる。新茶の季節になると、お茶好きなまる子を思って、大量のお茶っ葉を届けにきてくれる。また、ヒロシほどではないが釣り好きである。
2025年1月5日放送の『アニメ35周年記念 熱唱！ちびまる子ちゃん歌謡祭』では、観客として登場した。
キヨシ
声 - 中村浩太郎
名字不明。友蔵のいとこの正司の息子でヒロシら3兄弟にとってははとこにあたる人物。2017年3月19日放送の1時間スペシャルで登場。友蔵はいとこの正司のことは知らなかった。

## まる子のクラスメイト
清水市立入江小学校3年4組生徒（原作初期は3組だったが、後に4組となる）で、うち約半数が2期にも登場している。学校自体は実在で、2003年に旧静岡市との合併までは同名、合併後の現在は「静岡市立清水入江小学校」である。まる子はたまえ・永沢・藤木・山田・大野・杉山・ケンタ・かよ子・中島と1年の頃から同じクラス（2組）である。さらにたまえは2年の時もまる子と同じクラス（2組）になっている。この学校では毎月一回、「お楽しみ給食」というものを行っている。
同級生として実在した人物も数名登場しているが、アニメの設定資料では、たまえ・はまじ・ケンタ・平岡の4人が該当するとしている。この4人に加えて、作者はブー太郎・かよ子も該当するとしている。その他については、各キャラクターの記事を参照。
クラスの男子の呼称に関しては、花輪や丸尾、大野、杉山、長山などは名字を「くん」付けして呼ばれているが、永沢や藤木、山田などそれ以外の男子の多くは名字の呼び捨てにされている（ただし例外もある）。クラスの女子の呼称に関しては、たまえやとし子、かよ子など「ちゃん」付けの愛称で呼ばれる場合と、名字の「さん」付けで呼ばれる場合がある。なお、まる子自身はアニメ第1期及び第2期の初期まではクラスの男子からは「まる子」、クラスの女子からは「まるちゃん」とあだ名で呼ばれることが多かったが、アニメ第2期の中期からは男子からは「さくら」、女子からは「さくらさん」または「まるちゃん」のあだ名のどちらかで呼ばれることが多い。

### レギュラー（クラスメイト）
穂波 たまえ（ほなみ たまえ）
声 - 渡辺菜生子 / TARAKO（『もものかんづめ』オーディオブック版）
演 - 美山加恋、皆藤愛子（未来） / 岩本千波、サエコ（20年後） / 須田琥珀 / 奈緒（ダイハツ・ミラトコット CM）、 伊藤沙莉（プレミアムモルツ・プレモル子ちゃんCM）/ 小高恵美（『さくら家の人びと』（青年期））
1巻から登場。愛称は「たまちゃん」。まる子の親友。城ヶ崎家や花輪家ほどではないものの、家庭は比較的裕福な方。1965年6月18日の晴れた日の朝に生まれた。O型、双子座。好きな食べ物はメロン、プリン、ケーキ、鍋、カレー、トマト、納豆、ひきわり納豆、わら納豆、にんじん、ピーマン、しいたけ。宝物は西城秀樹のサイン。リカちゃんを持っていて、よくまる子に貸出し一緒に遊んでいる。体重は26キログラム。靴のサイズは19センチメートル。好きな歌手は山口百恵。実家は3丁目14番地（または入江町三丁目19）にある。七夕豪雨では家が半分水没する被害に遭っている。蛇が苦手。ピアノを習っている。
眼鏡をかけていて、髪型は三つ編みのおさげである。髪色は、アニメではダークブラウンだが、原作漫画では初期は回によって黒髪だったりトーンが貼られていなかったり、と一貫していなかった。途中からは、モノクロページではトーン有・カラーページでは茶髪（アニメよりも淡い茶色の場合が多い）となった。眼鏡の奥の瞳は、普段はあまり描かれない。アニメ版の服装は、まる子が赤や黄などの服装であるのに対し、青や緑などの服装（例えば、水色のシャツに紺色のスカートの組合わせなど）で描かれることが多い。一年生時代の姿は作品によって異なり、アニメでは眼鏡に三つ編みを踏襲、『ひとりずもう』漫画版では眼鏡をかけているものの髪は結んでいない（本編とエッセイ『おんぶにだっこ』での姿を折衷したイメージ）。
優しく女の子らしい性格で、しっかり者。その優しさ故、嫌なことでも頼まれると断れないことも多いが、しつこく写真を撮る父に厳しく接して怒鳴ったり、ひょんなことから1週間以内に「エリーゼのために」を弾けるようにならなければならなかったまる子に厳しく指導したこともある。いざという時にはきちんと自己主張し、筋の通った理屈で人を言い負かすこともある。それでもピアノの発表会の時はプレッシャーのあまり、本番前に大泣きしてしまった事もある。成績も優秀な方で、テストでクラストップの点数を取ったことも。
まる子とは一年生の時から付き合いのある無二の親友であり、仲は周りが羨ましがるほどよい。まる子をよく助けたりフォローしているが、呆れて冷静なツッコミをすることもある。一度だけタイムカプセルを埋めようと約束したとき、たまえが留守番で来られなくなり、翌日ケンカになってしまい友情の危機に見舞われたことがあったが、お互いの気持ちを理解できたこともあり最終的に仲直りした。まる子がたまちゃんの家へ遊びに行った時にたまちゃんが折り紙で折ったくす玉をうっかりお尻で潰した後、再びケンカになり友情の危機に見舞われたことがあったが、最終的にお互いの作ったくす玉で仲直りをすることが出来た。それ以降二人の絆はより一層強いものとなった。また、まる子が野口と親しくなった当初は、友情に不安を感じて大いに動揺し、お笑い仲間に入れてほしいが為に慣れないギャグを言ったりもした。
恋愛ものの小説や映画に胸をときめかせたりと、ロマンチスト。また、時々アルプスの少女「タミー」となる空想をして「心のポエム」を作る。元々のメルヘンチックな性格や、父のカメラ好きやまる子のトンチンカンな言動に振り回される気疲れからか、そのようにして現実逃避をする癖がある。「タミー」になっているときは、普段とは異なり、眼鏡をかけていてもほぼ常に瞳が描かれるほか、瞳自体も大きめに描かれる。「いつか外国で暮らしてみたい」という夢を抱いており、『ひとりずもう』漫画版や史実における彼女のその後の伏線になっている。
すぐ写真を撮りたがる父を、母と共に煙たがっていて家を飛び出したこともある。兄弟姉妹は、実際のたまえは年齢の離れた兄と姉がいるものの、漫画およびアニメ第1期では兄の存在を示唆する発言があっただけで実際に登場したことはない。アニメでは第2期以降は、一人っ子に設定が変更されている。叔父から譲ってもらった九官鳥・キューちゃんを飼っている。祖母がいるらしい。『満点ゲットシリーズ』では、親戚に4歳の女の子がいることを語っている。
まる子同様、空想シーンで成長した姿が描かれることが時折ある。髪型については小学校時代と変わらない場合が多いが、稀に髪をおろしておでこをあまり見せない髪型になっている場合もある。
アニメ化30周年記念に公式LINEアカウントで行われた人気投票では第2位だった。
まる子（ももこ）とは、小学校5年生 - 6年生のときも同じクラスとなった。作者の過去を元に描かれた『ひとりずもう』漫画版では高校生の時に再びももこ（まる子）と同級生になり（中学時代は別の学校だった）、高校卒業後アメリカ留学に旅立った。17年後の同窓会では、既婚者となり、眼鏡からコンタクトレンズに変えている。作者のエッセイにも、時折登場している。ミラトコットのCM（22歳の未来）では、4年間のアメリカ留学を終えて静岡に戻っており、自宅で翻訳業を営んでいる。まる子と同級生であった期間は長いものの、『ほのぼの劇場』シリーズでの出番は非常に少ない。
実在の人物かつ当時の同級生で、名前が平仮名になっていることを除き実名で登場している（実際の漢字表記は「珠絵」）。さくらは後年の書籍において、1年生の時から利発で活発で華のある女子だったことや、本作中における姿はアレンジされたものであり、実際の彼女に基づいてデザインすると相当な美少女になることを明かしている。また、実際はお金持ちの娘で、小学校時代から自宅に広い庭や池があったとも述べている。単行本のコラムでは、眼鏡をかけるようになったのは、実際は高校生に上がってからとも述べている。実際に1年生の時から仲良くなり、2人だけの独自のノリは完全に確立されていったとも述べている。日本を離れた後国際結婚し、現在もアメリカに在住している。さくらとは一時期疎遠になっていたものの、2003年秋からは約14年ぶりに交流が復活し、さくらの後年の書籍や公式ブログによると、少なくともさくらが死去する数年前まではお互いの息子も交えての交流を続けていた。また、さくらが乳癌を患ってからは、当時の同級生では唯一交流し続けた人物とされている。なお、エッセイの挿絵では大人になって以降の姿は描かれておらず、「まる子」時代の姿で描かれている。さくらの死後は表舞台には登場していなかったが、2022年秋から開催された「さくらももこ展」の図録に実名で寄稿し、自身の目から見たさくら等について綴っている。
浜崎憲孝は自著『はまじの三年四組』にて、モデルは体が大きく活発な女子であった同級生で、小学生の頃は眼鏡をかけていなかったと述べている。
珠絵自身は晩年のさくらとのやり取りの中で、『ちびしかくちゃん』でパロディ化された「だまちゃん」の方が、『まる子』の「たまちゃん」よりも本来の自分に似ていることをほのめかすような発言をしている。
花輪 和彦（はなわ かずひこ）
声 - 菊池正美
演 - 馬宮輝 / 石堂天山、波岡一喜（20年後） / 長島暉実 / 竜星涼（ダイハツ・ミラトコット CM）、 オダギリジョー（プレミアムモルツ・プレモル子ちゃんCM）/ 佐奈宏紀（2022年舞台版）
1巻から登場。原作・アニメ共に、「花輪クン」と表記されることが多い。豪邸に住む大金持ちのお坊ちゃま。1965年8月7日生まれ。B型、獅子座。生月日の由来は「はなわ」の語呂合わせ。得意なスポーツはテニス。好きな食べ物は寿司、イタリアン、海老のコキール、酢豚（給食の中で）。宝物はスイスの高級時計と海外からの両親の手紙。オードリー・ヘプバーンの大ファンで、サインを持っている。トランプをうまく切ることができる。
外国かぶれの傾向があり、語頭に「ヘェ～イ」、語尾に「ベイビ～」とつけるのが口癖。また、話しながら右に流れる独特のつっぱりヘアーを右手でかき上げる癖もある。ゆったりとした穏やかな平和主義者で、つかみどころのない独特の雰囲気を持っており、何にも束縛されない自由人である。男子と女子の間で確執が起きた際も中立の立場で、争いには一切参加しなかった。キザな性格だが、紳士的で誰にでも分け隔てなく親切なため女子の人気が高い。お坊ちゃまでありながら世話焼きで面倒見も良く頼もしいので、まる子はじめクラスメートから頼られることも多い。通信簿も体育を含めオール5で運動神経も高く、文武両道であるが、後述の理由で習字の授業だけは苦手。仕事で海外を飛び回っている両親の影響もあり海外の事情にも詳しく、その知識をまる子たちの前で披露することもある。クラスでは、まる子と共に生き物係を担当していた。女子たちと一緒にいる描写が多くみられるが、男子とも親しい。映画第1作では大野・杉山コンビの粗暴さに不快感を示していたが、現在は2人の性格に変動があるためか、トラブルになることはない。
非常に努力家で、たくさんの習い事をしている。月曜はヴァイオリン、火曜はピアノ、水曜はフランス語、木曜はインド哲学、金曜はお茶とお花、土曜は英会話を習っているらしい。語学力に長けており、外国の習慣やマナーなども勉強している。特に英語とフランス語は堪能で、三歳の頃から外国人の先生に教わっているというピアノやヴァイオリンの腕もかなりのものである。歌やギターもうまく、テレビの「子供歌合戦」に出場し、ロカビリーを歌った事もある。また、武道の数々や護身術も身につけている。字が下手なのが唯一の弱点で、書き初めを自分で書かず、使用人に書いてもらって銀賞を取り、あたかも自分で書いたように振舞っていたことがある。
ルリ子（ルリこ）というアメリカ在住の同い年のいとこがいる。
金銭的には恵まれている反面、両親の仕事の都合で2人とは滅多に会えないことが多く、いつも賑やかなまる子たちの家庭をうらやましがっている。両親のことは「パパ」「ママ」と呼んでいて、母親からは「カズちゃん」と呼ばれている。使用人のヒデじいの運転によるロールス・ロイスで学校などに送り迎えしてもらっており、まる子も何度か乗せてもらったことがある。また、幼少の頃からお世話をしてもらっているヒデじいのことはとても慕っている。祖父は弁護士兼大地主であった。
お香を焚いたり、ピラミッドタワーの中で座禅を組んで瞑想したり、とにかくリラックスすることが好き。女子からはアイドル的な人気があり、バレンタインデーにチョコを53個もらった経験があるほど。
日本国内（鎌倉など）や海外にも別荘が多数あり、長期休暇中はほとんど旅行している。そのため、長期休暇中に学校に生徒たちが集まることがあっても、唯一いないこともある。自然や動物が好きで、庭にはたくさんの花木があり、小鳥たちも暮らしている。ペットには、愛犬（オールド・イングリッシュ・シープドッグ）のミス・ビクトリア（ビッキー）とオウムのウィリアムがいる。
日本国内の流行にはやや疎い部分がある。本作の舞台設定である1974年頃に発売されたヒット商品であるローラースルーゴーゴーのことを全く知らなかったり、『紅白歌合戦』などの年末年始の話題についていけなかったこともあった。ただし野球好きな一面もあり、神宮球場で巨人戦を観戦したり長嶋茂雄の引退が描かれた回では長嶋についてクラスメイトと談義していた。
なぜ公立の小学校にいるのか疑問に思われており、そのことが掘り下げられることもない。中学も永沢らと同じ公立校である。将来の夢について、映画では「インドのマハラジャみたいな城でボンドガールをはべらすこと」と言っている。『永沢君』では、「中学卒業後は東京の高校に入学し、将来は外国にもたくさんの店舗を持つ父のお店のオーナーになる」と語っている。17年後の同窓会では、未だにヒデじいが付き人を務めているため、出席した女子の一部からは陰口を叩かれていた。ミラトコットのCM（22歳の未来）では、父の仕事を手伝っていることになっているが、実際に働いている姿は目撃されていない。こちらでも、相変わらずヒデじいが付き人を務めている。舞台「まるステ」では、メインキャラクター兼語り部として登場。
初期は一人称が「おいら」で「金持ちだが気取り屋でイヤミな嫌われ者」というキャラクターで、初登場回ではまる子に「こいつ小学3年生なのにどうしてこうなんだろう……」と心の中でツッコまれ、ナレーションからも「彼は、出しゃばり、小心者、まぬけ、分からず屋とどうしようもない性格の持ち主であることが分かる」と言われるほどのギャグキャラクターだったが（そのときのまる子のグッドニュースは「花輪がフランスの学校に転校すること」だった）、次第に紳士的なキャラクターになり、作者も「結婚するなら花輪くん」とそのシビアな金銭感覚を覗かせた。そのため本来1回きりの出演予定であったにもかかわらず、レギュラーの座を獲得している。『永沢君』では準レギュラー登場。
番外編的エピソード「もしもまる子が花輪家の子供で花輪君がさくら家の子供だったら」（1997年12月21日放映、2期152話）では、浮いていた存在だったが故に苦悩していた過去を持っていたため、「かずひこくん」において、自身が作詞を手掛けた曲でそのことを書いていたという。
当初、声優は花輪役が丸尾役の飛田、丸尾役が花輪役の菊池であったが、作者の意向で逆になった。
アニメ化30周年記念に公式LINEアカウントで行われた人気投票では第7位だった。
名前のルーツは、漫画家の花輪和一。
モデルとなった人物は諸説あるが、浜崎憲孝は、自著『はまじとさくらももこと三年四組』にて、モデルは病院経営者の娘で、白い豪邸と3台の高級車を持っていたと述べている。
さくらは、特定のモデルはいないが、お金持ちの友人の女性の暮らしを参考にしつつ、当時学年にいたキザな男子数人をデフォルメしたキャラクター、と述べている。
丸尾 末男（まるお すえお）
声 - 飛田展男
演 - 佐藤和也 / 牧野晴、山里亮太（南海キャンディーズ）（20年後） / 春名柊夜 / 井之脇海（ダイハツ・ミラトコット CM） / 佐川大樹（2022年舞台版）
1巻から登場。資料によっては「丸尾スエ男」と表記される場合もある。3年4組の学級委員。1965年12月31日生まれ。AB型。好きな食べ物はざるそば、ビワ、天ぷら、オムレツ、柏餅（主にまめやという店で売っているもの。買えなかったときは涙を流したほど）。苦手な食べ物は納豆。宝物は委員バッヂ。耳そうじは毎日しているらしい。非常に怖がり。
学級委員になることに命を懸けているエキセントリックな少年。地道な練習を惜しまない努力家であり、非常に真面目で成績優秀（本人曰く「歌と運動以外ならなんでもできる」）。常に敬語で話し、一人称は「ワタクシ」で口癖は「ズバリ、○○○でしょう」。よく「ヒェ～」などと絶叫している。極端なマザコンでもあり、母親のことを「かあさま」と呼んでいる。一年生にムンクの叫びに似ていると笑われたことがある。
普段はメガネを掛けているが、メガネを外すと「ピカソの絵みたい」とまる子に評されるほどパッチリした二重瞼の目が現れる。初期の頃は大体いつも顔にタテ線が入っていた。
選挙演説をしたり「清き一票を!」というような内容のビラを配ったりすることがある。本来は真面目な性格であるが、学級委員になるためには手段を選ばないところがあり、たまに賄賂としてクラスメイトに紙石鹸などを配る。クラスメイトのためにと、薬箱や箸を忘れた人用に割り箸を常備していたり、掃除の時間以外でも教室の掃除をよくやっている。しかし、彼の善意の裏には、自分の評価を上げたい欲があることを周りから見抜かれている。また、クラスメイトが目立つ行動や好感度が上がることをするとすぐ「学級委員になりたいのでは?」と邪推することもしばしば。さらにすぐ大騒ぎしたりと大袈裟でリアクションがオーバーな上に、非常に失礼な発言（特にまる子に対して）を繰り返しており、周囲からは鬱陶しがられている。そのため選挙活動の甲斐あって学級委員を務めているものの、遠足のグループ分けで孤立するなど仲のいい友達は一人もいない。はまじと噂になったまる子や山田と噂になったかよ子を男子たちと一緒になってからかうなど、他人の色恋沙汰にやけに口出しする場面もある。
勉強熱心で学習塾にも通っているため、成績はトップクラスだが、その一方で体育が苦手。その運動音痴ぶりは相当なもので、サッカーではボールをまともに蹴ることすらできなかった。加えて怖がりで泣き虫な所があり、ケンカごともめっぽう弱いが、アニメ「男子対女子 大戦争」（1990年10月7日放送）では自分のプライドを傷付けた中島らを相手に勇敢に立ち向かい、クラスの女子に一時的ながらも見直されたこともある。音楽（歌）も大の苦手である。そのため「通信簿でオール5を取ること」を目指しているが、苦手な体育と音楽に阻まれて実現できずにいる（それでも努力してそれぞれ4と3に成績を伸ばしたが、悔しさのあまり廊下で号泣した）。将来の夢は、「堅実なサラリーマンになって、約70坪ほどの土地付きの家で両親に親孝行してあげること」。その現実的な夢の一方、ノーベル賞を取れる学者にも憧れている。ミラトコットのCM（22歳の未来）では、ノーベル賞を目指して地元の大学院に通っている。
高祖父母の代から受け継がれている兜を大事にしている（端の部分は最初から壊れていたが、それをまる子が誤解し、更に成り行きで友蔵がベルトクイズQ&Qに出場する展開となる）。
花輪と合わせて「花丸コンビ」と称されることもあり、彼がメインになる回までのほとんどの回は実話を基にしていたため、その回のトビラには「今回はかなりフィクションだぞ!」と書かれており、それ以降はフィクションの回も徐々に増えていった。
名前のルーツは漫画家の丸尾末広。一年の末日に生まれた（直後に除夜の鐘がなったという）男という意味で「末男」と名づけられる。自分のイニシャルを情けなくて嫌っている。
浜崎憲孝は、自著『はまじの三年四組』にて、モデルは野菜嫌いの学級委員長で、作中のキャラクターと同様に眼鏡をかけており、後に大手コンピューター会社の重鎮に出世したと述べている。
さくらは、特定のモデルはいないが、小学校時代によくいた「学級委員長なりたがりエキセントリック少年」を自身の記憶によってデフォルメさせたキャラクターであると述べている。
まる子の裸の王様（2019年8月4日放送）では国王役を務め、真面目で騙されやすい性格に拍車がかかっている。
アニメ化30周年記念に公式LINEアカウントで行われた人気投票では29位で、本人曰く縁起でもない語呂合わせ（29位→にくい→憎い）から大野に励まされるまで、ひどく落ち込んでいた。
浜崎 憲孝（はまざき のりたか）
声 - 柏倉つとむ（現：カシワクラツトム）、折笠愛（代役：第1期：第20話Bパート - 第30話）
演 - 米谷真一、松本康太（レギュラー）（未来） / 佐野剛基、ワッキー（ペナルティ）（20年後） / 根本樹 / 松島勇之介（2022年舞台版）
6巻から登場（アニメでは第1期：第16話Bパートから登場）。資料によっては「浜崎のりたか」と表記される場合もある。愛称は「はまじ」。愛称の由来は、モデルとなった実在の浜崎曰く「ハマチの養殖」から付けられた、とのこと。成績はあまり良くないが、陽気で面白い顔をしたクラスのムードメーカー。アニメ第1期のエンディングクレジットでは最終回まで「浜崎くん」と表記されていたが、アニメ第2期からは「はまじ」または「ハマジ」と表記されている。1965年8月20日生まれ。原作ではB型だがアニメではO型となっている。好きな食べ物はポッキー、ポテトチップス、鯖の味噌煮、ラーメン、アナゴなど。宝物はライダーカードと山下大輔のサインと小石、王冠、牛乳の蓋。大洋ホエールズの大ファンで山下選手のサインをもらったことがあるが、自慢しようと学校に持っていったら無くしてしまい、関口やブー太郎から「本当は持っていなかったんだろ」と言われていた。ベートーヴェンを知らなかった。
お調子者で一発ギャグをやるなど、お笑い好きでいつもクラスの皆を笑わせるひょうきんな性格。その一方で悲しい歌を聴くと泣き『大きな古時計』で毎回号泣してしまったり、クラスメイトから親しまれていた大石先生のお別れ会の時泣いている石原をからかいつつも涙を流したりするなど、優しく涙もろい一面も見せている。
クラスの人気者で、「B級男子トリオ」の仲間であるブー太郎や関口とは特に気が合う。まる子やたまえや野口らとも仲が良く、よく一緒に遊んでいる。頻度は少ないが、かよ子とも仲良くしている場面もある。ただし永沢と同じく、前田とは犬猿の仲でもありよく対立をする事がある。ローラースルーゴーゴーにまる子と山田を乗せるために2人から30円ずつ金を取り母に怒られたことがある（ただしこれは怒られる前の時にこのことを言われないように黙っていたのだが、山田がそのまま目の前で発言してしまったため怒られた。その母の怒りは彼が何と言おうと許しはせず、挙げ句の果てには母まで情けないと言って泣いてしまうほど大きな問題となった。翌日、まる子がそのことをたまえに話したら、たまえは力なく笑っていた）。音楽家になりたいからと、一度さくら宅でまる子にシャツの袖をハサミで裂いてもらったが、音楽家の夢を諦め家に帰ると母に「物を粗末にするなんて、許さないよ!」と怒鳴られて尻をぶっ叩かれたこともある。また「イチゴ狩りに行こうの巻」では母から1,000円をもらったのにもかかわらず自分の分だけイチゴを食べて、そのままお土産のイチゴを買わずにイチゴに関係のない漫画雑誌を買うなど抜けたところが複数ある（ブー太郎も同じ理由で母に説教されている）。
アニメ第1期から個性的なキャラクターではあったが、第2期からそれ以上の個性溢れるキャラクターが数多く登場するにつれ、次第に常識的なキャラクターに位置づけられるようになってきている。
まる子からもらった南の島のお土産のバッジ（ドラマでは鼻血が出ているからとまる子から借りたハンカチ）に、「I LOVE YOU」と書かれていたことから、周囲に冷やかされてしまったことがある。実家は貧しくボロ家に住んでいる。
赤ん坊の弟がいる（名前は不明）。この他に幼稚園児と思われる別の弟もいる描写があり、「お楽しみ給食会」（1991年10月20日放送）では3人登場していたが、2期では1人に減った。。また、初期には妹の存在にも触れていたが、妹はたまえの兄同様設定がなくなった（ただし原作は別）
家族の誰かが内職をやっている。
『ひとりずもう』漫画版にも、初期をメインに登場。ももこと同じ中学校に通う。漫才師（作中では「お笑い芸人」と表記）を目指している旨も語られている。大人になってからは、漫才師の夢を諦めてトラックの運転手の仕事をしている。体型は小太りになっている。舞台「まるステ」では、「ひとりずもう」漫画版や実在の浜崎の高校時代とは異なり、藤木・小杉とバンドを立ち上げている。作者のエッセイにも、たまに登場している。『ほのぼの劇場』シリーズは、「放課後の学級会」にのみ登場。
アニメ化30周年記念に公式LINEアカウントで行われた人気投票では20位だった。
実在の人物かつ当時の同級生で、小学生の頃はアニメとそっくりであり実際に「はまじ」と呼ばれていた。性格面については、浜崎本人は「小学校5・6年生のときの自分に近い」と語っている（実際の3年生当時は、戸川先生への苦手意識から登校拒否に陥っており、実在の山田佳代子から「気の毒な感じで…」と振り返えられるほど）。さくらとは、クラスで会話することは度々あったものの、漫画・アニメで描かれているほど仲良しではなかったと自著で語っている。成人後はDJ、会社員、郵便局員など職を転々とし、のちに作家（後年は電子書籍が主）・ブロガーとして活動していた。2002年に自伝『僕、はまじ』（彩図社刊。カバーはさくらが描いたはまじのイラスト）を執筆した。中学校卒業後はさくらと疎遠になっていたが、同自伝の出版の絡みで彼女と20年ぶりに連絡をとったという。但し、浜崎の自伝はあくまでも自費出版という話で協力したにも関わらず、反響を受け商業出版同然で展開された点にさくらは激怒、プロダクションを通じて抗議される。その後も出版社側の対応に不快感を示したさくら側は硬化したまま、少なくとも出版社側はさくらの存命中に和解できず、という一悶着もあった。『僕、はまじ』以降に刊行された書籍は、他の出版社からの発売となった。なお、さくらは穂波たまえや長谷川健太など大体の実在人物にはキャラクターとして出すことを事前に了解を得ていたが、浜崎には「気のいい人だからきっと許してくれるだろう」ということで無断で出したという。さくら没後、同級生による寄せ書きを作るために奔走してさくらの遺族に渡し、後日さくらの母親より感謝の手紙が送られた。山田佳代子や杉浦徳三（共に実在の人物）とは社会人になって以降も交流があり、自身のブログに2人が登場することも稀にあった。ブロガーとして静岡の地域情報などを発信し続けていたが、2023年2月末の投稿を最後に活動が途絶え、その後ほどなくして自宅マンションで死去していたことが、生前交流のあった関係者によって明かされた。
富田 太郎（とみた たろう）
声 - 摩味（旧名：松井摩味）（第1期：第16話Bパート - 第138話、第2期：第1話 - 第426話Bパート）（1990年4月22日 - 1992年8月30日、1995年1月8日 - 2003年6月8日）→永澤菜教（第2期：第440話Aパート - ）（2003年9月21日 - ）、大塚海月（代役）、青木和代（映画：第1作）
演 - 望月佳一 / 河口瑛将、河本準一（次長課長）（20年後） / 古海幸磨 / 原嶋元久（2022年舞台版）
6巻から登場。愛称は「ブー太郎」。はまじの親友。アニメのエンディングクレジットでは第1期の1990年放送分まで（48話まで）は「富田くん」と表記されていたが、1991年放送分以降（55話から）は「ブー太郎」と表記されている。1966年（昭和41年）2月5日生まれ。好きな食べ物はブタまんと豚肉、ウニ。血液型B型。
小太りで豚のような顔をしており（頬に渦巻き模様がついている（初期はなかった））、一人称は「おいら」だが、「俺」と言うこともある（特に初期）。語尾に「ブー」と付けて話す（マラソン時に呼吸している時も同様）。ただし登場初期は「ブー」とは言わないほか、現在でも時折普通に話すこともある。驚いた時や興奮している時などに、「ブヒー」「ブヒョー」と言うこともある。やや鈍くさい。はまじとは大の親友同士（OPなどでもコンビで登場することが多い）。子分気質であり、映画第1作では大野と杉山に憧れ弟子入りし、最終的に弟子になっている。
家族全員そっくりな顔で、血縁関係がないはずの富田夫妻も含め家族4人が語尾に「ブー」を付けて話す。この口癖があるのはブー太郎一家だけで、祖母などは「ブー」と言わないらしい。また、なかなかの妹想いで、積極的に面倒を見ている。家では、押入れをベッド代わりにしたこともあるが、現在は妹のトミ子と二段ベッドを使っていてブー太郎は下段で寝ている。
トミ子と一緒に教会に通っている。一度だけ柔道と剣道を習ったことがある。将来の夢は、プロ野球選手になること。そして、最近では宇宙飛行士になりたいとも言い出している。原作でははまじよりも登場したのが先だった。
はまじ同様、アニメ第1期から登場している個性的なキャラクターではあったが、第2期からそれ以上の個性溢れるキャラクターが数多く登場するにつれ、はまじ同様、比較的常識的なキャラクターに位置づけられるようになってきている。
実在の人物かつ当時の同級生で、さくらは、実際に「ブー」とは言わないものの、作中で描いているような顔つきをしており、太った体型をしていたと述べている。
浜崎憲孝は、自著『はまじの三年四組』にて、モデルは地元のスーパーマーケットの経営者の息子と述べている。さくら同様にさすがに「ブー」とは言わなかったが、言いそうなほど似ていたとのこと。なお、実際の愛称は「アカベー」であったほか、浜崎たちとは違い本名での登場とはなっていない。また、兄弟姉妹に関しても、実際は男3人兄弟の次男であったと述べている。
実在したクラスメイトではあるが、作者のエッセイでは出番がほとんど与えられていない。
永沢 君男（ながさわ きみお）
声 - 茶風林
演 - 槇岡瞭介 / 永本桂以 / 森太陽 / 佐藤永典（2022年舞台版）
6巻から登場。1965年6月27日生まれ。好きな食べ物はカツ丼とサンドイッチ、ウニ。好きな歌手はずうとるび。血液型B型。玉ねぎのような形の頭とそばかすが特徴。胃腸が弱い。一人称は「僕」、二人称は「君」だが、以前は「俺」「お前」も使用していた（これは藤木も同様）。なお、『ゆううつな参観日』では「おいら」であった。
第1期の中期（1991年）から第2期の初期（1996年）の放映迄はまる子の事を「まる子」と呼んでいた。
暗く、影を背負ったような少年で、藤木とは親友。アニメ第1期、第2期初期、映画1作目と2作目、ドラマでは、暗く協調性に欠く性格ながら素直で優しい人物であり、藤木とも親友らしい良好な関係であった。しかし、アニメ2期初期からはわがままで攻撃的かつ批判的な性質を見せ始め、友人や親であろうと人の心理を突いたような嫌味な言動を意図的に取るようになり、藤木以外にもまる子、前田、小杉、山田らに対しても冷たく当たる事がある。掃除係になったまる子を藤木と一緒に責めたり、まる子と野口2人を除くクラスメイト全員で前田に対し、「反対コール」の野次を飛ばしたり、はまじが「掃除してください」と訴えている前田のモノマネをしている姿を見た際に関口、藤木、山根、まき、坂田、加藤らと一緒になって大笑いをしたりしていた。 特に藤木に対しては、彼が卑怯扱いを受けたことも相まってきつく当たっており、彼が言い返せないのを良いことに度々ひどい態度を取っている。まる子やたまえなどはそれまで永沢に対して「君」付けしていたが、この頃から呼び捨てに変化している。
一方、両親のことを気遣ったり、弟の太郎の世話をよく見ていたりと家族想いな一面もある。自分の言動で藤木を泣かせてしまった時はショックを受けて反省したり、人助けをしようとする藤木を陰から応援するなど、気配りや優しさも見せている。しかし「自分も嫌な人間だが、前田よりマシだと思う」と藤木に同意を求めた際には、「前田と同じくらい嫌な人間」と即答されてしまった。
藤木以外には山根、小杉とのグループで行動することも多く、描写こそないがかつては島崎とも仲が良かった事が言及されている。一方で永沢本人はもっといい友達が欲しいと思っている。中学卒業後は藤木、小杉と違う高校に通うことになるが、悪態をついたことが災いして2人とは疎遠になり、26歳の同窓会の時も2人と話すシーンはなかった。また、城ヶ崎とは犬猿の仲で、ことあるごとに言い合いになっているが、彼の言い分の方が正しい事が多い他、彼なりに彼女への優しさを見せる事もあるので心底からは嫌っていないようである。城ヶ崎のみならず、他の女子でははまじと同じく、前田とも犬猿の仲でもあり対立している描写がある。
3年生になる前の春休みに、隣家からの飛び火で自宅が火災に遭い（出火原因は原作とアニメで異なる）、延焼被害で永沢家を含む3軒が全焼する被害を招いた。そのことがトラウマとなっており、火を見たり火関連の話になると、気が動転したりその場が凍るほど暗くなることがある。この一件から火災の怖さを身をもって知っており、町内で火の用心を訴えかける運動をしたり、火事の怖さを紙芝居にして子供たちに説いたりしている。また、避難訓練を真剣に行わないクラスメイトに対して本気で怒ったこともある。その一方で、「永沢君」においては「燃えているのが自分の家でなければ結構冷静でいられる」と発言したこともあり、このセリフはアニメにも逆輸入された。
お笑いが好きであり、クラスでまる子らと「お笑い研究会」を作ったり、後に中学時代には藤木とお笑いコンビを結成したり（すぐに解散した）、同じお笑い好きである野口を気にかけたりした。成績や運動神経は特に良くも悪くもないが、初期の頃には、参観日に誰も来てくれなくて寂しい旨をまる子らに話すと「勉強できないから親が来ない方がラッキーなんじゃ」と思われてしまったり、まる子たちと一緒に花輪に英会話を習った時には、皆が覚えられるような簡単な挨拶も覚えられず、周囲をあきれさせたことがあった。殿さまキングスの「なみだの操」の物真似がとても上手。親戚に習ったという腹話術を披露したこともある。
前述の通り、頭部は玉ねぎのような変わった形状をしており、頂点が極端に小さい。そのため帽子のサイズも異常に小さくなっている。原作では後ろ髪を生やしているが、アニメでは頭頂部にしか髪が生えていない。登場当初は髪型や顔つきが現在と異なっていたが、1期67話から現在の髪型や顔に変わった。「おどるポンポコリン」2代目OPでも玉ねぎの列に並んでいる。
火事の後、父は田舎の親に借金をしに行き、母は心労で倒れ入院した。永沢一家は、家を新築し完成するまでの約8か月間、3丁目の親戚の裕福なおじいさんの家でお世話になった。また原作・アニメ共に新築した家のエピソードがあったにもかかわらず、それ以降のアニメで登場する永沢家の外観は常に親戚のおじいさんの家の外観であるが、家内には永沢一家しかおらず親戚のおじいさんなどの姿はない。母親からは「お兄ちゃん」と呼ばれている。
将来は「タマネギおじさんの店」という喫茶店を営むことを考えている。同窓会の話でその夢は実現した事が明かされるが、店自体は経営不振な上、追い討ちをかけるように自身のお見合いも破談にされるなど、スランプ気味な生活を送っている模様である。
毎回のように、教室の隅などで友達の藤木と陰気な会話をしている。現在でも藤木は永沢に友情を感じているが、永沢はしばしば「もう君とは絶交だよ」などと言ったり、悪態をついたりと散々な応対をしており、自己保身のために藤木に罪を着せて他のクラスメイトと軽視するなど、時として藤木以上に卑怯な一面を見せることもある。
まる子の裸の王様（2019年8月4日放送）では藤木と一緒に国王を騙す詐欺師として登場するが、嘘をついて国王に恥をかかせたために1年間城の掃除係を命じられる結末を迎えた。
ビッグコミックスピリッツにて、中学生になった彼が主人公のスピンオフコミック『永沢君』が連載された。
アニメ化30周年記念に公式LINEアカウントで行われた人気投票では19位だった。
永沢自体は実在の人物ではないが、火事で家を失った同級生が立派な親戚の家にしばらくの間住むことになるというのは、作者の実際の思い出のエピソードである。
藤木 茂（ふじき しげる）
声 - 中友子
演 - 佐藤敦士 / 濱本祐太 / 高宮悠輝 / 矢田悠祐（2022年舞台版）
6巻から登場。三角形の目で唇が青く、暗い性格の男子。1965年4月19日の曇りの夕方に生まれた。初期は5月生まれ。第2期の初期は2月19日生まれ。魚座。好きな食べ物はラーメン、アメリカンドッグ。好きな歌手はアグネス・チャン。血液型A型。クラス一の長身。スケートが得意で、腹話術もできる。現在の一人称は「僕」だが、まれに「俺」「おいら」とも。
永沢とは小学1年生からの仲。描写こそないがかつては島崎とも仲が良かった事が言及されている。アニメ第1期ではやや明るい性格だったが、第2期からぼんやりとしていてドジで要領が悪く気弱な性格が定着した。いつも永沢たちに嫌味を言われてばかりいる。知識量も少なく、九官鳥や柴犬を知らず永沢や山根にバカにされたことがある。永沢との友情について悩むこともしばしばあるが、彼の良い側面も知っているため、少なくとも藤木は永沢のことを友達だと思っている（永沢とは共依存的な関係ともいえる）。無邪気な一面もあり、永沢はそれが藤木と親友でいる理由なのかもしれないとも考えている。
第1期中期及び第2期の初期迄はまる子の事を「まる子」と呼んでいた事もある。
笹山かず子に片想いをしているが、なかなか想いを打ち明けられず、彼女の前でいいところを見せようとして失敗することもしばしば。また、花輪の別荘で出会ったハーフの女の子であるリリィにも恋をしている。しかし、花輪と勘違いされ実質失恋。城ヶ崎などの美人に何かと敵愾心を向ける永沢とは対照的に美人には滅法弱い方らしく、教育実習生の神谷先生に対しても密かな好感を抱いていた他、笹山やリリィ以外でも可愛いと思った女の子に会うと一目惚れし、好意を持つ描写が多々ある。当の本人は吉川みどりに一目惚れをされたり、4コマ版では冬田美鈴に恋心を抱かれたりと、好みではない女子に好かれる傾向にある。
周囲からはことあるごとに「卑怯者」と呼ばれており、本人も自覚しており悩みの種となっている。そのきっかけは、まる子と肝試しでペアを組んだ際、恐怖のあまりまる子を墓地に置き去りにして1人で逃げ出したためであった。この一件が原因でクラスメイトから「卑怯者」の烙印を押され、「藤木の卑怯を直す会」がクラスで行われるまでに至り、それ以降「卑怯」キャラで定着している。本人曰く卑怯は「親譲り」とのこと。
肝試しの件以前にも、まる子を含むクラスメイト数人に不幸の手紙を送ったためクラスメイトの顰蹙を買い、ホームルームで責められ謝罪したことがある。まる子たちは藤木の行動がよほど頭に来ていた様子で、それからしばらくは永沢に先んじてまる子やたまえに呼び捨てされるようになる。一方で肝試しの件では当初は怒っていたが、すみれから「そんな事でひきょうと言っちゃかわいそうだよ」と言われてからは多少考えを改めている。
さらに中学生になるとバレンタインデーに「K・H」と名乗る人物から「愛をこめて」と書かれた手紙と共にチョコレートをもらった。また、クラス一の美人と呼ばれ、花輪に恋心を抱いていた堀こずえを自分に心変わりさせてしまうなど、随所随所でモテていたが、互いに報われず終わる。しかし、その一方で不良に絡まれた際に攻撃の矛先を永沢に向けようとしたり、永沢の非難からかばってくれた小杉を直後に裏切って身代わりにするなど、その卑怯の度合いはエスカレートしている。最終的に永沢への友情も尽き、修学旅行の班が別れた際には内心で喜んでいた。
中学校卒業後、永沢とは違う高校に進学することになる。「学校が変わっても友達だ」と語ったものの、藤木の本心を察してか永沢に拒絶されたために疎遠になった模様。26歳の同窓会においても、はまじと話すシーンはあっても永沢と話すことはなかった。舞台「まるステ」では、はまじ・小杉とバンドを立ち上げている。また、同作では永沢とは同じ高校になっていることもあり、彼との仲は一応続いている。
いわゆるカギっ子で、両親が共働きで遅くまで帰宅しないため、夕飯は出前が多い。唯一の特技はスケートで、冬になると毎週スケートリンクに滑りに行っている（※2025年1月5日から新しく変更されたタイトルバック映像でも、スケートを器用に滑っている）。近年の話ではクラスメイトや永沢から卑怯者扱いされることはあまりなくなり永沢を気遣ったり自身の物をプレゼントしたりと元通りの良好な関係になりつつあり性格もやや明るくなってきている。また永沢と共に小杉や山田の行動に呆れたりするなど、常識人的なキャラになる事も多くなっている。また永沢がみまつやで当てたカードを間違ってはまじらにあげていた時には、藤木もみまつやのくじで同じカードを当てたので永沢の家に届けたり、家の手伝いをきちんとこなすなど優しい一面も多く描写されるようになった。
ドラマでは不幸の手紙をクラスメートに出したことを永沢になじられた際、「君に不幸の手紙を出せば良かった」と発言したり、「西城秀樹のサイン入りブロマイドを持っている」と自慢した永沢に「本当は持ってないんだろ」と嫌味を言うなど永沢以上に性悪な性格となっている。
アニメ版第1期・第2期初期の一部の回では唇は普通の色をしているが、その後は常に紫色で描かれるようになった。
まる子の裸の王様（2019年8月4日放送）では永沢と一緒に国王を騙す詐欺師として登場するが、嘘をついて国王に恥をかかせた結果、2人揃って1年間城の掃除係を命じられる結末を迎えた。
作者は単行本15巻にて「使えるキャラに成長した」と評しており、後年の単行本では、彼をメインに据えた回も多かった。
アニメ化30周年記念の公式LINEアカウントで行われた人気投票では31位だった。
野口 笑子（のぐち えみこ）
声 - 田野めぐみ（旧名：田野恵）
演 - 甲野優美 / 今泉野乃香、箕輪はるか（ハリセンボン）（20年後） / 石井晏璃 / 北浦愛（ダイハツ・ミラトコット CM）
13巻から登場。元はスピンオフコミック『永沢君』のキャラクター。アニメでは第2期からレギュラーとして活躍。ミステリアスなオーラのある暗い女子。1965年9月9日生まれ。好きな食べ物はたらこと白子で、嫌いな食べ物は納豆。好きなお笑いタレントは坂田利夫。血液型AB型。
藤色や紫色など、いつもくすんだ色の服を着ており、髪型はおかっぱ頭で、日本人形のような顔をしている。無口でリアクションも薄いため、表情から思考を読み取ることはほぼ不可能。身長はかなり高く、レギュラーの女子の中では一番の長身である。
普段は無口でおとなしく、地味で暗い感じで感情を控えたか細い声だが、その実態は多趣味かつ多才。自分の主張はきっぱりと通す度胸のある性格で、一本筋が通っている。洞察力もかなり高く、人の本心を言い当てるのが得意。英語にも堪能で、テストの点も「80点は当たり前」と比較的頭も良く、暗記やなぞなぞも得意とする。
お笑い全般が大好きで、その知識量も膨大である。自分とそっくりな顔をしたお笑い好きの祖父とはとても仲が良く、よく一緒に行動している。カラオケの趣味もあり、ヘビメタを歌うらしいが真偽は不明。音楽の縦笛のテストでは、横笛のようにしながらかなり上手に吹き、周囲を驚かせた。ただし、歌のテストでは「歌いたくありません」「別に0点でもいい」とテストを堂々と放棄したこともあった。長山同様、アマチュア無線の免許を持っている。ラジオが好きで、「のろ」というラジオネームのハガキ職人でもある。
誰かが面白い話をしていると密かに笑っていたり、どこからともなく登場して後ろから話しかける。笑ってはいけない時に笑ってしまいそうになると咳でごまかすのが癖。謎の多い人柄で、クラスでは若干孤立しているが、むしろ1人で過ごすことを好んでいる節がある。少々捻くれた一面があり、町の人やクラスメイトに嘘を教えたり、まる子の名前を書いた自分の鉛筆を教室に落としたり、難しいなぞなぞを出して答えを秘密にするなど、他人が困っている様子を密かに観察して楽しんでいる。
まる子とはともにお笑い好きであることから意気投合し、お笑い関連の情報をまる子に教えたり、逆に面白そうなことをまる子に聞いたりしていることから、2人の仲の良さにたまえが不安を感じたこともあった。面白い玩具や写真をコレクションしていたり、「お笑いノート」をつけている。また「周囲の面白い人」として、さくら家やたまえの父、佐々木のじいさんに注目している。無名時代のビートたけしと出会った時にサインをもらっており、彼が後に大スターになると見抜いている。
祖父と父もお笑い好き。ザ・ドリフターズも大好きで多数のグッズや雑誌等切り抜きを集めている他、当時はビデオがないからカセットテープにドリフのテレビ番組をエアチェックしている等最早マニアの域に達している。意地悪で威張り屋の兄・富士男がおり、仲は良くない。両親は共働きで、昼間は家にいない。自室で飼っているペットのセキセイインコは、「クックックッ」「言えやしない、言えやしないよ」「知～らない、知～らない」など、彼女の口癖をしゃべる。動物では他にヘビが好きで、「クールでドライでシャープなところ」が気に入っているという。デパートのヘビ展で、コブラとマングースの対決ショーを観覧した時には、メンバーの中で唯一平常心を保っていた。
アニメ第2期になると、まる子、たまえと3人で行動するエピソードが増えていった。
祖父によると「病院でUFOを見ていて、消えた後に産まれた」とのこと。
ミラトコットのCM（22歳の未来）でも、笑い方や神出鬼没ぶりは変わっていない。
アニメ化30周年記念に公式LINEアカウントで行われた人気投票では第5位だった。
浜崎憲孝は自著『はまじの三年四組』にて、「のろ」というあだ名の同級生がモデルであり、実際は特に芸人を好んでいないが、容姿は作中のキャラクターとよく似ていると述べている。また、「はまじと九人のクラスメート」（2003年、徳間書店）で取材した際には、長期間スーパーマーケットに勤めていたと証言している。
みぎわ 花子（みぎわ はなこ）
声 - ならはしみき
演 - 熊谷杏実 / 入澤楓華、近藤春菜（ハリセンボン）（20年後） / 竹本咲良 / 『さくら家の人びと』（青年期） - 仁科扶紀（旧名：仁科ふき）
1巻から登場。女子の学級委員。1965年7月11日生まれ。好きな食べ物はスパゲティ、アップルパイ。血液型A型。趣味は剣道。バレエも習っている。「アマリリス」という名のブルドッグを飼っており、とても可愛がっている。宝物は運動会の時にヒデじいにとってもらった花輪とのツーショット写真。生まれた時は未熟児だった。
少々怒りっぽく、ヒステリックで高圧的になってしまうことが多いが、基本的には真面目で成績も良い方。学級委員を任されているだけあり、その責任感と統率力を買われている（丸尾とは異なり、学級委員であることをひけらかしたり露骨に選挙運動をする描写はない）。まる子とは趣味は合わないが、それなりに仲良くやっている描写もある。
花輪のことが大好きで、彼に対してストーカーに近い偏執的な愛情を持っており、当の花輪からは避けられている。花輪のことになると、鼻息を荒らげて敵意丸出しで駆け寄り、花輪と頻繁に会話しているまる子や城ヶ崎を強くライバル視している。ただし、城ヶ崎のように男子を見下した態度を取ることは少なく、バレンタインにしつこくチョコを要求したことを泣いてまで謝罪した山田にはチョコレートをあげたり、まる子の探し物をアマリリスとともに手伝ってあげるなど、時折思いやりを見せる。また、前田に非難されていた丸尾を庇うなど、花輪以外の男子にも気配りを見せることがある。
見た目にはお世辞にも美麗とは言えないものの、ナルシストで自信過剰な面がある。ずうとるびのファンだったが、花輪がビートルズのファンだと聞いて転向した。将来の夢も「花輪くんのお嫁さんになること」だという。
名前のルーツは漫画家のみぎわパン。特定のモデルはおらず、作者曰く「モデルがいるなんて言ったら怒られる」。アニメ第1期では乙女座と発言したこともあった（これについて「似合ってるでしょ、ほら」と自慢している）。オリジナルキャラクターではあるが、作者の青春時代を題材としたドラマ「さくら家の人びと」にも登場している。劇中ではコンタクトレンズに変えており、髪も短くしている。
山田 笑太（やまだ しょうた）
声 - 山本圭子（第1期：第93話 - 第142話、第2期：第4話 - 第1415話Bパート）（1991年10月20日 - 1992年9月27日、1995年1月29日 - 2023年12月17日）→本井えみ（第2期：第1422話 - ）（2024年2月4日 - ）
演 - 小林京雄 / 中上海輔 / 新井真悟
10巻から登場。クラスのおバカ男子で1、2を争う問題児でもあるが、クラスの皆からは特に嫌われているような様子はない。まる子と意気投合する事もある。1965年8月8日（第1期のみ5月）生まれ。好きな食べ物はチャーハン、おむすび、
カレーなど。納豆が嫌い。血液型A型。腹話術ができる。まる子と同じく優しい祖父がいる。
一人称はブー太郎同様に「おいら」だが、稀に「俺」と言うこともあった（主に初期の頃）。常に大きく口を開け「アハハ、アハハ」と笑ったり、語尾に「〇〇だじょ～」とつけて話すのが特徴。まる子のことは「さくら」と呼ぶ。母曰く、生まれたときからこのような性格であったという）。また、脳天気なために良くも悪くも怖いもの知らずで、自身が心に感じたことを率直に言ってしまうが、その割に抜け目ない言動もたびたび見受けられる。本人に悪気はないが、周りの人から「無神経かつ無遠慮な言動」と思われることがままあり、周囲から顰蹙を買うこともある。
永沢家の新築パーティーの時、呼ばれていないのにも関わらず厚かましく手ぶらで勝手に永沢の家に上がって来たり、2階の永沢の部屋へ勝手に入って来て永沢のプラモを壊したり、会食の時も勝手に先に食べた挙句食べすぎてお腹を壊してしまい、永沢の新しいパジャマを借りた後に横になったりという迷惑行為もした。そのほかにも、牧場の遠足にてまる子、前田、みぎわ、山田の4人の班で行動した際、帰りのバスの中でまる子が誤って牛糞を踏んづけてしまった事をマイクを使いながらみんなに言いふらしたりする等、空気が読めない所が見受けられる。
その一方で、エイプリルフールにまる子がついた嘘を本気で信じたり、思い出のホタルを泣きながら一生懸命探したり、バレンタインチョコを女子全員に要求したことを反省して全員に謝るなど純真な心を持っている描写もある。クラスメイトに対しても滅多に怒ることはない。母親は極めて真面目な性格。とにかく勉強が苦手で宿題も一切せず、テストは0点を日常的に取り、通信簿もオール1。情報屋でもあり、どこからか様々な情報や噂を手に入れて「ニュース、ニュースだじょー!」「大変だじょー!」などと騒ぎ立てる。一度、佐々木のじいさんの手伝いをしてお礼にもらった百円硬貨を使い、清水駅から草薙駅まで行ったが、お金がなくなり帰れなくなった。これが原因で、まる子を始めとする3年4組の生徒、戸川先生、友蔵、山田の母、山根の父、佐々木のじいさんらが町内を捜索することになった。しかし、泣きながら清水市内に向かって線路脇の歩道を歩いていたのをリムジンで通りかかった花輪が見つけ、家まで送り届けた。
第1期ではゲストで、第2期からレギュラーで登場しているが、初期と現在では容姿も性格も異なっている。いつも口を開けているのは同じだが、気弱で少々空気の読めない性格であり、イガイガ髪型で顔型はひょうたんのようで、頭身もかなり高めであった。第2期初期では両方のデザインが混在していた回がある。また、当時は頻繁に目がうつろになっていた。兄の存在を話しているが、現在ではたまえ、はまじの兄弟同様、そのような設定は無い（ただし原作は別）。
お台場冒険王のコマーシャルでは、『ONE PIECE』のルフィのコスプレを披露した。
アニメ化30周年記念に公式LINEアカウントで行われた人気投票では12位だった。
大野 けんいち（おおの けんいち）
声 - 沼田祐介、山口勝平（映画：第1作、第2作）
演 - 伊藤大翔 / 桑代貴明、横塚進之介（20年後） / 馬渕誉 / 橋本祥平（2022年舞台版）
初登場は番外編の映画及びコミックス『大野君と杉山君』で、原作本編では9巻から登場。アニメ本編では、劇場版の後日に放送された第1期の放送でモブとしての登場は何度かあったが、レギュラー登場は第2期から。成績はオール5で、正義感のあるスポーツ万能な男子。1965年11月16日生まれ。好きな食べ物はラーメン、豚カツなど。血液型O型。宝物は杉山と作ったプラモデルの船。
美男子な上に運動神経抜群かつ成績もいいので女子にモテるが、本人はかなり硬派で女心には無関心。冬田に告白された時も素っ気なく振ったが、彼女はそんな硬派な大野が好きなため、未だに想いを寄せている。正義感が強く、弱い者いじめがあると助けにいく性格でもある。度胸があり、怖いもの知らずで、自分の気に入らない相手なら誰であろうが威圧的な態度を取る（前述の気性の荒い性格からしてしばしば杉山と混同されるが、大野は杉山に比べて慎重でプライドが高く、頑固な面がある）。
杉山とは大の仲良しだが、お互い不器用で素直になれない性分のため、些細なことで大ゲンカすることがある。ケンカには滅法強く、2人でサッカーの練習をしていて5年生3人に邪魔された際には2人で倒した。
スポーツ全般が得意で、特にサッカーが好き。歌もうまく、合唱コンクールではソロに推薦されるほど。お笑いや面白いもの好きで、同じくお笑い好きのまる子や野口とは趣味が合い、そして彼女たちを通してたまえとも交流がある。まる子たちクラスメイトがトラブルに巻き込まれると杉山とともに助けたり、悩みを抱えていたら相談にも乗ってくれる優しいところがある。また、クラスなどで面白そうな出来事（トラブル含む）が起こると杉山と見聞きして楽しむ野次馬的な一面もある。勝負事となると血が騒ぐタイプで、たまにクラスメイトを巻き込んでしまうこともある。家では「ケンちゃん」と呼ばれている。
意外と面白いもの好きという一面もあり、2025年1月5日放送の『まる子、ドリフになるの巻』では、クラスのお楽しみ会で、まる子、はまじ、小杉、藤木と共にドリフターズをやる事になり、提案者のはまじにより、仲本工事役にスカウトされて、喜んで協力していた。「面白くなりたい！」と、真剣に考えながら練習にも励んでおり、野口さんが渡した「動いてもずれない手作りメガネ」を着けて、まる子に「仲本工事って感じがするね」と褒められて照れていた。また、曲をいい湯だなが良いと、初めに決めたのも彼である。お笑いには厳しい野口さんの迫力に驚きながらも、当日は無事に大成功を遂げて、更には老人会でも成功を遂げた。
杉山が「オレたち（食べ物の）好き嫌いは無いぞ」と発言しているが、甘いものは好まない様子。
アニメ初期は「いつも一生懸命だけど少し乱暴なガキ大将」というキャラでクラスメイトから恐れられており、前述のようにアニメ第2期初めまではまる子を「まる子」と呼んだり、丸尾をいじめる、花輪にケンカを売るなどの横暴で威圧的な印象が強かったが、現在はそのような言動は見られない（4コマ版では一度だけ「まる子」と呼んだことがある）。
杉山と船乗りになるのが夢だが、大人になってからは2人で宇宙に行くことを目指し、大野は物理学者として研究所に勤務する。舞台「まるステ」では、メインキャラクターの一角として登場。東京から清水に戻るものの、両親や東京の教師との確執から不良化した状態で登場。杉山らを困惑させた（後に紆余曲折を経て杉山らとは和解）。同作では、「17年後の同窓会」に繋がる結末となった。
3年の終わり頃、父親の転勤で東京に引っ越すことになる（ただしキャラクターは進級しない設定のため、彼は4月になっても転校することなく、他のキャラクター同様3年4組のクラスメートとして登場している）。
現在は、目にほぼハイライトがあるが、第2期初期はほぼハイライトがなく、1996〜1997年頃までの放送回は1回の放送でハイライトの有り無しが混在していた回が多かった（これは杉山も同様）。
アニメ化30周年記念に公式LINEアカウントで行われた人気投票では3位だった。
さくらは、特定の人物をモデルにしたわけではない、としているが、メディアプロデューサーの長谷川聖子は、モデルは夫の健太であると推測している（後述のケンタも彼がモデルであり、同じ人物をモデルとしたクラスメイトが2人同時に存在することになる）。
杉山 さとし（すぎやま さとし）
声 - 真山亜子（旧名：水原リン）、橘U子（代役：第367話 - 第372話、第1306話）
演 - 吉野翔太 / 上原陸、目黒邑（20年後） / 川上恭 / GAKU（2022年舞台版）
初登場は映画第1作およびコミックス『大野君と杉山君』で、原作本編では9巻から登場。アニメ本編では、劇場版の後日に放送された第1期の放送でモブとしての登場は何度かあったが、レギュラー登場は第2期から。1965年12月15日生まれ。浅黒い肌（アニメ版）とそばかすが特徴。好きな食べ物はフライドチキン、ミートソースなど。嫌いな食べ物はない。血液型A型。趣味はサッカー。
さっぱりとしていてこだわらない気さくで大らかな人柄。単純かつ、やや鈍感で天然ボケな一面がある。共に大将であり大親友の大野とはサッカーをやるなどほとんど一緒に過ごしている。同じく、弱い者いじめがあると助けるなど、正義感も強い。また、勉強も運動も大野と同じぐらいよくできるが、常識には少々疎い面がある。度胸があり、怖いもの知らずで気性の荒い性格も大野と共通であるが、前述の通り、やや鈍感な一面も持っている。
山田かよ子から想いを寄せられていて、本人もそれを知っている。なお、冬田のことは「大仏のような見た目」「ありがたい感じがする」と評していた。山田かよ子、山田笑太を、普段は両者とも「山田」と呼んいるが、紛らわしいこともあり、まる子から「かよちゃんと呼んだら?」と指摘されたこともある。恥ずかしいとの理由で「かよちゃん」呼びは断ったものの、指摘を受けた後にかよ子を「山田かよ子」と呼んだこともある。
大野同様に硬派ではあるが、前述のように気さくでさっぱりした性格であり、高校生の姉がいるためか、大野に比べると女性に対して柔軟性がある。
大野とは無二の親友であると同時にライバル。前述の通り天然な性格のため、その際には大野からはたびたびツッコミが入っている。大野につられて面白いもの好きになりつつあるらしく、それをきっかけにまる子やたまえとは交流があり、野口とも会話する機会が多い。
野口英世について全く知らないことが明らかになった際には、山田さえも知っていたためにショックを受けていた。
母親がメルヘン趣味で、自室のカーテンを「クマちゃんとイチゴの柄」にされてしまう。
詩を書くことがあり、4コマ版では九官鳥を飼っている。
シャツの着方がだらしないことがあり、山田らと同様、基本的に靴下は履いていない。
大野と船乗りになるのが夢だが、大人になってからは2人で宇宙に行くことを目指し、杉山はパイロットに就職する。舞台「まるステ」では、メインキャラクターの一角として登場。生徒会長を務めている。不良化した大野に心を痛めるも、正面から向き合い続ける。大野同様、「17年後の同窓会」に繋がる結末となった。
アニメ化30周年記念に公式LINEアカウントで行われた人気投票では21位だった。
さくらは、特定の人物をモデルにしたわけではない、としているが、メディアプロデューサーの長谷川聖子は、モデルは夫・健太の幼なじみであると推測している。山田佳代子（実在の方）は、実在したクラスメイトであり、実際に想いを寄せていたと発言している。
山根 強（やまね つよし）
声 - 陶山章央
演 - 大森弘貴 / 片貝健志 / 酒井天満 / 石川凌雅（2022年舞台版）
7巻から登場。資料によっては「山根つよし」と表記される場合もある。胃腸が弱い男子。1965年6月29日生まれ。好きな食べ物はカステラ、バナナ、海苔の佃煮。苦手な食べ物は納豆だったが、まる子の助けにより克服した。血液型A型。城みちるの熱狂的大ファンで、実際にコンサートで見た時には「みちるー!」と絶叫し涙を流していた。城の代表曲『イルカに乗った少年』のようにイルカに乗るのが夢。まる子とは違う町内に住む。クラスの中では一番痩せている。漫画では、レギュラー連載時代は前髪が一直線に切れているが、不定期連載化以降は前髪がギザギザに変化している。
神経性胃腸炎のため、緊張やストレスで胃腸炎を引き起こす。冷たい飲み物や食べ物を口にすることでもすぐに腹痛になる為、健康でたくましい体に憧れている。しかしながら劇の役を最後まで演じきるなど、いざという時は腹痛への耐性を見せる事もある。一人称は「僕」または「俺」で、場面によって使い分けている模様。まる子を「さくら」と呼び、自分のひ弱さを愚痴っている。
普段は気弱でウジウジした性格だが、基本的に真面目で礼儀正しく、お年寄りに優しい。アニメ第2期初めから中期頃までは陰険で口が悪い所があり、掃除係になったまる子をブー太郎と一緒に責め立てたり、はまじが一生懸命「掃除してください」と訴えている前田のモノマネしている姿を見た際に関口、永沢、藤木、まき、坂田、加藤らと一緒になって大笑いをしたりしていた。永沢と一緒に藤木を責める役どころであったが、徐々に「真面目で心優しい努力家」としての面が強調され、藤木を擁護することも多くなった。見た目とは裏腹に内には熱い思いを秘めた熱血漢。時々、強い男になるべくファイトを燃やすが、そのたびにさまざまな理由で落ち込んでは元の気弱な性格に戻ってしまう。普段の気弱さとは裏腹に神経は図太いらしく、それとなく失礼なことや余計な一言を言うこともある（本人を目の前にしてハッキリ言うシビアさがあり、大野・杉山コンビも引きつるほど）。本人いわく「野口以上藤木未満の明るさ」で「下の中ってとこの明るさしかない暗めの人間」だと自身を分析している。永沢、藤木、小杉と行動をともにしている描写が多い。
叔父の影響で手相に凝った際には、まる子、藤木、永沢の手相を見てそれぞれをどん底に突き落としたり、みぎわを怒らせたりした（その後に叔父に大目玉を食らったらしく、まる子と藤木には謝罪したが、まる子の提案もあり、永沢には謝罪しなかった）。虚弱体質ということもあり、体育が苦手である。
幼稚園児の頃に初恋をしたという。
「ちびまる子ちゃん100回記念」の懸賞で当選し、ステレオを手に入れた。
父は彼が強い男になるなら体罰も辞さないほど厳しく（後述）、一度そのプレッシャーに耐え切れず教室で激昂してしまい、教室をめちゃくちゃにするほど大暴れしている。なお、山根自身は母親似である。
舞台「まるステ」では、胃腸が弱い体質は変わっていないが、医者になりたいという夢を語っている。
小杉 太（こすぎ ふとし）
声 - 一龍斎貞友（旧名：鈴木みえ）
演 - 小杉茂一郎 / 乙黒勇希、内山信二（20年後） / 田端紳兵 / 川﨑優作（2022年舞台版）
10巻から登場。太った男子。1965年8月10日生まれ。体重はすみれと同じで58キログラム。血液型O型。大野と家が近所。
まる子の事は「さくら」と呼んでいる。
食べることがとにかく大好きな、食い意地の張った極度の大食いで、大食漢の食いしん坊。食べ物のことになると自己中心的で能天気な所もあり、かなり厚かましい態度を取る。その食欲は誰にも止められない上、わがままを言いながらまる子や両親たちを困らせることも多い。学校で好きな時間は専ら給食の時間。誰かが食べ物の話をしていると、どこからともなく聞きつけて突然現れる。嫌いな食べ物はないほか、食べ物に関する嘘は許さない。
ご飯を丼5杯分山盛りで食べたにもかかわらず、父の分を取り置いておこうとした母から強引に釜を奪い取って逃走し、空き地で立ったまましゃもじで釜のご飯を食べていた事もある（逃走中に通りかかったヒロシとぶつかり、彼を突き飛ばした。本人曰く「秋だからさ、他の季節よりますます食欲が出てるのさ」とのことで、先生は心の中で「そりゃすごいな」と言った）。2日間限定で280円のうなぎの蒲焼きを買うために学校を二日続けて早退し、道中で警察官に職務質問を受けたこともある（2度目は補導され、交番に連れて行かれた）。また、自分のお年玉で買った火鉢で作った焼き餅を独り占めしようとしたことで両親と口論になった挙句、父から平手打ちを喰らい餅を投げ捨てられてしまったり、暴飲暴食（スイカ1個とアイス2つとラムネ1本と水）と体を冷やしたことが原因で腹痛になり、まる子、大野、杉山に家まで運ばれたり、おはぎを勝手に食べて母に叱られるなどと、自業自得で散々な結果に終わることが多い。また、食べ物の事で迷惑をかけた時は母親に怒られてばかりいる。そのあまりの食欲に両親が心配し、一度病院で検査を受けているが、肥満気味なだけでいたって健康体。また「小杉、焼き芋への情熱」の巻では、かなり欲張りな描写が多く、後から参加した永沢と藤木を追い出そうとしたり、火が小さいと言い、燃えれば何でもいいと勝手にまる子の家に突如乱入し、すみれによってロープで縛り上げられてキッチンに置いてあった新聞の束を持ち出し、さらには部屋に置いてあったさきこのヒデキの本とヒロシの新聞まで持ち出して燃やそうとしていた（その結果、さきこの本が半分燃えてしまった）。これによりさきこが激怒し口喧嘩をしたが、その際、風の影響で火がズボンに燃え移ってしまう。
アニメ第1期から登場しているが、名前が明かされたのは第2期からである。第1期から第2期初期までは顔が異なり、太い眉毛に目が細く頬が垂れ下がった顔つきで、5月生まれとされていた。第2期の「まる子、忘れ物をする」の回で名前が判明した後に間も無く現在の顔に変化している。第2期中期からレギュラー化し、当初は「普段はのんきで大らかな愚鈍者だが、食べ物のことが絡むと人が変わる食いしん坊」といったキャラクター設定であり、近くでまる子が食べ物の話をしていても反応しない事も多かった。しかし、登場回数を重ねるにつれ、現在では「普段から図々しく、わがままで自己中心的な食いしん坊」になり、乱暴な言動が目立つようになる（しかし、アニメ版ではやや初期の性格に回帰しつつある）。まだ大らかだった頃は、永沢、藤木、山根と行動することがよくあったが、現在では特定の仲良しはいない様子。前述の山根とは対照的に2期初期の頃は永沢の非難から藤木をかばっていたが性格が乱暴になった現在は永沢に次いで藤木の卑怯さを誹っている（ただし性格が穏やかになり、藤木以上に永沢を嫌う中学時代は原則的に藤木の味方となる）。食べ物の話ばかりしてクラスメイトから嫌がられたり、食べ物のことに関して自分の思い通りにならないとすぐ感情的になったりする傾向も多々ある。両親やはまじ、関口、永沢、藤木、山根たちに声を荒らげたことが原因で山田から「嫌われ者」呼ばわりされるなど、周りに迷惑をかけたこともある。
牛乳石鹸を学校に持参し、机の中を覗いて持ってきた石鹸がなくなっているのを見たときには、はまじと関口から責められ、大泣きした。
一度、ハチに感動し、ゆっくりちゃんと味わおうと決意したことがあったが、一晩で元の速さに戻ってしまった（一口30回は噛むようにはしたが）。はまじの分のプリンを食べたことではまじから絶交を言い渡され、クラスメイトから「大食いの事になると態度が変わる」「僕（藤木）の卑怯より君の大食いが家族や皆に迷惑をかけている」「食べなきゃいい」と言われて落ち込み、絶食したが、まる子らやはまじに励まされ、再び大食いに戻った。
運動のほうでは1人だけ逆上がりが出来ず、体育の先生から「ケツが重たい！」と言われ、途中で雨が降り授業が中断になった時には、自分一人だけができずに大喜びをしていた。一方、体力テストの際には「立派なデブちん」になるべく必死に練習を重ね、本番での活躍ぶりは見事なもので、大野・杉山コンビが感心するほどであった。その後、運動シーンはあまりなかったが、クラスで野球をしたときは大野の球を二回とも打っていた（他に大野の球を打ったのは杉山のみ）。また、サッカーや相撲に挑戦した際にはこれまた好成績を残しており、天才的な運動能力を見せつけることも少なくない。
『永沢君』で中学生になった彼は地味で人の善いキャラクターとして登場し、永沢や藤木と親しくなった。食欲は落ち着いているものの肥満体型であることは変わらず、体重も86キログラムになっている。精肉店を営む親戚の存在が語られており、定期的に上等な肉を貰っているという。舞台「まるステ」では、筋トレにはまった結果、肥満体型からマッチョ体型に変化している。また、はまじ・藤木とバンドを立ち上げている。
公式サイドは架空のキャラクターとしているが、実在の浜崎憲孝は、クラスメイトが食べきれない給食を代わりに食べていたという逸話から、長谷川健太がモデルである可能性を指摘している。

### 準レギュラー
長山 治（ながやま おさむ）
声 - 佐々木優子
演 - 植田大輝 / 大隅祐輝 / 大硲真陽
12巻から登場。メガネをかけている坊ちゃん刈りの賢い男子。1965年5月2日生まれ。好きな食べ物はスパゲッティ、コロッケ。宝物は、1年生の頃から自分でお金を貯めて買った5万円の天体望遠鏡。なお、以前にまる子が土産をもらった同姓の人物とは別人である（後述）。作中では、メガネを外した姿はあまり描かれない。
クラス一の秀才で成績もよく、学校で習う勉強以外でもとても物知り。しかし決して偉ぶらない謙虚な性格の為、みんなに尊敬されている。とてもしっかりした考えの持ち主で、冷静で親切な性格。良識ある、非の打ちどころがない少年。普段から男女分け隔てなく接することができる。まる子の事は「さくら」と呼んでいる。
親に怒られる事もあり、蛍に夢中で夜遅くに帰ってきた事で夕飯抜きの罰を受けたり、親戚の家に向かう途中でバスの中で荷物を置いたまま忘れた事がある。
博識で、特に自然や生き物のことに詳しい。趣味は絵を描くこと、星の観察。その為、将来の夢は、漫画家になること（原作とアニメ）・月へ行っていろいろ調査をすること（4コマ版）。アマチュア無線の免許を持っており、近所の大学生と交信をして友達になったことも。
妹・こはるを大事にしていて、彼女が病気になって入院した時には手作りの絵本を読み聞かせて元気づけるなど、大変可愛がっている。家では、今はこはると同室だが、彼が中学生になったら自分の部屋を作ってもらう約束。また、家の収納スペースを工夫して、アマチュア無線室にしている。
前田がクラスメイトと対立した時も普段と変わりなく接しており、まる子とは2年生の時も同じクラスで、よく遊んでいる。とくぞうや花輪とも親しく、その博識ぶりには花輪も一目置いている。
アニメ化30周年記念に公式LINEアカウントで行われた人気投票では28位だった。
土橋 とし子（つちはし としこ）
声 - 川田妙子（旧名：山田妙子）、代役：折笠愛（第1期：第93話）、大草由花（第2期：第261話）、鈴木沙織（第2期：第265話）、三浦雅子（映画：第1作）
演 - 朝日梨帆 / 當麻真歩、吉井怜（20年後） / 内藤穂之香
8巻から登場。たまえに似たおとなしい性格の、おっとりしたメガネっ子。メガネをかけているが、瞳も描かれる場合が多い。長山と同様、メガネを外した姿はあまり描かれない。まる子とは幼稚園の頃からの友達。1966年2月18日生まれ。好きな食べ物はクッキー、ショートケーキ。好きな歌手は野口五郎。趣味は散歩、料理、ガーデニング。力持ちで力こぶがくっきりできるほど。髪型はショートカットで、原作では黒髪、アニメでは茶髪。装は、アニメでは黄色のトップスに緑色のスカートが基本。
まる子やたまえと親しいため、城ヶ崎や笹山、かよ子とも遊ぶ描写もある。
まる子がたまえが喧嘩した時の放課後や前田の口うるさい命令に反発した時は掃除をせずにたまえと2人で帰った事もある。
エレクトーン教室に通っている。家事好きな母親の影響もあり、非常に家庭的。家の庭ではいちごなどが取れる。
父はサラリーマン。祖母は遠くに住んでいるため、なかなか会えないらしい。祖父は第1期で同居していると思われる描写がある。
大人になってからは、東京でイラストレーターをしている。まれに空想シーンで成長した姿が描かれる場合があり、中高生時代は本編と同じ髪型、成人した姿の場合は本編よりも髪が少し伸びた姿で描かれている。モデルは漫画家・イラストレーターの土橋とし子。
アニメ第1期では「新田とし子」となっていたり、「どばし」となっていたこともあるが、現在は漫画・アニメともに、「つちはし」で統一されている。第1期では妹の存在を語っていたが、第2期からは一人っ子の設定。
アニメ化30周年記念に公式LINEアカウントで行われた人気投票では17位だった。
冬田 美鈴（ふゆた みすず）
声 - 上村典子（第1期：第122話Bパートのみ）→馬場澄江
演 - 矢口蒼依 / 高橋麻友、柳原可奈子（20年後） / 山口萌々香
10巻から登場（下の名前は2004年になって明かされた）。1965年12月18日生まれ。好きな食べ物はクッキー、おはぎ、ヨーグルト。血液型B型。宝物として「変な顔シール」を集めている。
髪型は大仏のような天然パーマ。みぎわや前田同様太めな不美人だが、顔に似合わず乙女チックな声が特徴（アニメ初登場時は低めの声だった）。
愚鈍で場の空気を読めない迷惑な性格のためクラスでは少し浮いた存在（本人は無自覚）。その上、すぐ泣くのでよく周囲には迷惑をかけている。
同じく乙女チックな性格のみぎわとは気が合う様子。
まる子がたまえとケンカをした時に一緒に帰ることになり、その後もたまにまる子に話しかけてくるが、関わるとロクなことにならないため、まる子はあまり乗り気ではない（実際、前田ほどではないがトラブルに発展することも多い）。
まる子がたまえと一緒に図書係をやろうとしていたが、図書係に立候補をし、ジャンケンで決めた時に勝った為、図書係になった。
まる子とたまえが再びケンカをした時、体育の授業ではたまえとペアにもなった。そのお礼に「変な顔シール」をあげた。
まる子同様、優しい祖父がいる。
アニメ及び漫画版では大野に好意を寄せており、告白もした。杉山のことは2番目に好きらしく、まる子からは硬派な男がタイプだと認識されている。しかし、4コマ版では、なぜか藤木に心変わりしている。
『永沢君』には一コマのみ登場。
浜崎憲孝は、自著『はまじの三年四組』にて、モデルは影の薄い同級生と述べている。
城ヶ崎 姫子（じょうがさき ひめこ）
声 - 田野恵（現：田野めぐみ）（第68話、第76話）（1996年4月21日、1996年6月16日）→本井えみ（第87話 - ）（1996年9月8日 - ）
演 - 奥ノ矢佳奈 / 梶浦花 / 岩崎百合
13巻から登場（もとはスピンオフコミック『永沢君』から）。花輪家ほどではないものの、家は裕福。1965年4月18日生まれ。血液型B型。牡羊座。好きな食べ物はチョコレートパフェとフレンチトースト。好きな歌手はキャンディーズ。祖父はいない。
頭髪は左右の縦巻きパーマが特徴的な少女で、4コマ版では天然パーマだと言っており、アニメ版では話によってはポニーテールにしていることもある。『満点ゲットシリーズ』では、タイトルによって原作版・アニメ版のデザインが混在している。髪のセットには毎朝30分掛けており、まる子を驚かせた。顔は無国籍風の美人で優等生。グアム旅行帰りで日焼けしていたこともある。得意なスポーツはテニス。将来の夢は、スチュワーデスになりいっぱい外国へ行くこと。
明るく華やかで社交的な性格。友人も多いが、気が強く、人の好き嫌いははっきりしており、やや気難しいところがあるが、根は真面目。前田やみぎわのような癖のある女子や花輪、大野、杉山、長山を除いた男子の大半には場合によっては厳しい態度をとる事もある。特に永沢とは犬猿の仲でよく対立しており、彼女からけしかけることも多い。愛犬・ベスも永沢を見ると吠え立てる。しかし、中学生になってからは打って変わって永沢に恋愛感情を抱くようになる。また、彼女があまりに永沢にばかり集中的に文句を言うことを藤木が疑問に思ったことがあり、永沢に対する攻撃的な態度は愛情の裏返しとも解釈できる、中学時代への伏線的なシーンも存在する。女子では前田と犬猿の仲でよく対立をしている。また男子でも女子に優しい花輪や長山、正義感の強い大野や杉山、ケンタのような男子とは普通に仲が良い他、藤木や山田に対しても優しく接することがある。
英語が得意。バレエとピアノを習っていて、歌もうまいらしい。趣味は、バレエ、読書、ピアノ。「ベス」という名前の犬を飼っている。父はヴァイオリンが弾ける（本人曰く「理想の父親」）。4コマ版では中学生の兄の存在が語られ、優しくハンサムで彼女がいるとのこと。みどりちゃんとも交友がある。
アニメ版では笹山と仲が良く、ともに行動することが多い（ドラマ版ではまる子・たまえ・とし子と4人組で行動することが多い）。美人な上に、花輪とも仲がいいので、みぎわには目の敵にされている（学校に派手なリボンをつけてきた際には、みぎわと前田に嫉妬された）。
2025年1月5日放送の『アニメ35周年記念 熱唱！ちびまる子ちゃん歌謡祭』では、笹山、たまえと共に、『年下の男の子』を歌いながら踊りを披露した。
アニメ化30周年記念に公式LINEアカウントで行われた人気投票では第8位だった。
笹山 かず子（ささやま かずこ）
声 - 三浦雅子
演 - 未登場 / 森千絵香 / 小熊苺子
初登場は漫画『大野君と杉山君』の巻末の特別漫画で、原作本編では16巻から登場。アニメでは第2期から登場。1965年8月21日生まれ。好きな食べ物はドーナツ、クリームソーダなど。好きな歌手は野口五郎。ピアノを習っている。それ以外の趣味は、お菓子作り、読書。
温厚な性格の美少女。ヘアバンド（カチューシャ）をしているのが特徴。城ヶ崎と仲が良く、大抵いつも2人で行動している。藤木に対しても君付けで呼んで優しく接しており、想いを寄せられているが彼の想いには気付いていない。実は以前、祖母の家の文鳥を不注意で逃がしてしまい、それを近所の猫のせいにしたことがある。そのことをクラスメイトに打ち明けた際、永沢や山根から「卑怯」と言われたが、藤木が必死になってかばってくれた。
出席番号順だとまる子の次になる。レギュラーのクラスメイトの中では1番登場するのが遅かった。また、当初から2000年代前半までは目のハイライトはなしで描かれることが多かったが、以降はハイライトありで描かれるようになることが多くなった。原作本編では、目のハイライトは無しで描かれているほか、真ん中だけおでこを少し出した髪型になっている。『満点ゲットシリーズ』でも、出番は少ない（城ヶ崎は出番がある程度あるため、かよ子など他のクラスメイトとペアになっている）。
藤木が色々と空回りして笹山の機嫌を損ねたりすることもあるが、藤木とは普段は仲が良く、藤木のスケートを見て感心していたり、藤木が悪くないにも関わらず周りから卑怯と言われていた時には藤木の味方になるなど、藤木に対する思いやりも見受けられる。
2025年1月5日放送の『アニメ35周年記念 熱唱！ちびまる子ちゃん歌謡祭』では、城ヶ崎、たまえと共に『年下の男の子』を歌いながら踊りを披露。それを見ていた藤木は笹山にときめいていた。
アニメ化30周年記念に公式LINEアカウントで行われた人気投票では第9位だった。
前田 ひろみ（まえだ ひろみ）
声 - 浦和めぐみ
演 - 未登場 / 外島千夏 / 三善来奈
12巻から登場。アニメでは第2期から登場。名前は2004年になって明かされた。1965年6月21日生まれ。ふたご座。好きな食べ物はたこ焼き、梅干しなど。苦手な食べ物は納豆。血液型A型。桜田淳子の大ファン。猫を飼っている。髪型は外ハネのボブカットで青い吊りスカートを穿いており、些か不細工な容姿をしている。原作では、前髪の中央に分け目が描かれていることもある。気の弱い祖母と2人で暮らしている。両親は未登場。
掃除係の仕事に命をかけており、口うるさくなる事が多い。特に掃除をサボって遊んでいる男子に対して厳しい態度をとる描写が多く見受けられる。祖母にわざわざクラス全員の雑巾を用意してもらったこともある。かなり自己中心的でひねくれた性格でもある。おまけに図々しい部分もあり、嫌われ者知らずで傍若無人な行動をする事や周囲から顰蹙を買う所も見受けられる。また、卑怯な所もある。また、気性が荒く業突く張りで怒りっぽい部分もある。わがままで高圧的な所もあり、まる子や城ヶ崎や祖母を困らせる事もある。「まる子の大みそか」では、まる子がすみれから小麦粉を買うようにとお使いを頼まれた時に商店街で前田と遭遇した後、前田が祖母から前借りでお年玉を貰い、自分の欲しいものを大量に購入した事が原因でまる子と喧嘩になった。夕方に祖母と一緒にさくら家へ行って謝りに来た。一応、稀にみぎわや冬田とは意気投合している。まる子、みぎわ、冬田とは「秋の乙女クラブ」の仲間である（ただし、まる子は無理やり参加させられている）。自分の思い通りにならないとすぐに感情的になり、まる子、城ヶ崎、永沢、藤木、はまじ、祖母などに対して声を荒げたり、酷い場合は鼻を真っ赤にして大泣きしたりするのが癖であるため、非常にタチが悪く、クラスメイトたちからはかなり嫌われているが、本人は全く自覚していない（野口になぞなぞにされたほど）。その様子は、まる子いわく「けっこう見応えがあるんだよね」。ロマンチストな一面がある。
まる子と野口とは同じ掃除係。前田の口うるさい命令のせいで、本心ではクラスメイト同様の反対意見を持つまる子たちまでが、クラスで悪者扱いされて手酷い仕打ちを受けたこともある。この際、前田自身はまる子と野口2人を除くクラスメイト全員からは「反対コール」の野次を飛ばされたり、坂口に暴力を振るわれたり、久保田と望月に罵倒されたり、一生懸命「掃除してください」と訴えている姿をはまじにモノマネされたりした。結局、クラスメイトには次々と帰られ、すごい顔で泣きながら鼻提灯を膨らませ、まる子に大笑いされた。
「お母さんの給食袋の巻」ではまる子がたまえ、とし子の2人とお揃いの給食袋を作ることになり、デザインを考えていたところに乱入して一方的に頼み、完成した給食袋を受け取ると「思ったより可愛くない」とまる子の前で言い放った事で彼女を激怒させてしまう原因を作る。「忘年会をやろう」では山根が腹痛を起こした後、祖母が山根を介抱した時に「放っておけ」と祖母に対し、暴言を言い放った事が原因で彼女からも叱責された。
2020年以降はみぎわは花輪関連、冬田は杉山関連での登場及び、ペアでの登場が多くなり、彼女の出番は減少していった。
ドラマ版では気が強い所は原作・アニメと共通しているが、わがままで威張るような場面はない。
保健係に入っているエピソードもあり、まる子が怪我をした時はいち早く保健の先生を呼びに行っていた。
関口 しんじ（せきぐち しんじ）
声 - 津久井教生（第1期：第4話 - 第138話、第2期：第1話 - 第1338話）（1990年1月28日 - 1992年8月30日、1995年1月8日 - 2022年5月29日）→根本幸多（第2期：第1388話 - ）（2023年6月4日 - ）
演 - 五味佳晃（2013年スペシャルドラマ版）
3巻から登場。1965年10月20日生まれ。好きな食べ物は焼き鳥、カップ麺。好きな歌手は天地真理とずうとるび。左利きである。丸顔で坊主頭が特徴だが、『おかっぱ・かっぱ』（1990年9月2日放送）では母が彼の散髪を失敗したらしく髪が描かれていなかった。
いたずら好きのトラブルメーカーで、人をからかったりちょっかいを出したりして絡むことが多い。わがままで意地っ張りなお調子者タイプで時にはまる子らと対立する事もあるが、根っからの悪ではない。1期及び2期の初期の1996年の放送までは、まる子のことを「まる子」と呼んでいた。
掃除係（主に前田）が勝手に決まりを作った際は坂口に同調しながら反発し、若林、ブー太郎、内藤、はまじ、加藤らと一緒に前田を批判したり、坂口と中島と一緒になってまる子の頭上にサッカーボールをぶつけたり、まる子と野口2人を除くクラスメイト全員で前田に対し「反対コール」の野次を飛ばしたり、はまじが「掃除してください」と訴えている前田のモノマネをしていた所を見て渡辺、永沢、藤木、山根、まき、坂田、加藤達と一緒に嘲笑していた。
前田の紙袋が見つからない事が原因で、前田が永沢と藤木の2人と喧嘩した後に永沢、藤木、はまじ、ブー太郎の4人と一緒に彼女のことを責めたりもした。
佐々木と一緒になってたかしをいじめたことをまる子に咎められた際、勢い余ってまる子が壁に頭をぶつけて流血してしまったことがあり、その時には反省して涙を流していた。悪ふざけでまる子の絵を破いたために教育実習の神谷先生にビンタをされたことがある。その後、教室で盲腸になり、神谷先生の車で病院に運ばれ手術を受けた。結果として神谷先生への誤解は解け、教育実習の最終日には短冊に「神谷先生が本当の先生になれたら、オレも神谷先生のクラスになれますように」と書いている（それを見た神谷先生は涙ぐんでいた）。そのほか、まる子に自転車の乗り方を教えたり、家が燃えてしまった永沢に「家族は全員助かってよかったじゃないか」と優しい言葉をかけたり、運動会のクラス対抗リレーで転んでしまい、中島と荒井に責められていたまる子を「また来年頑張ればいい」と励ましたりする場面もある。
ドッジボールで最後の一人になったときには、当たっているのに当たっていないと嘘をついたことがあり、翌日みんなに謝罪をしたが、内藤や渡辺から仲間外れにされたことがある。最終的にまる子らの尽力で和解する事ができた。
「クラスの人気者になりたい」の巻では自分の個性の無さに嫌気が差し、お楽しみ会で発表するためのギャグのアイデアをまる子に頼んだが、そのギャグをクラス全員の前で発表した際にはあまりのつまらなさに全員の顔にタテ線が入り、放課後に1人、神社で泣いていた。
アニメ第1期では登場も多く、レギュラー的存在。「B級男子トリオ」の仲間であるはまじ、ブー太郎と一緒に登場していたが、第2期では個性溢れるキャラクターが数多く登場するにつれて出番が減っていった（はまじ・ブー太郎はペアでの行動が多くなり、彼自身はモブとして登場するなど、出番はあまりない状態となっている）。ただ、第2期でも「クラスの人気者になりたい」（2006年1月29日放送）、「関口とぎんなん」（2012年11月17日放送）など彼がメインに据えられる回がある。映画「わたしの好きな歌」では、はまじ、ブー太郎とともにB級男子トリオとして歌を歌った。
26歳の彼は派手なバンドマンになっており（昼はアルバイト）、同窓会でクラスメイトに呆れられていた。
山田 佳代子（やまだ かよこ）
声 - 大本眞基子
演 - 利田舞（2013年スペシャルドラマ版）
12巻から登場（『ほのぼの劇場』では、もっと早くから登場していた）。資料によっては「山田かよ子」と表記される場合もある。愛称は「かよちゃん」（さくらのエッセイと『ひとりずもう』漫画版では「カヨちゃん」表記）。1965年10月18日生まれ。好きな食べ物はハンバーグなど。好きな有名人はザ・ドリフターズ。趣味はキティちゃんの小物集め。髪型は襟足がはねたボブカットで、漫画では黒髪、アニメでは茶髪。
まる子やたまえとは仲が良い。基本的に明るく前向きだが、引っ込み思案で恥ずかしがり屋な性格。かなりのドジでおっちょこちょいな面が目立ち、ノートに自分の名前を書こうとして「山田が」と間違ってしまい（「山田かよ子」と書くつもりだった）、それを勘違いした山田（笑太）が引き金になり、わざとではないものの皆の前でまる子に片思いの相手（杉山）を思いっきりバラされてしまったことがある。しかしそれ以降は、杉山と手を繋いで帰れるようにまる子に頼んでもらったりと少し積極的にアタックするようになった。杉山からは「いい奴だな」と言われて、顔を真っ赤にしたこともある。杉山からは、普段は「山田」と呼ばれているが、男子の山田とも一緒に行動している状況では「山田かよ子」とフルネームで呼ばれることもある。頻度は少ないが、はまじとも仲良くしている場面もある。
20周年記念オープニングの「おどるポンポコリン（2010年バージョン）」に登場して以降は出番が増えている。原作漫画では出番はかなり少ないが、『満点ゲットシリーズ』の漫画や挿絵では、いくらか出番は増えており、タイトルによっては登場人物紹介にも名を連ねている。
『ひとりずもう』漫画版には、中学校編でのみ登場。ももこと同じ中学校に通う。なお、同作では顔が少し面長になり、髪型もストレートのおかっぱになった。
アニメ化30周年記念に公式LINEアカウントで行われた人気投票では18位だった。
実在の人物かつ当時の同級生で、さくらはエッセイにて、親しい同級生の一人で、お調子者でちょっとドジな性格と述べている。『大野君と杉山君』で、大野がお別れ会の時に歌う「友達の歌」は、彼女が6年生の時に学級歌として作詞したもので、映画化の際に使用許可をさくらに出した。浜崎憲孝は、自著『はまじの三年四組』にて、モデルは話しやすい同級生の女子と述べている。「はまじとさくらももこと三年四組」によると、実際は痩せていて顔も細く（漫画・アニメではデザインが違いすぎると、彼女の知人からは不評だったという）、浜崎は「ニンジン」のあだ名をつけた。また、浜崎が『僕、はまじ』（彩図社、2002年）を出版するために動いていた当時、彼の知人の中ででさくらプロダクションの連絡先を知っていたのは彼女のみで、同著を出版する際に連絡先を教えてもらったと明かしている。社会人になって以降は、美容関係の販売員を務めている。2010年代以降、『まる子』の山田かよ子のモデルとして、何度かテレビ番組に出演している。浜崎とは社会人になって以降も、彼の晩年まで交流が続いていた。浜崎のブログに稀に登場していたほか、（さくら絡みでの）ブログのネタ作りに協力したこともあった。

### ゲスト
長谷川 健太（はせがわ けんた）
声 - 岩男潤子
演 - 児玉真楽 / 不明 / 富田海人
9巻から登場した準ゲスト。愛称は「ケンタ」もしくは「ケン太」。サッカー部に所属し、毎日練習に励んでいる。1965年9月25日生まれ。好きな食べ物はラーメン。漫画での出番は少なめだが、『満点ゲットシリーズ』では2010年代終盤以降の刊行分でもしばしば登場している。
真面目で明るい性格で努力家。人一倍頑張り屋で、少々練習がきつくても弱音を吐かない。とにかくサッカーが大好きで、そのスキルは高く、大野と杉山のコンビを1人で負かすほど。将来の夢は日本一のサッカー選手になることである。小柄な体格と丸刈り頭、アニメでは褐色の肌が特徴。2000年以前は今ほど日焼けしていなかった。
サッカー部には当初、ケンタを含む数人の男子が仮入部した。しかし、他の遊びをやりたくなったり、見たいテレビが見られない、朝練で早く起きるのが大変などの理由で次々とクラスの男子がダウンし、結局残ったのはケンタ1人であった。3年後の小学6年生の時、少年サッカークラブ「清水FC」の一員として全日本少年サッカー大会にてチームを優勝へと導き、プロのサッカー選手になった。
20周年記念オープニングの「おどるポンポコリン（2010年バージョン）」からは、主要クラスメートと共にオープニングに登場している。
舞台「まるステ」では登場はしていないものの、サッカー界で活躍していることが劇中で語られている（「まるステ」未登場の男子のうち、話題にのぼったのはケンタのみ）。
アニメ化30周年記念に公式LINEアカウントで行われた人気投票では22位だった。
実際に作者の同級生だった元サッカー日本代表で現名古屋グランパスエイト監督の長谷川健太がモデルである。しかし本人は、作者のさくらのことをまったく覚えていなかった（雑誌の企画で2人が対談した際、さくらは「私は長谷川君と同じクラスになったこともなかったし、ある意味当然」とコメントしている。また、後述の平岡秀章によれば「ヘディングのやりすぎで忘れられた」とのこと）。実際には小学校当時から大きめの背丈だったが、さくらによれば「チビの方がかわいい」との理由で小柄にしたという。
杉浦 徳三（すぎうら とくぞう）
声 - 石村知子
演 - 未登場 / 濱田龍臣 / 西本晴紀
10巻から登場した準ゲスト。資料によっては「杉浦とくぞう」と表記される場合もある。愛称は「とくちゃん」。花屋（『花屋のスギウラ』）を営む母を手伝っているだけあり、花には詳しい。まる子と同じく、ピンク色の頬を持つ。
クラスのお花係を務めており、いつもキレイな花を学校に持って来てくれる。
母の影響から、控えめでお人好しな人柄（だが、クラスで小杉の牛乳石鹸が盗まれるという事件が起きた際にも本当の犯人である上田を庇って「自分がやった」と名乗り出てしまった）。
まる子やたまえのほか、長山とも親しく、大人しいのでクラスの女子たちとも仲が良い。
親戚が牛乳石鹸の会社に勤めているため、たくさん石鹸をもらえる。
浜崎憲孝は自著『はまじの三年四組』にて、モデルは同名の同級生で、後に家業を継いで花屋を営んでいたものの廃業したと述べている。漫画に登場させることへの許可申請が、さくらの母親経由で実際にあったことを浜崎の取材の中で証言している。また、姿に関しては漫画・アニメと比べると似ていない（実際は痩せていない）とも述べている。浜崎とは社会人になって以降も、彼が亡くなる少し前まで交流が続いており、浜崎のブログにも「徳さん」などの名前で稀に登場していた。
近年は出演当時のリメイク以外は出演が少なく、別の生徒に差し替えになっていることが多い。『満点ゲットシリーズ』では、自営業の事例紹介に抜擢されている。
平岡 秀章（ひらおか ひであき）
声 - 野島健児
本編ではアニメのみ登場。原作漫画には未登場だが、『満点ゲットシリーズ』ではモブとして少しだけ登場しているほか、アニメ絵本の一部タイトルで、彼の登場する回が取り上げられている。愛称は「ひらば」。1965年11月20日生まれ。好きな食べ物はカレー煎餅。車酔いしやすい体質。親戚の家は名古屋にある。
あまり目立たない男子だが、面白いアイデアを出すのが得意で、校内放送の楽しい企画をまる子と一緒に考えた。趣味はノートに落書きすることだが、その落書きは誰にも見せない。夢は放送作家になることで、漫画家志望のまる子といつか一緒に面白いことをやろうと誓い合った。その夢は叶い、放送作家として活躍している。まる子らが主催した前田宅での忘年会に参加し、まる子と司会を務めたことがある。
実在の人物で、作者の同級生であった。アニメでの容姿は実際の彼に合わせているという。1997年のFNSの日『疾風怒涛!FNSの日スーパースペシャルXI 真夏の27時間ぶっ通しカーニバル〜REBORN』内で放送された「平岡くん」で初登場し、劇中では大人になったさくらと電話口で再会、仕事の手伝いをせがまれた。単独で担当していた脚本からさくらが降りた後、『ちびまる子ちゃん』や『コジコジ』で実際に脚本を手がける。
さくらのエッセイにも少し登場するが、実際は子供のころは放送作家になりたいと思ったことは一度もなく（放送作家という職業自体知らなかったという）、地味めの平凡な男子だったという。
OP「おどるポンポコリン 2019年バージョン」にも1シーンだけ出演している。
2024年版ミツウロコCM『想いをつなぐ篇』でも、ゲスト出演をした。
2025年1月5日放送『アニメ35周年記念 熱唱！ちびまる子ちゃん歌謡祭』では、観客として登場。同日放送の『まる子、ドリフになる の巻』でも、クラスのお楽しみ会にてまる子、はまじ、小杉、大野、藤木のドリフターズのコントを楽しむ観客として登場した。
西村 たかし（にしむら たかし）
声 - 山田ふしぎ
演 - 未登場 / 梅澤太一 / 小林颯
12巻と13巻のみ登場したゲストキャラクター（『満点ゲットシリーズ』では、現在でも時折登場している）。1966年3月16日生まれ。好きな食べ物は、スパゲッティ、チャーハン。まる子と同じような色の頬をしている。
大人しくてちょっと鈍いために、関口と佐々木ら悪ガキ男子のいじめの対象になっている。優しい性格で、犬が大好き。今は念願叶い、譲ってもらった仔犬を飼っている。まる子からは「たかしくん」と呼ばれていて、まる子のことは「まるちゃん」と呼ぶ。牛乳を残したことが原因でいじめられていたところを、まる子に助けてもらっている。
朝起きるのが苦手で、よく遅刻してしまうが、仔犬を飼い始めてから遅刻をすることはなくなった。お腹が弱いため、給食の牛乳は持ち帰って飲んでいるらしい。黒い目玉がキョロキョロ動くところが、犬を思わせる顔つきをしている。
ドラマ（レギュラー版）ではいじめっ子の苗字が「山本（演 - 糟谷健二）」と「井上（演 - 神山翔）」に変更されており、序盤にいじめを受けていたところを大野と杉山に庇われるシーンに加え、上記の一件後に山本と井上が戸川先生と一緒にまる子やたかしの家に謝りに行き、たかしと仲直りするシーンが追加されている（また、原作・アニメでは酒の勢いもあってまる子の怪我をドジだと笑っていたヒロシも、同作では他の家族たちと共に悲しげな表情を見せている）。
オープニング「おどるポンポコリン（2010年バージョン）（2019年バージョン）」では、いずれも1シーンだけ登場した。以降、セリフはないもののアニメに再度登場するようになる。
2025年現在も、アニメで登場する際は、教室の後ろ扉のすぐ横にある席に座っており、高宮とは隣の席同士として登場する事が定番となっている。
2025年1月5日放送『アニメ35周年記念 熱唱！ちびまる子ちゃん 歌謡祭』では、母親と共に観客席の最前列に座っており、たまえの写真を撮りまくるたまえの父に呆れ笑いをしていた。
折原 まさる（おりはら まさる）
声 - 山口勝平（第1期：第20話Aパート）→私市淳
1巻と13巻のみ登場したゲストキャラクター。愛知県からやって来た転校生。中近東系、ベルベル系などと評される外国人のような顔立ちをしているため、当初は「国籍不明の謎の転校生」と噂され、まる子たちクラスメイトには不気味がられて少々避けられがちであった。しかし、実際には優しく頑張り屋な性格であることを知ったことで打ち解けるようになった。自分の頭を拳でど突いてグリグリする奇妙な癖がある。趣味は仮面ライダーごっこ。妹がおり、おんぶしてあげたりと優しく接している。まる子には「顔がインドカレー（明治）のパッケージに描かれているおじさんに似てる」と思われていた。
元は読み切り『5月のオリエンタル小僧』（2巻収録。『ちびまる子ちゃん』本編同様、作者が小学3年生の頃が舞台）に登場したキャラクター。アニメではこの話が『ちびまる子ちゃん』本編の話にアレンジされた。その後、第1期にもモブとして何度か登場していたが次第に姿を見せなくなり、元々座っていた席も空席になった。しかし、2005年に15年ぶりにセリフ付きで登場した。
スーパーファミコン『ちびまる子ちゃん「はりきり365日」の巻』では、不思議な世界へ案内する「謎のインド人の少年」として、ゲスト出演を果たした。
2025年1月5日放送の『アニメ35周年記念 熱唱！ちびまる子ちゃん 歌謡祭』では、観客席に再登場した。

### 脇役

#### 出番の多い脇役
脇役の中でも登場が多く、2010年代の公式座席に席がある生徒。
内田 恵子（うちだ けいこ）
声 - 折笠愛（第1期：第6話）→水谷優子（第1期：第7話Bパート以降）→豊嶋真千子（第2期：第1056話Aパート - ）
演 - 宮崎夕海里（2013年スペシャルドラマ版）
1巻から登場。髪型は襟足がはねたボブカットで、容姿が似ているかよ子が登場してからは見分けがつくように水色のカチューシャを着用するようになり、服装もピンクから白に変わっている。まる子が子犬を拾った事をクラスで報告した際、真っ先に興味を持って質問した。初期の頃はまる子の班の学級新聞がクラスの笑い物になった際にまる子を見て「ほら、1班の人よ」とクスクス笑ったり、陰で「なんであんなにボンヤリしてるのかしら」と悪口を言っていた。さらにマラソン大会の際もまる子に「一緒に走ろうね」と声をかけたが、実際は裏切って先に走っていたり、前田の命令に反発したクラスメイト（まる子と野口の2人を除く）が次々に帰っていく中、前田が「掃除してください」と泣きながら訴えた際には、前田のモノマネをしたはまじに「似てる」等とコメントしたり、関口や内藤らと一緒に前田を嘲笑したりしていたり、神谷先生が関口をビンタした際は時はみぎわ、冬田、永沢、関口、まき達反対派の中心になり、みぎわ、冬田、まきと一緒に神谷先生の悪口ばかり言うなどして賛成派のまる子、たまえ、大野、杉山らと対立したりと性悪な部分が目立っていたが2000年以降は優しくて冷静な性格が定着した。一方で大野と杉山に向かって躊躇無く「乱暴!」と言うほど気が強い一面もある。席は冬田の隣。
脇役女子の中では現在でもまる子と関わる機会が多い。
小長谷 まさえ（こながや まさえ）
声 - 佐々木優子
黒髪で三つ編みの1つ結びが特徴の女の子。女子の中では珍しく彼女だけ常に長ズボンを穿いている。小麦色に肌が日焼けしていたこともある。出席番号はまる子の前。席は城ヶ崎の隣。気さくな性格で、まる子やたまえとは交流がある。
まる子の長電話のせいで連絡網の電話が繋がらず、迷惑したことがある。
リレーの選手に選ばれたこともある。
1年生の頃からそろばんを習っている（作中では自身が「2年もやれば…」と言っている）。
第1期では、加藤千香子（後述）として登場していた。
中島（なかじま）
声 - 柏倉つとむ（第1期：第40話 - 第2期：第35話）→田野めぐみ
暗めの茶髪で丸顔の男の子。青いシャツを着ている。他の男子と比べて肌の色は焼けている。悪ガキ男子たちの仲間。よく三沢や関口などとつるんでいる。第1期では男子たちのリーダー格であり、まる子にちょっかいを出すライバル的なポジションで『男子対女子大戦争』（1990年10月7日放送）においては男子軍を指揮していたりと出番は多かったが後にこれらの役は大野と杉山に引き継がれる形となり、彼自身は単なる悪ガキ男子の一人というキャラが定着した。野口の隣の席に座っている。勉強は苦手で、テストで0点を取ったことがある。度々まる子と対立しているが、まる子がマスコットを紛失した際に犯人探しをしようとするなど優しい一面もある。放課後の掃除の時にまる子と若林の2人と一緒にふざけながら掃除をし、前田に注意された事もある。けん玉が得意。一年生の回想で中島も登場している。2010年代以降出番が比較的多くなり、2017年でも彼がメインのエピソードがある。
三沢（みさわ）
声 - 菊池正美
悪ガキ男子たちの仲間。面長で明るい茶髪が特徴。赤いシャツを着ている（第1期では薄い黄色のシャツを着ていた）。中島、関口、内藤、若林、坂口、渡辺のいずれかと組んでいる事が多いが単独で悪さを働く事は滅多になく、授業でも先生に注意される場面はほとんどないなど、意外と真面目な部分もある。まきの隣の席に座っている。けん玉が得意で「もしかめ」ができる。中島同様、2010年代以降出番が比較的多くなり、2017年でも彼らがメインのエピソードがある。
横田 頼枝（よこた よりえ）
声 - 佐々木優子
通称「ヨリちゃん」。ピンク色の服を着ている（第1期ではオレンジの服を着ていた）。髪型はショートカットだが、本人曰く「リンリン・ランランみたいな三つ編みの方が可愛い」とのこと。まる子たちや内田とは仲が良い。
脇役女子では珍しく現在もまる子の事を「まるちゃん」と呼んでいる。
『男子対女子大戦争』（1990年10月7日放送）では、意外と強い丸尾にときめいていた。
座席は山田の隣（2000年代の座席表では野村あつ子の隣の席になっている）。
沢井（さわい）
声 - 中友子
演 - 高橋萌衣（2013年スペシャルドラマ版）
小柄な女の子。両方の髪をヘアゴムで縛っている。気弱で大人しいが、優しい性格。長田の隣の席に座っている。両親は共働きで、1歳になる弟の面倒は彼女が見ている。愛犬の世話は、小5の兄がしているらしい。
まる子と仲はよいが、まる子が花輪や丸尾とうわさになった際は面白がっていた。
若林（わかばやし）
声 - 水谷優子（第1期：第20話Bパート - ）→豊嶋真千子（第2期：第1055話Bパート - ）
悪ガキ男子たちの仲間。髪型や容姿はブー太郎に似ているが、豚鼻でなく眉が少々太い。席は前田の隣。
授業参観日に上下青の服に黄色の蝶ネクタイという姿を披露し、先生に「今日はかっこいいな」と褒められる。
放課後の掃除の時にまる子と中島の2人と一緒にふざけながら掃除をし、前田に注意された事もある。
まる子とは、共に日直や給食当番になる事から、しばしば仲良くしている描写もある。
渡辺（わたなべ）
声 - 菊池正美
5巻から登場。通称「ナベちゃん」で、はまじやブー太郎同様にまる子にあだ名で呼ばれている数少ない男子。面長の坊主頭で顔が少々濃い。薄い水色の服を着ている。悪ガキ男子たちの仲間。関口の隣の席に座っている。丸尾曰く、「彼とは似ても似つかぬ」一年生の妹がいる。視力は2.0。脇役の中で唯一2009年2月発売のゲーム『ちびまる子ちゃんDS まるちゃんのまち』にも登場している。まる子が風邪で休んだ時、余ったプリンをジャンケンで勝って食べる事ができた幸運の持ち主。8月下旬に家族旅行に行ったが、交通の混雑で31日になっても帰ってこれず、まる子に「9月1日までホリデーしちゃってる」と評された。まる子らが放流した鯉を無断で取り、まる子に指摘されたときも、周りも取っているからと反省する素振りも見せなかったなど悪賢い。はまじが前田のモノマネをした際は、関口やまきと一緒に嘲笑し、「本物の前田も変な顔」とコメントした。関口がドッジボールで当たったことを皆に謝った際、内藤と一緒に関口を仲間外れにしたこともある。まる子が甘酒が好きと聞きまる子に酒粕を渡すこともあった。
牧村 まき（まきむら まき）
声 - 浦和めぐみ
ポニーテールで気の強い女の子。通称「マキちゃん」。
第1期では女子たちのリーダー格でふざけている男子に注意したり、衝突したりする場面がよく見られ、まる子との絡みも多かった。また、まりと仲が良く彼女とコンビで登場する事も多かった。三沢の隣の席に座っている。
城ヶ崎同様、人の好き嫌いもはっきりとしており、特に丸尾を嫌っている様子が見られる。初期の頃は今よりも性悪で、石原がグループに加わることを露骨に嫌がっていた。前田が「掃除してください」と泣きながら訴えた際は関口や渡辺と一緒に前田を嘲笑したり、その横でモノマネをするはまじに「似てる」とコメントしたり、前田に対し「前田さん、バイバイ」と小馬鹿にするような発言をして帰ったりしていた。また、神谷先生が関口をビンタした際は関口や永沢らの反対派に立ち、みぎわ、冬田、内田らと一緒に神谷先生の悪口ばかり言うなどまる子ら賛成派と対立した。藤木がクラスの為に大量の古切手を持ってきた際には「藤木くんっていっつもクラスの役に立たないくせに〜！」と発言して彼を落ち込ませた。遠足のお菓子は200円分と決まっているのに、フランス製の高級チョコレートを持ってきた花輪を内藤と一緒に批判した。
先述の通り気の強い部分があるものの、前田とは違い、それなりに人望はある模様。
また、第1期〜第2期最初期の時点では未登場だったり性格が確立していなかったりするクラスメイトも多く、彼女は相対的に比較的存在感のある方であったが、近年では出番は減少傾向にある。
アニメ初期の頃は関口と座席が隣同士で、エンディング（針切じいさんのロケンロール）では見つめ合っていたり、一緒に野良犬の出没について心配していたところを中島と三沢から「よっ、ご両人！」と冷やかされた際は、「なによ！三沢！バカ！！」と恥ずかしがっていたりと彼に好意があると思われる描写があったが 、近年では絡みは少なくなった。
内藤（ないとう）
声 - 浦和めぐみ（第1期：第13話）→茶風林
面長の坊主頭で豚鼻が特徴。青い縦のボーダーが入ったワイシャツを着ている。悪ガキ男子たちの仲間。花輪の隣の席に座っている。掃除係（主に前田）が勝手に決まりを作った際、関口、若林、はまじ、ブー太郎、加藤と一緒に前田を批判したり、彼女に対し、クラスメイト全員（まる子と野口の2人を除く）で「反対コール」の野次を飛ばしたりもした。はまじが前田のモノマネをした際は関口や内田と一緒に嘲笑し、「本物の前田も変な顔」とコメントした。遠足のお菓子は200円分と決まっているのに、フランス製の高級チョコレートを持ってきた花輪をまきと一緒に批判した。『男子対女子大戦争』（1990年10月7日放送）では、丸尾を「たらし」呼ばわりした発端である。関口がドッジボールで当たったことを皆に謝った際、渡辺と一緒に関口を仲間外れにした。
長田（おさだ）
声 - 柏倉つとむ（第1期：第20話Aパート、第21話）→鈴木みえ（第1期：第26話）→中友子
面長の坊主頭で能面づらの男の子。薄い水色の服を着ている（第1期では黄色のシャツを着ていた）。悪ガキ男子たちの仲間。沢井の隣の席に座っている。
折原の自己紹介に「なんだ、日本人の愛知県民じゃん」とがっかりしていたが、関口と2人で仮面ライダーごっこをしている所に折原も交ざると、さっさとやられて終わらせて折原を避ける。その後、こっそり学級歌を練習しているのが分かるとまる子や関口らと共に一緒に歌った。
高宮 純子（たかみや じゅんこ）
声 - ならはしみき
水色のワンピースと2つに束ねた髪型が特徴の女の子。たかしの隣の席に座っており、仲良く話す場面もある。なぜか普段から運が悪い、と自称しており、実際のところ男子達に新品のノートに落書きされてしまったり、食用ガエルが顔にかかって気絶してしまったりと散々な目に遭う事が多い。
えびす
声 - 柏倉つとむ（第1期：第3話Bパート - 第34話）→折笠愛（第1期：第64話 - 第122話Bパート）
1巻から登場。茶髪で丸顔の男の子。白い太線が入った赤のシャツを着ている。平凡ながら女子からの人気はかなり高い。優しい性格で、給食の時にエビフライがおいしいと言っていた男子に自分のエビフライをあげたり、5月の誕生会には全員にバッジを作ってプレゼントしたりしている。関口によって学級委員の選挙に推薦されたが丸尾の熱に押され、まる子共々辞退した。席はみぎわの隣。野村あつ子とは両思いらしい。
第1期ではまる子と絡む機会もそれなりに多く、エンディングにも登場していたりと準レギュラー的なポジションだった。第2期からはモブとして何度か登場するのみだったが、2025年に久しぶりに台詞つきで再登場した。名前のルーツは漫画家の蛭子能収。
石原 やす子（いしはら やすこ）
声 - 鈴木富子（第1期：第63話）→広橋涼
演 - 小原誓（2013年スペシャルドラマ版）
音楽の大石先生を慕っているボブカットの女の子。笹山の隣の席に座っている。初期の頃は内向的で弱虫な性格でありながら、大石先生を独り占めするからとクラスメイトに嫌われていた。第1期の初登場時から茶髪に黄色の服が特徴的だが、第2期では一時期黒髪にピンク色の服であった。原作の『ほのぼの劇場～放課後の学級会～』では4年生として登場する。
『石原さんのポーチ』の回では脇役にしては珍しくメインとなり、母親と二人暮らしで、アパート住まいで家庭は裕福ではない事が判明した。モデルである本人は3年の終わりに三重県に母親と共に転校し、現在は愛知県在住。

#### その他の脇役
2007年後期～2010年初期の公式座席に席がある生徒。現在の公式座席には名前はないが、アニメ版では不定期にこちらの公式座席に戻る回があり、その際に彼らは登場する事がある。
野村 あつ子（のむら あつこ）
声 - 三浦雅子（第1期：第14話Aパート）→中友子
演 - 杉山朱音（2013年スペシャルドラマ版）
リボンで2つ結びにしている女の子。黄色い襟がついた白い服を着ている（第1期～第2期の初期まではピンクの服を着ていた）。実は山口百恵のようなショートカットに憧れている。体重は28キログラム。
ヨリちゃんとよく一緒におしゃべりをしている（2000年代の座席表では隣同士の席になっている）。
第1期ではえびすと両思いという設定だったが、第2期では花輪や杉山に好意を寄せているかのようなシーンもあり、登場する度に設定が変わっているため、恋愛感情は明確にはされていない。また、口煩い前田とは仲が悪い。
斉藤が鼻血を出した時、「大丈夫かしら」と心配していた。
小島 冨美子（こじま とみこ）
声 - 佐々木優子（第1期：第14話Aパート）→水谷優子（第1期：第16話Bパート、第23話）→荒木香衣
オレンジまたはピンクのリボンでちょんまげにしている女の子。斉藤が鼻血を出した時、「斉藤くん、かわいそう」と心配していた。ゆみ子と一緒に気乗りしないまる子を半ば強引に占い遊びに誘ったことがある。学芸会ではめくりをめくった。大洪水で教室が被害に遭った際には、絵の具箱を流される。第1期ではエンディング（走れ正直者ver.）にも登場しており、準レギュラー的な立ち位置だったが現在ではたまに登場する程度。
上田（うえだ）
声 - 嶋村薫→真山亜子（第2期：第331話）→一龍斎貞友（第2期：第439話）
面長で茶髪の男の子。青みがかった薄紫の服を着ている。初登場時は気の弱い性格で学校に石鹸を持ってくるのを忘れてしまい、小杉の牛乳石鹸をつい出来心で盗んでしまう。その時、自分が犯人であることを見抜いたとくぞうが自ら罪を被った際は更なる罪悪感を抱くようになり、翌日に真実を打ち明けて謝罪している。この回以降はやや明るい性格になっており、目もたれ目から白目はない丸い目のみのデザインに変更されている。出席番号は2番目。原作では家が火事に遭った永沢を励ましているが、アニメ第1期では荒井に差し替えられている。
2010年以降は出番が激減しており、不定期に公式座席が戻る回でも彼と青木は映らない事が大半。
坂口（さかぐち）（第2期）
声 - 飛田展男
面長の坊主頭で、緑色系のボーダーの服が特徴。悪ガキ男子たちの仲間。掃除係（主に前田）が勝手に決まりを作った際、クラスの中心として反発し、習い事のピアノのために帰ろうとしていたさち子が前田から責められていたところを久保田、望月と共に庇っており、それでも譲歩しない前田に激怒して殴る蹴るの暴力を振るっていた。その他、前田と同じ掃除係であることを理由に、関口や中島とつるんでまる子の頭上にサッカーボールをぶつけたり、はまじやブー太郎と一緒に野口を責めたりしていた。
第1期にも同姓の男の子が登場するが、容姿が異なる（後述）。
青木 としお（あおき としお）
声 ‐ 浦和めぐみ（第1期：第116話Bパート - 第1期 第132話）→茶風林（第2期：第331話）→一龍斎貞友（第2期：第480話 - 第496話、第1388話）→ならはしみき（第2期：第1332話）
出席番号一番。面長で黒髪の男の子。明るいオレンジ色の服を着ている。夢は冒険家で、チームの隊長になって珍しい虫や魚を発見して皆をびっくりさせること。父はタクシー運転手で、母親はブティックの店員。大石先生のお別れ会で司会を勤めた。体育着を忘れた時、大野と杉山に脅されて泣きながら土下座したことがある。
上田同様に彼も2010年以降からは出番が激減した。

### 不定期登場
2007年後期以降の公式座席には名前がなく、前述の脇役達よりも頻度は低いが背景役やモブとして現在でも不定期に登場している生徒。また、ごく稀にだが回によっては他のキャラと入れ替わる形で席が存在した者もいる。
伊藤 由美子（いとう ゆみこ）
声 - 三浦雅子（第1期：第4話Aパート - 第142話、第2期：第1335話）、水谷優子（代役）
1巻から登場。愛称は「ゆみ子ちゃん」。まる子の友達。アニメでは黄色の服に、オレンジのスカートで描かれることが多い。参観日にはポニーテールにしていた好きな歌手は西城秀樹。双子座。「その方が面白くなりそう」という理由でまる子を学級委員に推薦した。
第1期ではまる子、たまえと3人組で遊ぶことが多くレギュラー的な存在だったが、とし子が登場してから徐々に出番が減っていった。それでもとし子が登場して間もない頃は4人で行動する場面もあったが、第2期からは初期の頃こそエンディング（針切じいさんのロケンロールver.）に登場し、モブとして何度か登場していたことはあったものの、この頃には完全にそれまでの立ち位置をとし子に奪われる形となり、その後の出番はほとんどない。
2000年代になっても一応、2003年の一時期と2007年夏頃の公式座席には名前が載っていたが現在の公式座席では存在しないことになっており、リメイク放送の際には内田が代わりに出演することが多い。
だが、2009年発売のゲーム『ちびまる子ちゃんDS まるちゃんのまち』には声はないものの久しぶりに登場。2022年5月8日放送回には声付きで登場した。2025年1月5日放送の『アニメ35周年記念 熱唱！ちびまる子ちゃん歌謡祭』でも、観客として登場した。原作ではまる子と同じ中学校に進学し、2巻の読み切り漫画「おかっぱ・かっぱ」では、おかっぱ頭の女子として登場する。なお、『ひとりずもう』漫画版では、この役割はかよ子に譲っている。
夜7時を過ぎても帰らないまる子を捜してさきこが家に訪ねた際、母親らしき人物が登場している。
上杉 まり（うえすぎ まり）
声 - 折笠愛、永澤菜教（第2期：第465話Aパート）
センター分けにした内巻きの前髪が特徴で、左側の髪を束ねている女の子。ピンク、またはオレンジのセーラー服のような服装をしている。元は作者の読み切り作品である『あこがれの鼻血』の登場キャラであり、後にちびまる子ちゃん本編に逆輸入される形で登場。
まきと仲が良く、まる子たちからは「マリちゃん」と呼ばれている。まる子曰く、「お金持ちでママは美人、アッコちゃんのお風呂セットまで持っている」らしい。
学芸会の「こぶとりじいさん」では隣のおばあさん役を演じ、練習でやたら玄人っぽい演技をした為、それを見聞きしたクラスメイト始め先生までもを恥ずかしい気持ちにさせた。
第2期からは似たような家庭環境の城ヶ崎に立場を奪われ、2004年以降は台詞がなく長らくモブとして登場するのみだったが、アニメ化30周年記念に公式LINEアカウントで行われた人気投票において久しぶりに台詞つきで登場し、城ヶ崎と笹山を祝福していた。
久保田 若菜（くぼた わかな）
声 - ならはしみき
水色系の服を着ているボブカットの女の子。さち子と仲が良く、放課後の掃除に参加できないさち子を望月と一緒に庇う。以前まる子にお土産をあげたことがある。現在でも背景役として登場しており、2007年夏頃の公式座席には名前が載っていた。また、2013年には台詞つきで登場している。
西村 さち子（にしむら さちこ）
声 ‐ 浦和めぐみ（第1期：第68話）、水谷優子
ポニーテールの女の子。とても優しい性格。まる子たちからは「さっちゃん」と呼ばれている。以前まる子たちは彼女の父親を誘拐犯だと間違えそうになったことがある。用事があって放課後の掃除に参加できない旨を前田に伝えたところ、決まりだからと拒否されてしまう（その際、久保田と望月に庇ってもらった）。ピアノを習っている。
現在でも背景役として登場しており、2011年には山田の隣の席に座っていた回も存在する。
また、「ちびまる子ちゃんの四字熟語教室」では脇役の中では珍しく登場。なお、同作およびアニメ第1期での苗字は「川村」だった。
望月 よし子（もちづき よしこ）
声 - 中友子
赤いヘアゴムで2つ結びにしている女の子。容姿は野村あつ子と酷似しており、原作漫画での彼女の出番はアニメ版だと野村あつ子に差し替えられる事が多い。威張った前田がコテンパンにやられているのを見て久保田と笑っていた。現在でも背景役として登場している。
小川（おがわ）
声 - 鈴木みえ（現：一龍斎貞友）
面長の坊主頭で鼻付近にあるホクロが特徴。夏休み中に屋根から落ちて大ケガをしたため、気の毒だと思ったまる子からお土産をもらえた。そっ気ない性格をしているが、野良犬に噛まれて怪我をしたはまじに「松葉杖が必要なら、いつでも言ってくれよ」と声をかけた為、はまじからは「案外いいやつだな」と評された。
現在でも背景役として登場しており、2025年1月5日放送の『アニメ35周年記念 熱唱！ちびまる子ちゃん歌謡祭』では、笑顔で歌謡祭を楽しむ観客として再登場している。
中村 まもる（なかむら まもる）
声 - 佐々木優子（第1期：第138話）→沼田祐介（第2期：第308話）→阪口大助（第2期：第1233話）
片方に流した前髪と太い眉が特徴で、まる子から「鼻だけはやけに立派」と称される大きい鼻を持つ。少し変わったところがある男の子。夏休みの自由研究にゴキブリを袋に入れ学校に持ってくるが、逃げ出されて大騒動になった。
この回以降は長らく出番がなかったが、2022年のリメイク版で久しぶりに台詞つきで再登場した。
坂田（さかた）
声 - 佐々木優子
茶髪で目の下にホクロがある男の子。茶色の服を着ている。性格は悪く、黒田とつるんでケンタに掃除を押し付けようとしたり、石鹸泥棒を名乗ったとくぞうをいじめたりしたが、いずれも大野と杉山に止められて懲らしめられた。はまじが「掃除してください」と訴えている前田のモノマネをしている姿を見た際は関口、永沢、藤木、山根、まき、加藤達と一緒に笑っていた。
現在でも背景役として登場している。
佐々木（ささき）
声 - 陶山章央
面長で、片方に流した前髪が特徴の男の子。紫の太線が入った薄い黄色の服を着ている。関口に加担し、たかしをいじめていた。一方で、まる子がたかしを庇って負傷した時には今までたかしをいじめていたことを反省して関口と共に涙を流していたりと根っからの悪ではない。
現在でも背景役として登場している。
島崎（しまざき）
声 - 水原リン
面長で中央分けの前髪と左頬のホクロが特徴。いじめられっ子。一緒に行動していた丸尾もろとも添田、柳川、吉田の3人にみかんを投げつけられる。以前は仲が良かった永沢・藤木にまで暗いと言われるほどに真っ暗な男の子。
長らく出番が無かったが、2025年1月5日放送の『アニメ35周年記念 熱唱！ちびまる子ちゃん歌謡祭』で、観客として再登場を果たした。
としちゃん
声 - ならはしみき（第1期：第19話 - 第24話Bパート）→柏倉つとむ（第1期：第26話）
面長の坊主頭で細い鼻が特徴の男の子。明るいオレンジ色の服を着ている。母の日のプレゼントに物ではなく、「まごころ」をあげようとしていたことをまる子に見破られた。参観日に給食を食べるのが遅くなってしまった前川のプリンを代わりに食べてあげるなど優しい一面がある。歯磨きを油断して磨き残しがあり奥歯が虫歯になった事がある。アントニオ猪木のモノマネをした事がある。身体検査で、身長は伸びたが座高ばかりが伸びていた。水泳の時間には吉田とタイルの取り合いをした。
現在でも背景役として登場している。
黒田（くろだ）（第2期）
声 - 鈴木みえ（現：一龍斎貞友）
小杉ほどではないが、太めの体格が特徴の男の子。オレンジ色の服を着ている。性格は悪く、坂田とつるんでケンタに掃除を押し付けようとしたり、石鹸泥棒を名乗ったとくぞうをいじめたりしたが、いずれも大野と杉山に止められて懲らしめられた。
第1期にも同姓の男の子が登場するが、容姿が異なる（後述） 。
現在でも背景役として登場している。

### 過去の生徒
それぞれの公式座席が定まってきた2007年末までには完全に登場しなくなった生徒達。（荒井、斉藤、山本は2006年までは脇役やモブとして登場していた。加藤千香子は特殊なケースだが、便宜上本項に記載する）
佐々木 洋子（ささき ようこ）
声 - 天野由梨
映画第1作に登場。前髪を中央分けにしたポニーテールの女の子。「ようこちゃん」と呼ばれている。席替えでまる子、大野、杉山らと同じ班になる。
まる子やたまえと仲が良い。
野村 ゆう子（のむら ゆうこ）
声 - 天野由梨
まる子の友人の一人。黄色のリボンでちょんまげにしている女の子で、「ゆうこちゃん」と呼ばれている。
たまえ、ゆみ子、とし子と並び「まる子と仲良しグループ」と扱われ、まる子から南の島のおみやげをもらった。えびすとも仲が良い。1996年の公式座席には名前が載っていたが、第2期の初期を最後に姿を消した。
遠藤 せつ子（えんどう せつこ）
通称「セッちゃん」。
17年後の同窓会では大人の女性になって出てくる。
小川 まち子（おがわ まちこ）
名前のみ登場。まる子曰く「親切」。まる子は彼女に南の島のお土産をあげるか悩んでいたが、結局は足りなかった為にもらえなかった。
加藤 千香子（かとう ちかこ）
声 - 浦和めぐみ（第1期：第6話）→佐々木優子（第1期：第87話）
通称「チカちゃん」。茶髪の三つ編みで、黄色い服と長ズボンが特徴。学芸会の「こぶとりじいさん」ではおばあさん役を演じた。
第2期では小長谷まさえに名前が変わり、準レギュラーとして続投している。
林 ゆりえ（はやし ゆりえ）
声 - 杉本沙織
赤い大きなリボンが特徴の女の子。赤のワンピースを着ている。
山田 のぞみ（やまだ のぞみ）
声 - 小林優子
映画第1作で「大きな古時計」のソロパートを歌った女の子。とても歌がうまい。小さな2つのシニヨンが特徴。
映画登場後もたびたび登場していた。
田代（たしろ）
外跳ねの後ろ髪が特徴の女の子。以前にまる子におみやげをくれたことがあるらしい。まる子が持ち込んだ鈴虫にクラス一同が迷惑がっている場面にも登場。アニメ版では短期間の登場だったが、原作漫画には背景役として引き続き登場している。
村田（むらた）
声 - 不明
両方の髪をリボンで三つ編みにしている女の子。古切手を集めるアイデアを学級会で提案する。
さとう きみ子（さとう きみこ）
ツインテールで前髪パッツンの眼鏡をかけた女の子。夏休みの宿題の工作でヨットの模型を作ってきた。
山田 よし子（やまだ よしこ）
左側だけ長い前髪をちょんまげにしている女の子。夏休みの宿題の工作で3階建ての建築物の模型を作ってきた。友達の女の子が言うには「綺麗にできてる」。
あまの
2つに束ねた髪型が特徴の女の子。小杉の運動能力の良さに驚いていた。
紅林（くればやし）
まる子のクラスメイト。出席番号は小長谷の前。
手塚（てづか）
内巻きカールしたセンター分けの前髪が特徴の女の子。初登場時は髪はストレートだった。
鉄棒の時間にまる子の次で順番を待っていた。
岡田（おかだ）
学級委員の投票でみぎわに次ぐ15票を獲得した女の子。真面目だが怖がりな一面もある。
山本 雪男（やまもと ゆきお）
声 - 浦和めぐみ（第1期：第12話Bパート）→柏倉つとむ（第1期：第13話 - 第16話Bパート）→浦和めぐみ（第1期：第57話）
遠足の時にバスでまる子の隣になった、「悪酔いしそう」なほどインパクトのある顔の男の子。しりとりでまる子が「"パ"だよどうする」と聞いたら「パン」と即答した。ゆみ子がまる子を占った際に彼がまる子のことが好きということになり、まる子と噂になった。名前は『まるちゃん占いをされる』（1990年4月22日放送）にて判明。
荒井 つよし（あらい つよし）
声 - 鈴木みえ（現：一龍斎貞友）（第1期：第6話 - ）
坊主頭と太い眉が特徴の男の子。出席番号二番。子犬を抱こうとした際、「こんな荒削りなタイプの人に子犬を抱かせるのは不安である」とナレーションされてしまう。学芸会の「こぶとりじいさん」で赤鬼の役をやった。身体検査の時、渡辺に背中を思いっきり叩かれくっきりと赤い手形が残った。悪ガキ男子達の仲間ではあるが、男子対女子の大戦争には参加しないなど他の男子と違って良識がある部分も見られた。
井上（いのうえ）
声 - 置鮎龍太郎
坊主頭とそばかすが特徴の男の子。まる子を庇った丸尾に対して「さくらの事そんなにかばって、お前もしかして好きなんじゃないのか」と発言。その後、丸尾に名指しで「君のことも愛していますよ」と言われてさすがに引いて退散した。
大木（おおき）
声 - 折笠愛
右分け目の前髪が特徴の男の子。顔が少々濃い。授業が手に付かないまる子に「あたしゃ渡り鳥だよ」と言われて困惑していた。
兼子（かねこ）
声 - 佐々木優子（第1期：第8話Bパート）→ならはしみき
オレンジ色と白のボーダーの服が特徴の男の子。関口同様、頭の髪がほとんど生えていない。花輪と同じ班の時、同じ班のまる子、たまえと共に、花輪がテレビに出る事を逸早く教えてもらった。タオルとぞうきんを間違えてしまう慌て者な母を持つ。逃げ回っている食用ガエルを捕まえようとした際、背中に跳び乗られた。
2002年の公式座席には名前が載っていたが、その頃を最後に姿を消した。
加藤 よしはる（かとう よしはる）
声 - 折笠愛
眼鏡とおかっぱ頭が特徴の男の子。黄色またはピンクのシャツを着ている。習字が上手い。見た目は真面目そうに見えるが、かなり腹黒い性格。悪ガキ男子たちの腰巾着的存在で、いつもつるんで悪さをよくする。ライダーカードが原因で男女が対立したときもこのグループの中におり、丸尾を「スケベ」と言ってからかっていた。席替えのときにまる子の隣だったが、黒板の字が見えないことを理由に丸尾と交代した。食用ガエルの脱走で教室中が大騒ぎになっている際、斉藤が持ち上げたゴミ箱に食用ガエルがくっついているのを発見した。掃除係（主に前田）が勝手に決まりを作った際は関口、若林、内藤、はまじ、ブー太郎と一緒に前田を批判したり、クラス全員（まる子と野口の2人を除く）で前田に対し、「反対コール」の野次を飛ばしたり、はまじが「掃除してください」と一生懸命訴えている前田のモノマネをしていた所を見て関口、渡辺、永沢、藤木、山根、まき、坂田と一緒に大笑いをしたりしていた。
第1期にはエンディング（走れ正直者ver.）にも登場していたが、第2期初期の『掃除係の役割』（1995年9月3日放送）への出演を最後に姿を消した。
ドラマ版にも少しだけ登場している。
小西（こにし）
声 - 柏倉つとむ
面長で坊ちゃん刈りの男の子。薄いオレンジ色の服を着ている。まる子、ブー太郎たちと共に学級新聞を作り、カメラマンを担当した。
斉藤（さいとう）
声 - 浦和めぐみ
丸顔の坊主頭で濃い緑のシャツを着ている。初登場時はワイシャツを着ていた。鼻血を出した時、まる子に嫉妬され「主役を取られるのが嫌で鼻血が出る秘訣を教えてくれない」と思われてしまう。食用ガエルの脱走で教室中が大騒ぎになっている際、ゴミ箱の中を覗いて探していた（ただし加藤に指摘されるまで、ゴミ箱の側面の食用ガエルには気づいていなかった）。
坂口（さかぐち）（第1期）
声 - 不明
面長で、片方に流した前髪が特徴の男の子。まる子から「根っからの悪ではない」と評され、野良猫を撫でている様子を想像されている。
添田（そえだ）
声 - 飛田展男（第1期：第3話Bパート、第11話Bパート、第18話）、茶風林（第1期：第12話Aパート）、菊池正美（第1期：第14話Aパート）、中原茂（第1期：第55話、第66話）
坊主頭と二重瞼が特徴の男の子。学校にカナリアを持ってきて自慢していた。柳川と2人でたまえを泣かせた事がある。
田中 さとし（たなか さとし）
声 - 飛田展男
坊主頭で、太い眉と低い鼻が特徴の男の子。オレンジのシャツを着ている。まる子が風邪で休んだ時、プリンが1個余っている事を最初に見つけた。まる子に高級切手を自慢された事がある。
土田（つちだ）
声 - 折笠愛
山根と顔が似た男の子で、実際に原作の山根の役割で一度だけ登場。土田の方が鼻が大きく血色も良い。走るのが遅い。これにより、山根のアニメ登場は第2期からになった。
柳川（やながわ）
声 - 津久井教生（第1期：第5話Bパート）→ならはしみき（第1期：第12話Aパート）→一龍斎貞友（第1期：第18話）→浦和めぐみ（第1期：第21話）→松井摩味（第1期：第24話Bパート）
少し伸びた坊主頭に太い眉が特徴の男の子。緑色の服を着ている。悪ガキ男子たちの仲間。
まる子が風邪で休んだ時、余ったプリンを誰が食べるか、ジャンケンで決める事を提案した。添田と2人でたまえを泣かせた事がある。身体検査の時、加藤茶の「ちょっとだけよ」をマネして笑いを誘った。
吉田（よしだ）
声 - 柏倉つとむ（第1期：第3話Bパート、第11話Bパート）、折笠愛（第1期：第8話Aパート、第20話Aパート）、浦和めぐみ（第1期：第23話、第26話）、松井摩味（第1期：第25話）
丸顔の坊主頭で目は二重、淡い緑のVネックの服に白のインナーを着た男の子。夏は襟が白い緑また青のポロシャツを着ている。悪ガキ男子たちの仲間。
カエルの卵の観察をするきっかけとなった生き物係に「誰かさんのせいで」と嫌味を言っていた。折原を観察し、行動を不気味がっていた。また、折原が給食のおかずを配るのを手伝おうとした時には「いいんだよ君は」と何もさせなかった。水泳の時間にはとしちゃんとタイルを取り合った。逃げ出した食用ガエルが兼子の背中に乗った際、勢い余って兼子のズボンを下ろしてしまった。第1期にはエンディング（走れ正直者ver.）にも登場している。
引田（ひきた）
声 - 不明
面長で坊ちゃん刈りの男の子。薄いオレンジ色の服を着ている。父「ヤスオ」、母「テンコ」。父の職業は畳職人。ナレーションから彼の書いた作文について「これでは履歴書である」とツッコミを入れられた。
百円（ひゃくえん）
声 - ならはしみき（第1期：第14話Aパート、第24話Bパート）、浦和めぐみ（第1期：第26話）
大きなピンクの頬が特徴の男の子。視力検査で順番を全部覚えて2.0にしようとしたが、先生の指したものを無視してそのまま全部言うという、記憶力は良いが頭の悪い子。水泳の準備体操の時に桂三枝のCMのマネをして水泳の先生に叱られる。
山川（やまかわ）
声 - 不明
坊ちゃん刈りの男の子。緑色の服を着ている。家が火事に遭った永沢を「頑張ってくれよ」と励ましていた。
黒田（くろだ）（第1期）
声 - 折笠愛（第1期：第26話）→山崎たくみ
褐色の肌に右頬のホクロと細い鼻が特徴の男の子。水泳の時間に準備体操をふざけてドリフの準備体操の真似をしていた際、足を滑らせてプールに落っこちて水泳の先生に怒られていた。また、シャワーでは、お経を唱えて修行をした。
『ちびまる子ちゃん大図鑑DX』ではこちらの黒田の方が紹介されている。
佐藤（さとう）
声 - 渡辺菜生子
茶髪で六四分けの前髪に垂れ目が特徴の男の子。
水泳の準備体操の時、後ろ頭をぶつけて鼻血を出した。リポーターの真似をしたこともある。漫画を描くのが得意。
鈴木（すずき）
声 - 佐々木優子（第1期：第3話Bパート - 第20話Bパート）、浦和めぐみ
茶髪で紫色のシャツを着た男の子。カエルの卵の水が濁っていることをまる子に指摘した。また、まる子と雑談をしていて先生に注意される（アニメ1期ではたまえに差し替えられている）。
長山（ながやま）（第1期）
先述の長山治とは別人。面長で黒髪と太めの眉が特徴の男の子。以前まる子にお土産をあげたことがある。
前川（まえかわ）
声 - 浦和めぐみ
太い垂れ眉が特徴の男の子。給食を食べるのが遅く、授業参観日にだいたいの保護者が来る直前まで泣きながら給食を食べ残す羽目になり、としちゃんに食べきれなかったプリンを食べてもらった。
山本（やまもと）
声 - 山口勝平
丸顔で茶髪の坊主頭が特徴の男の子。容姿は斉藤と酷似しており、初期では見分けがつかなかった。優しい母がいる。授業参観日に気分が悪くなり、母と保健室に行った。

## 3年4組児童の関係者

### レギュラー（関係者）
戸川 秀之（とがわ ひでゆき）/ 戸川先生
声 - 掛川裕彦
演 - 笠井信輔（フジテレビアナウンサー）（テレビドラマ全般）
第1話2コマ目から登場。まる子のクラス3年4組の担任教師。1月31日生まれ。年齢は30代から40代程度。好きな食べ物は麻婆豆腐、肉じゃが。
一人称は「私」。とても優しく誠実な性格。どんな児童に対しても威厳を一切見せず、穏やかな敬語で接する故に児童からも好かれている（ただ一度だけまる子に（朝に乾布摩擦をすると言ったことが理由で）「星一徹も顔負けの鬼教師」と言われたり、花輪から「教師の癖にロクでもないことを言う人」と評されている）。怒ることはまずないが、まる子が南の島に旅行していた期間中もラジオ体操のスタンプが付いていることをまる子に詰問する場面や、まる子が「お前がクラス委員としての役目をきちんと果たさないからクラスがめちゃくちゃだぞ!この始末をどうするんだ、さくら!」と叱責される様を想像する場面がある。また初期では、七夕豪雨の翌日に教室に落ちていた大便を花輪が踏んでしまいクラス中が大騒ぎになった所に「うんこしたのは誰ですか？」と発言したり、校庭で見つかった泥だらけの水着（まる子のものだった）をクラスメートが馬鹿にしているなか、持ち主を全員の前で発表したりとデリカシーの無い一面もあった。まる子のことは「さくらさん」と呼ぶが、原作初期は「ももこちゃん」、アニメ初期・ドラマでは「ももこさん」と名前で呼ぶこともあった。また、社会科見学の時、思わず製造工程に見とれてしまい、あきれられたこともあるが、いざという時に頼りになる。
妻と団地（最寄り駅は長沼駅アニメでは『あさぬま駅』になっている）の6階建てマンションの602号室に住み、まる子らが遊びに行った時には手作りの料理でもてなした。
17年後の同窓会では、史実とは異なり存命している。
アニメ化30周年記念に公式LINEアカウントで行われた人気投票では、永沢太郎（永沢君男の弟）と同票の30位だった。
実在の人物であり、はまじのモデルである浜崎の自伝によると、実際にはヘビースモーカー且つ大の酒好きで非常に気が荒く厳しい教師で体罰も辞さず、浜崎自身は彼への強い恐怖心が原因で登校拒否になった経験があった事を語っている。また、彼らが通っていた小学校にも1年ほどしか在籍しておらず、その翌年度にはよその学校へ飛ばされていったとの事。モデルの浜崎のブログによると、彼らが中学1年生の時3年4組の同窓会が行われていたが浜崎自身は参加して居らず、その数年後の1980年代前半頃に習慣となっている大量の飲酒喫煙が元で体調を崩し30代の若さで亡くなっている事が綴られている。前述の暴力的な行為に加えて、生徒らが居るにも関わらず教室内で喫煙したり生徒らに飲酒させたりする等、史実での戸川は非常識で著しくモラルも欠如した人物でもある事がうかがえ、浜崎は戸川のパワーハラスメントやモラルハラスメントに耐え兼ねて地元の児童相談所に通っていた事で、コンプライアンス（法令遵守）違反とも取れる様な戸川の行為が教育委員会等に報告された事で翌年度の異動に繋がった事も記述している。
後述の体育の先生は史実における戸川と似たところがある。一方、浜崎は自身の小学校5・6年生のときの担任だった浜田洋通（浜田先生）が、『ちびまる子ちゃん』本編における戸川の人物面でのモデルとの説がある、とも述べている。
さくら自身も実際の戸川先生はスパルタでとても怖い先生だったと振り返っており、漫画の中にいつも怖い先生が登場するのは嫌だからどんな児童が相手でも威厳を一切見せないとても優しい先生に変えたと述べている。
穂波 真太郎（ほなみ しんたろう）
声 - 飛田展男
演 - 八嶋智人（2006年スペシャルドラマ版）
たまえの父。サラリーマン。9月13日生まれ。好きな食べ物は、ステーキ、餃子。タバコはマイルドセブンを吸っている。
初期はごく普通の父親であったが、友蔵の一言が原因で、娘の成長記録「たまえメモリー」を残すべくカメラを常に持ち歩き、何かあるとすぐ写真を撮るので、家族は困り果てている。写真を撮るために会社を早退したり休みをとったり、小杉が食べ物を喉に詰まらせ苦しんでいる時も「チャンス!」と言いながら写真を撮っていたり、富田家の庭木に焚き火の火が燃え移ってしまった時には「写真を撮るから水をかけるのを待て!」と怒るなど、不謹慎さを顧みないレベルにまで写真に執着している。
「会社を辞めてプロのカメラマンになる」と言ったこともあるが、たまえが号泣し「出て行く!」とまで言ったため、しぶしぶ諦めた。恥ずかしがっている中野を喜んで撮ることもある。ホームステイに来たシンニーに対しては、彼女が勘違いしたこともあり、プロのカメラマンだと自称した。写真撮影を頼まれれば、男子でも自宅に招いて撮影を行うことがある。
上記のように、何かあると写真を撮りたがるが、たまえが妻との思い出の曲をピアノで弾いてくれたときは、カメラで撮影しようとしなかった（妻と懐かしんでいた）ため、必ずしも撮ろうとすることはない模様。娘のピアノの発表会のリハーサルでは自身の出しゃばりすぎた行為が原因でたまえを泣かせてしまい、その時はさすがに反省した。
カメラ雑誌で写真が入選し、賞品のライカM3をもらった。しかし、このライカはまる子が親戚の赤ちゃん（もとこちゃん）を連れて穂波家に遊びに行った際に、もとこちゃんが投げたビー玉がレンズに当たって壊れてしまい、その時はとても立ち直れないほどのショックに陥った。しかしその後、花輪が小学1年生の頃に使っていたというライカM4を譲ってもらったことですっかり元気になった。それを現在も使っている。
優しい性格であるが、おっちょこちょいで人に流されやすい。望月という、小学生時代からの親友がいる。
アニメ化30周年記念に公式LINEアカウントで行われた人気投票では27位だった。
なお、実在のたまえの父は自分が漫画に登場していることを大変喜んでいたらしく（相当な変人扱いをされてはいるが）、彼の没後、実在のたまえから本人が使用していたライカが作者に贈与された。さくらは、実在の彼もカメラ好きだったことは遺品を贈与されるまで知らず、漫画・アニメでカメラ好きにしたのは偶然の一致だったと述べている。浜崎憲孝は、自著『はまじと9人のクラスメート』を実在のたまえの実家に届けた際に晩年の彼に会っており、シャープで律儀な人に見えた、と自著で述べている。実在のたまえは、「さくらももこ展」図録の寄稿で、父の厳格な一面についても触れている。実在の彼の死没時期に関して、さくらは2004年時点から数年前に亡くなったと述べているが、浜崎は『はまじと9人のクラスメート』発売時点（2003年末）では健在であったと述べている。
西城 秀治（さいじょう ひでじ）
声 - 茶風林
演 - 下條アトム / 森本レオ 、長谷川朝晴（青年）/ 佐戸井けん太 / 村松利史（ダイハツ・ミラトコット CM） / 大高洋夫（2022年舞台版）
4巻から登場。花輪家の執事。通称「ヒデじい」。10月21日生まれの68歳。好きな食べ物は、グラタン、和食。
大学卒業直後より、花輪家の執事として和彦の祖父の代より仕えている。花輪家の人々だけでなく、まる子ら子供や誰に対しても優しく親切丁寧であり、皆から尊敬され慕われている。友蔵は一方的に憧れている。西城秀樹と1字違いであり、そのことでさきこから悪く言われてしまう。八の字型に整えられた髭を大切にしており、手入れ中にうっかり片方切り落としてしまった際はショックを受けていた。
同じく花輪家の使用人であったトシ子と恋愛結婚し、娘の春子も生まれて幸福な家庭を手に入れたかに思われたが、太平洋戦争が勃発、37歳の時に戦場へ召集される。戦場では危機一髪の場面もあったが、終戦後、無事に復員。娘は16年前に嫁いだ一方、妻は10年前に風邪の悪化による肺炎で亡くなる。妻の死により一時失意の中にいたが、生まれたばかりの和彦の世話役を頼まれたことがきっかけで次第に立ち直り、現在に至る。和彦とは肉親同様の非常に厚い信頼で結ばれており、ヒデじいは和彦を「私の生きる希望」「天使」だと言っている。
漫画『大野君と杉山君』の巻末で、26歳になった3年4組のクラスメートたちが描かれたが、ヒデじいは85歳だが変わらず現役で花輪の付き人をしていた。ミラトコットのCM（81歳の未来）でも、現役の付き人として登場、車の運転も担当している。
アニメ初登場時（第1期第8話Bパート）のエンディングテロップは「花輪家のじいや」だった。
番外編的エピソード「もしもまる子が花輪家の子供で花輪君がさくら家の子どもだったら」では、不真面目なまる子に対し怒っていた。また、「かずひこくんのテーマ」を聞き、「台無しだ」と言っていた。
アニメ化30周年記念に公式LINEアカウントで行われた人気投票では14位だった。

### 準レギュラー
たまえの母
声 - 中友子
演 - 森口瑤子（まるまるちびまる子ちゃん）
1巻から登場（下の名前は不明）。たまえに似ていて、優しく、おっとりとしている。
料理上手でケーキやクッキーを手作りしている。
カメラ好きの夫にはたまえ同様、困らされることがしばしばあり、その度に呆れたり注意したりしている。
丸尾の母
声 - 折笠愛
演 - 光浦靖子（まるまるちびまる子ちゃん）
名前は不明。和服での登場が多い。49歳。末男同様、メガネをかけている。
息子のことは「末男さん」と呼び、末男からは「母（かあ）さま」と呼ばれている。
教育熱心（末男が学級委員になりたいがために賄賂の世話もした）で、よく夜食を作っている。
一方、末男が副班長になったときには「副班長はみんなを陰から支えるもの」と諭していた。
語尾は「〜ざます」。
浜崎 辰五郎（はまざき たつごろう）
声 - 飛田展男
はまじの父方の祖父。口癖は「の〜り〜た〜か〜」。笑い方は「フォッフォッフォッ」。好きな食べ物はうどんとすき焼き。森昌子のファン。
認知症気味であり、場の空気を読まない発言が多い。老人会の縁で友蔵とは交流がある。妻（はまじの祖母）は亡くなっている。
はまじらが屋根裏でクリスマスパーティーをしていた時、「お前さんら、こんなところで食ったり飲んだりして本当に美味いかのう？ワシならいやじゃ、絶対いやじゃ、こんな汚いところで食ったり飲んだりしたくないぞ」とツッコんだ。
ブー太郎からの電話を受けた際には「豚が喋っている」と混乱していた。
2024年12月29日放送の『はまじのじいちゃんのもちつきの巻』では、餅つきが上手い事が判明して、はまじからも「じいちゃんの餅つきの餅が今まで食べた餅の中で1番ウマい」と言われていた。しかし、老人会の体力測定の結果が悪くて、自信を無くして落ち込んでいたが、気合を入れて、餅つきを見事にこなす事に成功して、花輪家の人々や、まる子、はまじを感心させた。
はまじの母
声 - 山本圭子→摩味（第2期：第1458話Bパート - ）（2024年12月8日 - ）
演 - 柴田理恵（2006年スペシャルドラマ版）
名前は不明。気性の激しい性格。躾にもかなり厳しく、体罰も辞さない。そのため、はまじにとっては頭が上がらない存在。
いつも赤ん坊の末っ子を背負っており、すみれとはよく商店街で立ち話をする仲。
原作では黒髪だが、アニメではパーマのかかった茶髪。
浜崎の書籍やWeb小説にも登場している。実際の彼女は、漫画・アニメとは異なり、口うるさくなく、むしろ寡黙で何も語ろうとしない人だったと浜崎本人は語っている。ただし、彼が登校拒否になっていた時期は厳しい態度を見せたこともある。なお、実在の彼女は2013年8月に亡くなっている。
はまじの父
名前は不明。帰りが遅く、出番はかなり少ない。はまじの誕生時の回想では、夫婦揃って若いころの姿も描かれた。
実在した人物であるが、浜崎の自著によると実際は彼が幼稚園を卒園する頃に離婚しており、『ちびまる子ちゃん』本編にあたる時期には、別の男性を義父として迎えている。
ブー太郎の父
声 - 掛川裕彦
演 - 河本準一（2006年スペシャルドラマ版）
名前は不明。ブー太郎に顔が似ており、語尾には「ブー」をつけて話す。
優しくのんびりした性格。
ブー太郎の母
声 - 水原リン（現・真山亜子）
演 - 大島美幸（2006年スペシャルドラマ版）
名前は不明。同じくブー太郎に顔が似ており、夫と同じく語尾に「ブー」とつけて話す。
夫とは異なり、口うるさく短気な面がある。まる子たち同様、息子を「ブー太郎」と呼んでいる。美容院の手違いで髪型をベリーショートにされてしまい、数日間落ち込んだこともある。
富田 とみ子（とみた とみこ）
声 - 浦和めぐみ
演 - 不明（2006年スペシャルドラマ版）
ブー太郎の妹。1年生。父と母、兄と同じように語尾に「ブー」とつけて話す。兄とはとても仲が良い。
まる子やたまえとは、ままごとをして遊んでいる。まる子を「まる子お姉ちゃん」、さきこを「まる子お姉ちゃんのお姉ちゃん」と呼んでいる。
冷静沈着なしっかり者だが、アニメ版では年相応の子供らしい一面も見せる。
好きな食べ物は、焼きブタ、ブタの角煮。
漫画・アニメと史実ではきょうだい設定が異なっており、浜崎憲孝の自著によると、実際は弟（3人兄弟の末っ子）であったとのこと。
2025年1月5日放送の『アニメ35周年記念 熱唱！ちびまる子ちゃん歌謡祭』では、まる子、友蔵が唄う『てんとう虫のサンバ』に合わせて、赤いてんとう虫の衣装を着ながらダンスを踊り、小春、ひろあきと共に仲良く踊った。
野口 笑助（のぐち しょうすけ）
声 - 園部啓一
野口の祖父。好きな食べ物は素麺、おでん、プチトマト。由紀さおりが好き。
野口と同じく面白い物好きでハイカラなおじいちゃん。英会話が堪能である。常にハイテンションで語尾が独特。
アニメでは第2期から登場。
野口 富士男（のぐち ふじお）
声 - 田中一成（第2期：第48話 - 第1076話Bパート）（1995年12月3日 - 2016年11月6日）→服巻浩司（第2期：第1081話 - ）（2016年12月11日 - ）
アニメ版では第2期の1995年12月3日放送分から登場。野口の兄。2月23日生まれ。好きな食べ物は、カツ丼、ホットドッグなど。好きな歌手はジョン・レノン。
メガネをかけた、お世辞にも美男子とは言えない男（まる子によると「すっごい変な顔のカップル」の1人）。野口からは陰で「兄貴」と呼ばれている。音楽が好きらしく、よくギターを演奏している一方、お笑いには全く興味が無い。
茶目っ気のある祖父や妹と異なり、短気かつ高圧的。妹の同級生であるまる子らに対しても横暴に接し、まる子・大野・杉山が野口家に遊びに来ていた時には他人の前にもかかわらず「ジュース買って来いよ!」などと威張るなど、常識やモラルも著しく欠如している。原作では人物像が描かれておらず、アニメでも当初はまともな人物として描かれていたが、第2期中期から上記の性悪な性格付けがなされるようになった。
その人柄ゆえ、恋人の柿絵以外の親しい人は1人もおらず、妹の笑子にも内心軽蔑されている。柿絵に対する思いを歌った「柿絵 My Love」（「OH柿絵、My Love」、「お～・か～き～え～」とも）というタイトルのラブソングを作っており、人前で披露したが、歌は非常に下手かつ音痴でセンスがない。
その一方で妹やまる子に腕相撲に勝つコツを教える、まる子らの再三の要求に折れてポイ捨てしたゴミを拾うなど、根っからの悪人というわけではない。
また、前述の腕相撲の件やまる子に対してホワイトデーの事で相談をしようとするなど、まる子らの事を見下してはいるが、心の底から嫌っているというわけでもない。
石山 柿絵（いしやま かきえ）
声 - 真山亜子
富士男の彼女。富士男同様、お世辞にも美人とは言えない顔立ちをしている（まる子曰く「すっごい変な顔のカップル」）。性格も悪く、無愛想で自己中心的かつ非常識で、富士男以外の相手に対しては見下した態度を取る。富士男との関係はもはやバカップルの域に達している。17歳。好きな食べ物は、スパゲッティ、ハヤシライスなど。粒あんとこしあんの両方が好き。
山根の父
声 - 津久井教生→金光宣明（第2期：第1469話Bパート - ）（2025年3月2日 - ）
名前は不明。怒りっぽく熱い性格。亭主関白の典型で、息子にはスパルタ教育を行使し、見兼ねて止めようとする妻を突き飛ばしたことがあった。息子の胃腸の弱さが気に入らず、授業参観の際に「強と言う名前を折角付けてやったのに何で胃腸が弱いのだ」と無茶苦茶な活を入れていたが、後日息子がプレッシャーに耐えきれず大暴れした時は自分の言動を反省して謝罪した。それ以降厳格なのは相変わらずだが、息子が悪夢にうなされた際に真っ先に駆けつけるなどの一面を見せている。
ヒロシとは親交が深く、酒を酌み交わしたり釣りに行ったりしたことも。
「シスオカ産業株式会社」という企業に勤めている。
山根の母
声 - 水谷優子→豊嶋真千子
名前は不明。熱血で気性の荒い夫には困惑しており、スパルタ教育を受けている息子を気の毒に思っているものの、夫に逆らうことが出来ず、時には突き飛ばされたこともある。
控えめな性格・顔・体型は息子に遺伝しており、胃腸の弱さも母親譲り。登場初期は顔の形が現在よりも細長かった。
とし子の母
声 - 岩坪理江→水城レナ→馬場澄江
名前は不明。娘に似た顔立ちをしている。
メルヘンチックな人柄で、趣味はガーデニングとお菓子作り。まる子らが遊びに行くと手作りのお菓子を出してくれる。
アマリリス
声 - 増田有宏→ならはしみき
みぎわが飼っているブルドッグ。
みぎわから溺愛されており、運動不足気味。
色は現在は白だが、アニメ初登場時は茶色で声も低かった。初登場時クレジットでは「ブルドック」と表記。アマリリスという名前は、初登場時には既に健在していた。
OP「おどるポンポコリン ももいろクローバーZバージョン」では、まる子、ミス・ビクトリアと共に笑顔でダンスを踊る。
アニメ化30周年記念に公式LINEアカウントで行われた人気投票では、佐々木のじいさんと同票の23位だった。
前田の祖母
声 - 山本圭子
前田の祖母。名前は不明。
優しい性格で、孫娘のわがままに困る事もあるが、彼女のことを大切に思っている。一度、前田に対し、きつく当たった事がある。
前田がまる子とトラブルになって喧嘩をした時の夕方、彼女と一緒にさくら家に来てまる子とすみれ2人に謝罪した事もある。

### その他の関係者
校長先生
声 - 田中亮一
本名不明。まる子たち曰く「ロクなことをしゃべらないにもかかわらず朝礼などのあいさつが長い」。メガネをかけた50歳代の男性。
児童からは馬鹿にされているが、避難訓練の際に自身がかぶっているヘルメットをバカにした男子児童を「お前のようなバカ者が一番先に死ぬんだ!」と全校生徒の前で一喝して泣かせたことがある。
「お手紙週間」の時期には「朝礼の話をもっと短くしてください」という手紙を1通だけ受け取った。
2025年1月5日放送の『アニメ35周年記念 熱唱！ちびまる子ちゃん歌謡祭』では、久しぶりの再登場を果たし、観客として登場した。
大石（おおいし）先生
声 - 山本圭子→山本百合子（第2期：第1500話）
演 - 不明（2006年スペシャルドラマ版）
元々は『ちびまる子ちゃん』本編ではなく、さくらももこの『ほのぼの劇場～放課後の学級会～』に登場した、まる子が4年生の時の担任。後に他の学校へ異動する。
アニメ版では「放課後の学級会」が本編用にアレンジされ、音楽の先生に設定変更された。
優しく気さくな人柄。児童たちからの人気も高く、まる子もとても慕っている。まる子たちが4年生になる前に他の学校へ異動する（ちびまる子ちゃんは3年生の3学期が終わっても4年生になるわけではなく、再び3年生の1学期に戻る設定〈時代設定を1974〜5年に固定している〉のため、その後も登場している）。
2025年1月5日放送の『アニメ35周年記念 熱唱！ちびまる子ちゃん歌謡祭』では、観客として再登場した。
実際にさくらが小学校4年生のときの担任だった人物で、さくらの漫画デビュー作「教えてやるんだありがたく思え!」やさくらのエッセイにも少し登場している。さくらは、温かい心を持った先生で好きだったと述べている。小学校卒業後も、時々遊びに行くなど繋がりがあり、成人後は、自身の上京に難色を示す両親（特に母親）を説得するのを助けてもらったと述べている。浜崎憲孝も、優しい先生だったこと、彼女のおかげでプール嫌いを克服できたこと、などを自著で述べている。なお、実在の彼女は2013年春に亡くなっている。
保健の先生
声 - 折笠愛（第1期：第14話Aパート - 第40話）→真山亜子
演 - 不明（まるまるちびまる子ちゃん）
本名不明。まる子が通う小学校の養護教諭。優しく、まる子が寝不足で腹痛を装って休んでいた時も「何でもなくて良かった」と言った。だが一部で厳しい部分もあり、清潔検査の時もまる子の爪が少しばかり長かった時も不合格にした。
2025年1月5日放送の『アニメ35周年記念 熱唱！ちびまる子ちゃん歌謡祭』では、観客として再登場した。
体育の先生
声 - 茶風林（第26話）→飛田展男
氏名・担当クラス・年齢は公表されていないが、年齢は20代から30代と思われる。天然パーマが特徴。
短気かつ厳格な性格で、口調も荒っぽく、滅多に笑顔を見せない。主に授業中に私語をしている生徒を怒鳴りつける描写が多く、時には暴力を振るうことさえあるため、生徒らから恐れられている。
水泳の時間では「プールに跳び込むな」と注意しつつ、水を嫌がる生徒をプールへ放り投げる一方で、逆上がりができない小杉のためには自ら踏み台になっていた等、スパルタながらも決して悪徳な教師では無い事がうかがえる。
浜崎によれば、プールに生徒を無理矢理放り投げる行為は戸川が実際に行っていたと証言しており、史実での戸川がキャラクターのモデルである事が示唆されている。尚、史実での戸川とは異なり、当作品はファミリー向けである事から暴力的な描写は若干抑えられており、浜崎が証言していた様な教室内で喫煙したり生徒らに飲酒させたりする等の非常識な行為は行われて居らず、前述のように教師らしい振舞いも見せる事から、史実での戸川の性格が若干軟化した様なキャラクターと言える。
2025年1月5日放送の『アニメ35周年記念 熱唱！ちびまる子ちゃん歌謡祭』では観客として登場し、珍しく笑顔で歌謡祭を楽しんでいた。
余談だが、1990年12月30日放送のアニメ52話『年越し まる子ちゃん の巻』では、1990年最後の放送回という事もあり「来年（1991年）も よろしくお願いします！」という挨拶を 大勢のキャラクター達が言う場面でも、珍しく笑顔で挨拶をしていた。
永沢 一雄（ながさわ かずお）
声 - 茶風林
永沢の父。1932年（昭和7年）生まれの42歳。息子2人と同じタマネギ頭で、君男とは顔も似ている。息子に対する抑圧がやや強い。
『永沢君』では下の名前は「秀夫」とされている。登場は1コマだけだが、可愛げのない長男の君男をあまり大事にしておらず、可愛げのある次男を太郎と名付けていた事が判明している。
永沢 ヨシ子（ながさわ ヨシこ）
声 - 水谷優子→豊嶋真千子
永沢の母。新築祝いには花輪家から西洋の鎧を贈られ、唖然とした。
腰が低く、基本的には普通の人。ただし、金にがめつい一面もあり、さくら家が買い物していたスーパーで安売りの対象に入っていた醤油が一度に3本までしか買えない事に対してレジ店員に大声で文句を言い、息子に肩身の狭い思いをさせた（その様子はまる子に見られており、永沢はまる子に同情された）。家族の中で唯一タマネギ頭ではない。
名前は『永沢君』で判明。
永沢 太郎（ながさわ たろう）
声 - 浦和めぐみ→渡辺菜生子→浦和めぐみ
永沢の弟。まだ乳児である。兄と父同様タマネギ頭だが、顔は似ていない。次男でありながら名前が「太郎」なのは、兄に比べて可愛げがあったからだという（『永沢君』での設定）。
名前を聞いたとき、まる子と丸尾には犬に間違えられた。
アニメ化30周年記念に公式LINEアカウントで行われた人気投票では、戸川秀之（戸川先生）と同票で30位だった。
山田の母
声 - 浦和めぐみ
本名不明。性格はかなり厳しく、根が真面目。
ローラースルーゴーゴーの話題になった際、ローラースルーゴーゴーを終始略さなかった。
山田の祖父
声 - 松岡文雄（第121話）→青山穣
本名不明。眼鏡をかけた老人。頑丈な泥団子の作り方を知っている。シロという犬を飼っている。妻（山田の祖母。同じくメガネをかけている）は1年前に死去している。
2025年1月5日放送の『アニメ35周年記念 熱唱！ちびまる子ちゃん歌謡祭』では、観客として再登場したが、なぜか山田と、山田の両親とは離れた席に座っていた。
花輪の父
本名不明。富豪で、普段海外に滞在している。パリ、ロンドン、ミラノ、ニューヨークに店を持っている。6月に結婚したらしい。活きオマール海老のフリカッセソテーヌ酒風味が一番好きらしい。
花輪の母
声 - 天野由梨（第1期：第100話、第101話）→折笠愛→渡辺菜生子（第2期）
本名不明。29歳。スレンダーな体型をしている。まる子いわく「女優さんみたいに美人」。デザイナーの仕事をしており、夫と海外に滞在していることが多く、あまり日本にはいない。
息子のことは「カズちゃん」と呼んでいる。ピアノが得意。
小杉の父
声 - 川津泰彦
本名不明。恰幅が良く、大食いではあるものの、息子ほどではない。
息子の異常な食欲を「どこか悪いのではないか」と心配していた。
小杉の母
声 - 田野めぐみ
本名不明。小太りな体型。息子とそっくりな顔をしており、大食いだが常識の範囲内である。
息子の常識外れの食欲を心配して病院に相談しに行ったことがあり、息子が食べすぎないようにと料理をわざと美味しくないように作るなどしている。息子の食べ物関連の自己中心的な行動には厳しく対応しており、怒らせると非常に怖い。
長山 小春（ながやま こはる）
声 - 白鳥由里→松来未祐（第2期：第397話 - 第1007話Aパート）→広橋涼（第2期SPECIAL24）
長山の妹。本来なら2年生なのだが、1年生の夏休みに大病を患って長期入院をしたため原級留置で留年し、1年生のままである。
長山家では唯一、眼鏡をかけていない。
2025年1月5日放送の『アニメ35周年記念 熱唱！ちびまる子ちゃん歌謡祭』では、まる子と友蔵が唄う『てんとう虫のサンバ』の歌に合わせて、黄色のてんとう虫の衣装を着て、とみ子、ひろあきと共に踊った。
藤木の父
声 - チョー
本名不明。顔と髪型は息子に似ている。
性格は物腰穏やかで堂々としている。息子がクラスの皆から卑怯者呼ばわりされていることを知るや否や「お前がちゃんと育てないから茂が卑怯者に育ったんだ!」と妻に責任をなすり付けようとした結果、夫婦喧嘩が始まり、終いにはお互いに顔を真っ赤にしながら「卑怯者」と罵倒し合っていた。
藤木 まさえ（ふじき まさえ）
声 - 佐々木優子→中友子
藤木の母。息子と夫と顔が似ている。
息子が学校で卑怯者扱いを受けていることを気にしており、彼が卑怯なことをしたと相談すると、ものすごい剣幕で怒り、夫とも喧嘩になる。
名前は『藤木のひきょうを直す会』で判明。
みぎわの母
声 - ならはしみき
本名不明。娘とは顔つきがよく似ている。
性格は温和で上品。髪型は団子頭（シニヨン）。娘を「花子さん」と呼んでいる。
関口の母
声 - 佐々木優子
本名不明。眼鏡をかけている。息子の散髪を失敗したことがある。息子が盲腸になった際は病院に駆けつけている。
長らく出番が無かったが、2025年1月5日放送の『アニメ35周年記念 熱唱！ちびまる子ちゃん歌謡祭』で、観客として再登場を果たした。
かよ子の母
声 - 水谷優子→豊嶋真千子→井上麻里奈
本名不明。年齢も若く美人。娘と同じく、少々ドジでおっちょこちょい。
2025年1月5日放送の『アニメ35周年記念 熱唱！ちびまる子ちゃん歌謡祭』では、観客として登場した。
実在の人物で、実在の浜崎憲孝とも接点がある。2019年8月時点では健在。
冬田の祖父
声 - 田の中勇→川津泰彦
本名不明。彫りの深い顔をしている。孫娘に甘い。
しばらく出番が無かったが、2025年1月5日放送の『アニメ35周年記念 熱唱！ちびまる子ちゃん歌謡祭』で、観客として再登場した。
村岡の奥さん
4コマ版に登場。本名不明。冬田の母親の姉にあたり、冬田とは伯母と姪の関係。すみれとは、買い物先で世間話をしたりする。
外見は冬田に似ており、杉山は彼女に対しても「大仏そっくり」と思い浮かべていた。
とくぞうの母
声 - 摩味
本名不明。花屋を経営している。
2025年1月5日放送の『アニメ35周年記念 熱唱！ちびまる子ちゃん歌謡祭』では、観客として登場した。
城ヶ崎の母
声 - 金月真美
本名不明。娘に似て美人。スタイルも良い。
2025年1月5日放送の『アニメ35周年記念 熱唱！ちびまる子ちゃん歌謡祭』で、観客として再登場した。
城ヶ崎の父
声 - 平井啓二
本名不明。口髭を生やしている。娘曰く「ヴァイオリンが得意」。
2025年1月5日放送の『アニメ35周年記念 熱唱！ちびまる子ちゃん歌謡祭』で、観客として再登場した。
ベス
城ヶ崎の愛犬。城ヶ崎から溺愛され、たびたび永沢に向かって吠える。
杉山の母
声 - 浦和めぐみ
本名不明。若くて美人。
2025年1月5日放送の『アニメ35周年記念 熱唱！ちびまる子ちゃん歌謡祭』では、観客として再登場を果たした。
沢井さんの父
声 - 阿座上洋平
本名不明。後ろ姿のみの登場。家の中に現れたゴキブリに悩まされていた。
折原の妹
声 - 浦和めぐみ（第1期：第20話Aパート）
本名不明。兄とは顔立ちが似ていない。兄からはおんぶしてもらうなど親切にされており、まる子はその様子を見て兄への認識を変えることとなった。
大野君のお爺ちゃん
演 - 酒井敏也（2022年舞台版）
舞台「まるステ」オリジナルキャラクター。本名不明。大野けんいちの祖父。単身清水に戻ってきたけんいちを預かっている。

## 3年4組以外の児童

### さきこのクラスメイトと関係者
高橋 よし子（たかはし よしこ）
声 - ならはしみき、中友子（第1期：第66話）（1991年4月7日）
演 - 野口真緒（第2作）
さきこの親友で、通称「よし子さん」。苗字は『お姉ちゃん、本気で怒る』（2013年6月9日放送）で、ゼッケンに表記されていたことから判明。同じクラスの小山に片想いしている。メガネをかけた穏やかな雰囲気の少女。性格は真面目で繊細。さきことは交換日記をしている。ハムスターとグッピーを飼っている。さくら家に繁殖したグッピーを譲ったことがあるが、後にたまえの提案でまる子がザリガニを入れた結果、食い荒らされて全滅してしまった。
よし子の父
声 - 掛川裕彦
本名不明。眼鏡をかけている。
よし子の母
声 - 浦和めぐみ、中友子（代役）
演 - 西村知美（第2作）
本名不明。口元にしわがある。
望月 ゆり（もちづき ゆり）
声 - 中山さら
さきこの友人。髪型はポニーテールで可愛らしい女の子。
根岸（ねぎし）
声 - 菊池正美
さきこの友人。肥満体でそばかす顔。サッカー部に所属しており、絵もとても上手。とても優しい性格の男子で、小学4年生の妹がいるため、年下の面倒見もいい。小山とは親友同士。まる子には「顔は悪いけどいい奴」「太めで何かこうちょっとアザラシって感じの人」と評されている。
小山（こやま）
声 - 柏倉ツトム（現：カシワクラツトム）
さきこの友人。優しく爽やかな美少年。よし子に想いを寄せられているが、全く気づいていない。まる子はさきこに指摘されるまで、小山と根岸を取り違えていた。
双子の兄弟2人
声 - 不明
『まる子双子がうらやましい』（1991年8月18日放送）に登場。本名不明。顔が瓜二つで、まる子をして「変な顔」と言うような外見をしている。さき子によれば、容姿だけでなく頭も性格も悪いとの事（ナレーターに「親にとって最悪のパターンである」と突っ込まれた）。兄の方はアゴの下にホクロがあり、弟には目の下にホクロがある。
武田 勝（たけだ まさる）
声 - 松野太紀
『大野君と杉山君』（映画および映画原作）に登場。生徒会長を務める男子。
さきこの担任
声 - 折笠愛（第1期：第3話Aパート）（1990年1月21日）
さきこのクラスの担任であり、家庭訪問でさくら家を訪れた眼鏡をかけた女性教師。優しい性格であり、まる子が散らかした子供部屋を見て取り乱したさきこを宥めた。
2025年1月5日放送の『アニメ35周年記念 熱唱！ちびまる子ちゃん歌謡祭』では、観客として再登場を果たした。

### その他の児童
武田 洋（たけだ ひろし）
声 - 石田彰→神谷浩史（第2期：第920話Aパート - ）（2013年9月8日 - ）、日比愛子（代役）
子供の日にまる子と出会い、意気投合した小学5年生。まる子と同じ入江小学校に通っている。1963年度生まれ。いつも被っている帽子と、首から下げたカメラが特徴。写真撮影が好きで、将来の夢はカメラマンになること。まる子からは「ひろし君」と呼ばれている。
お小遣いやお年玉を貯めて買ったポラロイドカメラで、風景などの写真を撮り歩いている。家の物置小屋を自分の部屋にしており、女子禁制と決めていたが、まる子を特別に招き、そこでお互いの夢を語り合った。カメラ趣味でたまえの父とは気が合う。たまえの父と同様、雑誌に送った写真が入選し、ライカのカメラを手に入れた。
父は故人。兄は昔から絵描きになることが夢だったが、父の死をきっかけに絵を描くことをやめ、現在は医者を目指し勉強に励んでいる。それを快く思わない洋は、「好きなことを捨てちまうのが大人になるってことなら、俺は子供のままでいい」と言い、まる子もそれに同調した。
2025年1月5日放送の『アニメ35周年記念 熱唱！ちびまる子ちゃん歌謡祭』では観客として登場しており、カメラを持参していた。
村田 夏美（むらた なつみ）
声 - 大谷育江→こやまきみこ→杉本沙織→伊藤かな恵
演 - 笠菜月（第1作）
なかよしの集いで、さきことペアになった小学1年生の女の子。1967年生まれ。愛称は「なっちゃん」。
さきこにとても懐いていて、本当の姉のように慕っている。まる子には嫉妬から意地悪な振る舞いをしていたために対立したが、まる子がさきことお揃いの募金の羽を渡すという対応をして和解した。しかし、この行動が原因でまる子はクラスの男子から誤解され、散々な目に遭うことになる。
初登場の回以降は、まる子と仲良くなっており、「まる子お姉ちゃん」と呼んでいる。
2025年1月5日放送の『アニメ35周年記念 熱唱！ちびまる子ちゃん歌謡祭』では、観客として登場した。
まち子ちゃん
声 - 白鳥由里
まる子たち3年生が世話をした1年生の一人。ドライで意地っ張りなように見えて、まる子にお礼の手紙や折鶴や似顔絵を送るなど、実はかわいらしい女の子。
中山 ゆり子（なかやま ゆりこ）
声 - 浅野真澄
1963年生まれで、5年生の学級委員。丸尾の初恋の相手。花係も担当している。

クミちゃん
声 - 大空直美
まる子が世話をした1年4組の女子生徒。最初、ランドセルを前に背負っていた。
小池（こいけ）
声 - 白石涼子
まる子の隣のクラスの男の子。メガネをかけている。
『クイズどんどこどん!』というクイズ番組で優勝し、ハワイ旅行へ行くことができた。
その後クラスメイトから「ハワイ」と呼ばれている。
モデルは集英社の編集者である小池正夫で、作者の同級生の弟でもある。
田口（たぐち）
声 - 神谷浩史
図書室でまる子とたまえの「なぜピカソが有名なのか」という話題に聞き耳を立てていた上級生の少年。盗み聞きして得た情報を友人の黒木にひけらかそうとするも、失敗した。
『物からのメッセージ？』（2019年9月1日放送）で黒木と共に再登場した。

## 街の住民
佐々木 茂男（ささき しげお）
声 - 掛川裕彦
演 - きたろう（第1作）、ヒロシ（第2作）
3月27日生まれ。好きな食べ物は煮魚、鍋物。
通称「佐々木のじいさん」。呉服屋「佐々木呉服店」の店主だが、店は妻と息子に任せ、専ら街路樹の世話をしている。30年間毎日の様に町内の木や草花の世話をしており、一度市民会館の小ホールで行われた「第5回 我が町づくりに貢献した人を賛える会」にて表彰されている。
木にかける情熱は凄まじく、「佐々木のじいさんの木の生命力をたたえる歌」（2004年10月20日発売「まるまるぜんぶちびまる子ちゃん」に収録）という、木を讃える自作曲まで存在する（作中での設定は自作曲だが、原曲は第1期からあったBGMの曲）。まる子らからは上記の愛称で呼ばれるが「佐々木君のおじいさん」とよばれることもある。
自宅には手塩にかけて育てた花々が咲き乱れる庭園があり、まる子らに「天国」と称されたほどの素晴らしさである。空襲の時に虚空蔵山の木によって九死に一生を得たことがきっかけで、木に恩返しするために木の世話を始めたらしい。普段は誰に対しても怒りの表情を一切見せないとても温厚な性格だが、植物を傷つける者がいると、別人の如くものすごい剣幕で激昂する。
新潟県に親戚がおり（後述）、よくさくら家へ煎餅をおすそ分けしている。
2025年1月5日放送の『アニメ35周年記念 熱唱！ちびまる子ちゃん歌謡祭』では、妻と共に観客として登場した。
アニメ化30周年記念に公式LINEアカウントで行われた人気投票では、アマリリス（みぎわのペット）と同票の23位だった。
松岡 三郎（まつおか さぶろう）／みまつやのオヤジ
声 - 菊池正美
演 - 田中要次（第2作）
10月25日生まれ。好きな食べ物は芋の煮っ転がし、サンマ。
『みまつや』という雑貨店を営み、クリスマスや豆まきなどの町内会の催しには必ずといっていいほど登場する明るく元気のいい中年男性。周囲からはやや軽んじられているようで、クリスマス会の時、怪しげなサンタの格好で現れたがすぐに見破られてしまったり、七夕の夜に子供たちを対象に開いた映画の上映会で「シンナーは止めよう」なる啓発映画らしき物や、みまつや自主制作の清水市のPR紹介の映画「わが町内 町のくらし」を流したがヒロシやまる子・さきこ・たまえら子供たちからの評判は悪かった挙句、はまじがシンナーによって崩壊していく息子を嘆く母親のモノマネを披露し、結果として映画鑑賞よりもモノマネで盛り上がってしまったり、巴川の花火大会で、「雑貨のみまつや」「明日からバーゲン」と書いたしかけ花火を打ち上げ店やバーゲンを宣伝したが効果はないばかりかまる子たちに陰口を言われ、バーゲンの売り上げも昨年と変わらなかったり、小学校の避難訓練後、まる子たちが住む地域の避難所（社務所）で、子供たちに地震の恐ろしさを語ったが、前述のとおりクリスマス会など町内のイベントによく登場するため、子供たちからは「サンタの格好してる みまつやのオヤジだ。」「オヤジ！ドンとやれ！」などと冷やかしを受け、ナレーターからも「町内の色物担当が、真剣な場に現れては困る。」と言われたりと、散々な扱いである。
電子計算機を持っている。
アニメでは準レギュラーとして登場しており、2025年現在は、まる子を始めとする子供達とも 友好的な関係になっている。
2025年1月5日放送の『アニメ35周年記念 熱唱！ちびまる子ちゃん歌謡祭』では、妻と共に観客として登場した。
川田 守（かわだ まもる）
声 - 津久井教生→金光宣明（第2期：第1417話 - ）（2023年12月31日 - ）
9月12日生まれ。
宝物は自宅で飼っているオオウナギ。
20年前、街路樹の世話をしている佐々木のじいさんに感服し、自分の名前にちなんで近くの巴川（清水区内に実在する川）を守ることを決意した。20年間川を守っているため、前述の会で草花や植木の世話を30年続けている佐々木のじいさんと共に表彰されている。
こまめな清掃や水質調査をし、川の生態系を壊さないよう考え繁殖や放流に努めたり、自宅で繁殖させた魚を放流したりしている。その努力により巴川に魚が増え、また川の清掃をして環境を整えている。しかし、魚が棲みやすくなる一方で、自宅は水槽で埋め尽くされ住みにくくなっている（家の押入れを改造しガラスをはめ込んで水槽を作り水槽部屋にしてしまったため、家族の荷物を置く場所がなくなり、庭に小さな物置場所を作って使用している始末）。
「まる子と鯉姫様騒動」（2003年5月4日放送）では家の庭にひょうたん池を作り、鯉などの魚を放している。
家を改築するために貯めていたお金を水槽部屋につぎ込み、魚の世話まで手伝わせる夫に妻の心労が重なっている。
2025年1月5日放送の『アニメ35周年記念 熱唱！ちびまる子ちゃん歌謡祭』では、妻、幸子と共に観客として登場した。
川田さんの妻
声 - 麻見順子
下の名前不明。夫の趣味や魚の世話に心底疲れ果てているため、彼を皮肉ることも。しかし鯉のいる水槽をつついたはまじを窘めたり、魚の子供の成長を喜んだりと魚をかわいがって育てており、家で育て川に放流した魚の成長ぶりに感動し「愛おしくてたまらない」と言っている。
川田 幸子（かわだ さちこ）
声 - 摩味→田野めぐみ
川田の娘。高校生。
母同様、父の趣味に呆れる描写が多いが、母に比べると好意的に捉えている。
吉川 みどり（よしかわ みどり）
声 - 浦和めぐみ
1965年10月21日生まれ。好きな食べ物は肉団子、ビーフシチュー。好きな歌手はフォーリーブス。好きな花はカスミソウ。通称「みどりちゃん」。
正月、ひょんなことからさくら家に遊びに来た。友蔵の友人の孫で、まる子と同学年だが、違う小学校に通っている。常に敬語で話すなど丁寧で、まる子のことも「まる子さん」と呼ぶが時々「さくらさん」と呼ぶこともある。変わり者で、些細なことですぐに泣くのでまる子は面倒くさがっている。その上負けず嫌いで、かるた取りなどで負けた際には大泣きしていた。その性格のためか、学校には友達がいない。
まる子とひろあきには最初「男か女かわからないし怪しい」と思われていた（顔がはまじに似ている）。初登場時には「さくら家の家系ではないにもかかわらず、お年玉をもらおうとしてさくら家の新年会に現れたのではないか」という疑惑をかけられた。
学校のスケート教室で行ったスケート場で颯爽と滑る藤木の姿に見惚れ、そして転びそうになったところを藤木に助けてもらってから、ずっと片想いしている。
アニメ放送開始20周年記念スペシャル「友達になろう！！」の巻では、既にまる子が1年生のときに開いた誕生会に出席している。
2025年1月5日放送の『アニメ35周年記念 熱唱！ちびまる子ちゃん歌謡祭』では、藤木、永沢、はまじ、ブー太郎と共に、『学園天国』を歌って踊る事になったが、本番前は、緊張して自信を無くしていた。しかし、やる気になり、見事に最後まで歌って踊る事に成功した。
アニメ化30周年記念に公式LINEアカウントで行われた人気投票では、ビッキー（花輪のペットのメス犬）と同票の25位だった。
高丸（たかまる）
声 - ならはしみき→佐々木優子
さくら家の隣人。下の名前不明。さくら家とは何かと縁があり、色々な物をまる子たちにくれる（が、物によってはそれが原因で、まる子とお姉ちゃんがケンカをすることもある）。
3年かけてベルマークを2,165.5点集めたことがある。
アニメ1期では名前のみ登場。
2025年1月5日放送の『アニメ35周年記念 熱唱！ちびまる子ちゃん歌謡祭』では、夫、娘と共に、観客として登場した。
高丸さんの夫
声 - 麻生智久→平井啓二
眼鏡をかけている。下の名前不明。
高丸さんの娘
声 - 前田愛
下の名前不明。女子高生で、まる子と仲がいい。ピアノ、羽根つきが得意。
中野 小心（なかの しょうじん）
声 - 麻生智久
演 - 温水洋一（第1作・第2作）
友蔵の友人（さくら家と町内は別）。好きな食べ物はごま、きゅうりの古漬け、ちりめんじゃこ。島倉千代子が好き。星座はかに座、血液型はA型、誕生日は6月30日。普段の一人称は「私」、心の中の一人称は「ワシ」。
名前の通り気が小さく、極度の照れ屋。すぐ顔が赤くなり、モジモジしていることが多い。恥ずかしがり屋で、相当な心配性。おまけにマイナス思考。謙虚で根はいい人。
俳句を詠むのが趣味だが、腕はイマイチ。
「いい人」すぎるのが災いし、さくら家からは頻繁に誤解され、騒動に巻き込まれていく（しかも上記の性分から本人は真実を言い出せずに話がこじれることもある）。
妻とはお見合いで知り合ったらしく、2人で穏やかに過ごせることに幸せを感じている。
原作では髪を生やしているが、アニメではハゲ頭。大抵額に冷や汗を浮かべている。
俳句大会や町内運動会で優勝するなど、思いがけない活躍をして注目を浴びることがある（そこから騒動に発展することもあり、本人は迷惑している）。足が速く、「韋駄天さん」の異名をとる。
アニメでは第2期から登場。
2025年1月5日放送の『アニメ35周年記念 熱唱！ちびまる子ちゃん歌謡祭』では、夫婦仲良く歌謡祭を楽しむ観客として登場した。
アニメ化30周年記念に公式LINEアカウントで行われた人気投票では第10位だった。
中野さんの妻
声 - 摩味
下の名前不明。夫同様に極度のマイナス思考の持ち主で、顔も酷似している（但し、若い頃はほとんど似ていなかった）。
みつやのおばさん
声 - 中友子
名前は不明。甘味処「みつや」の店主。第1期のオープニング（ゆめいっぱい）では登場しないが、みつやがメインで登場している。
まる子が小学3年生の時の一学期の終業式の日にお姉ちゃんとまる子が2人でかき氷を買いに来た。
「みつや」は実在の店で、現在は閉店している。

## 外国人
マーク
声 - 山口勝平（第1期：第100話、第101話）（1991年12月8日、1991年12月15日）→菅沼久義
花輪の友人のアメリカ人。花輪家に遊びにきていたときに、まる子にボロボロの黒ひげ危機一発をプレゼントされる。美形でなおかつ性格もいい。
2015年に上映された 劇場版3作目『イタリアから来た少年』でも再登場を果たし、花輪家にホームステイする。
2014年5月4日からの「100万年の幸せ！！」2代目EDにも登場した。
2022年ミツウロコCM『ミツウロコ トレイン篇』では、プサディと共にゲスト出演を果たした。
プサディ
声 - 天野由梨
南の島に住んでいるタイ人の女の子。南の島のバンガローの主人の娘。好きな食べ物はタイ風焼きそば、タピオカ。まる子が南の島に行った時に仲良くなった。大らかで気さくな性格。英語も話すことができ、父親とまる子に日本語も少し教わった。難しい英語はわからないらしい。
初登場時は父親の後ろに隠れていて、まる子がプサディを最初に見た時の感想は「まる子と同じくらいの女の子」だった。最初に話しかけたのはプサディの方からで、英語で自己紹介している。南国の踊りをまる子に教え、まる子は阿波踊りを教えた。活発な女の子で、離れ小島をまる子と大冒険した際、まる子に「はりきり屋ちゃん」と言われている。まる子と別れる時には泣きながら手紙を持たせた人形をプレゼント。手紙には日本語で、「マるコ、ワスレ、ナイで。プサディ」と書かれていた。
その後、『ちびまる子ちゃん100回記念』の巻でまる子と念願の再会を果たした。
2011年5月1日からのOP「ちびまる子ちゃん誕生25周年バージョン」に登場している。
2014年5月4日からの「100万年の幸せ！！」2代目EDにも登場していた。
2019年4月7日からのOP「ももいろクローバーZバージョン」にも登場した。
2025年1月5日放送の『アニメ35周年記念 熱唱！ちびまる子ちゃん歌謡祭』では、父親と共に、観客として再登場したが、まる子との関わりの場面は無かった。
アニメ化30周年記念に公式LINEアカウントで行われた人気投票では11位だった。
リリィ
声 - 丹下桜
『すてきな夏休みの始まり』（1995年7月30日放送）で初登場する、藤木が花輪の別荘で出会ったハーフの女の子。父親はイギリス人で、母親は日本人。
日本に来たばかりで友達がいなかったが、まる子たちと話すうちに仲良くなった。リリィに一目惚れした藤木は、その後彼女にラブレターを出すが、リリィ本人は藤木を「ギターを弾いてくれた人（花輪）」と勘違いし好意的な返事を出し、藤木のことは覚えていなかった。
アニメでの髪型は縦巻きパーマだが、漫画ではストレートヘアーになり、名前の表記が「リリー」となっている。
2023年のミツウロコCM『ミツウロコの旅篇』では、プサディと共に、ゲスト出演を果たした。
2025年1月5日放送の『アニメ35周年記念 熱唱！ちびまる子ちゃん歌謡祭』では、観客として再登場を果たした。
ポーラ
声 - 広橋涼
花輪の友人であるフランス人の女の子。まる子と親交を深める。後日には日本語を話せるようになる。日本語が大好き。
2025年1月5日放送の『アニメ35周年記念 熱唱！ちびまる子ちゃん歌謡祭』では、観客として再登場を果たした。
シン
声 - 岸尾だいすけ
『まる子、落書きで通じ合う』（2014年6月22日放送）で登場。
夏休みに日本にやってきたインド人の男の子。最初は馴染めなかったが、シンが描いた落書きを見たまる子たちと仲良くなり、日本が大好きになった。

### 映画「イタリアから来た少年」/漫画「キミを忘れないよ」に登場する外国人
アンドレア
声 - 中川大志
幼少期：森迫永依
イタリアから日本にホームステイしてきた少年で、「イタリアから来た少年」「キミを忘れないよ」のメインゲスト。半年前に他界した祖父の名前がマルコで、（あだ名ではあるが）同じ名前を持つまる子に興味を持ち、さくら家をホームステイ先に選んだ。日本へのホームステイは、祖父の友人が経営する料理店を探すという目的もあった。将来の夢はカメラマン。
シン
声 - 劇団ひとり
インドから日本にホームステイしてきた少年。前述の「まる子、落書きで通じ合う」に登場したシンとは別人。浜崎家をホームステイ先に選んだ。たまえとシンニーにも興味を持っている様子。
ネプ
声 - パパイヤ鈴木
ハワイから日本にホームステイしてきた少年。小杉家をホームステイ先に選んだ。恰幅のいい姿をしている。食い意地は、小杉にも劣らない。非常にマイペースな性格で、小杉家に持参したハワイ土産を自画自賛し、小杉を呆れさせた。
ジュリア
声 - 渡辺直美
ブラジルから日本にホームステイしてきた少女。野口家をホームステイ先に選んだ。ダンスが得意。映画では漫画とは異なり恰幅のいい姿をしているが、担当声優が渡辺直美に決定したのを受けて、彼女をイメージしたデザインに変更されたため。
シンニー
声 - ローラ
香港から日本にホームステイしてきた少女。穂波家をホームステイ先に選んだ。
マルコ
声 - 真地勇志
アンドレアの祖父。物語開始時点から半年前に亡くなっている。日本語が堪能で、アンドレアも彼から日本語を学んだ。生前はカメラマンで、第二次世界大戦後の日本各地の写真を撮影していた。彼を知る人々は、豪快に笑う男だったと語っている。

## その他の登場人物
山口 利光（やまぐち としみつ）
声 - 曽我部和恭→徳山靖彦（第449話Aパート - ）（2003年11月23日 - ）
少年期：高戸靖広
演 - 竹山隆範（第2作）
ヒロシの友人で通称「山ちゃん」。ヒロシとは小学生の頃からの大親友。妻と不良の息子がおり、よく屋台やおでん屋でヒロシに家族の愚痴話をしている。
アニメでは初代担当声優の曽我部の引退・死去後（2006年以降）は出番が減っている。
大晦日にもかかわらずヒロシと昼間から酒を飲んでいたこともある。
原作漫画には四コマ版を除き、長らく名前のみの登場だったが、単行本17巻にてようやく登場した。
佐々木 晴彦（ささき はるひこ）
声 - 高戸靖広
佐々木のじいさんの孫。中学3年生。坊主頭でソバカス顔。1960年3月1日生まれ。卓球部所属。根は悪い人物ではないものの、受験のプレッシャーから少し神経質気味。加えて短気な性格（短気な性格は父親譲りでもある）。一方、改心する以前のアキラの荒々しい振る舞いに対しては怯えた様子を見せる。
かつて高校に合格する話が描かれたが（一度は不合格になったものの、翌日に繰り上げ合格の通知が来た）、作中では登場人物は年をとらない設定なので、現在も中学3年生のままである。
佐々木のおばあちゃん
声 - 真山亜子
佐々木のじいさんの妻。兄夫婦は新潟で家族で煎餅屋を営んでいる。
塚田 アキラ（つかだ アキラ）
声 - 太田正道
佐々木のじいさんの妻の兄夫婦の孫。晴彦とは又従兄弟の間柄。16歳で春彦より1〜2歳年上。
新潟県在住で、家は煎餅屋（『塚田米菓』）。リーゼントヘアをしていて、顔立ちは整っている。
高校を中退してディスコで遊び呆け、東京でロック歌手になることを夢見る不良息子だったが、佐々木家の宴会にて傍若無人な振る舞いの末に暴れ出し、それに怒ったまる子とケンカになり、まる子にビンタされたことをきっかけに更生。今はすっかり真面目になって家業を手伝っている。矢沢永吉のファン。
塚田家は今でもさくら家と交流があり、煎餅を贈ってくれる。さくら家からは追分ようかんを送り合い、年賀状のやりとりもしている。
2025年1月5日放送の『アニメ35周年記念 熱唱！ちびまる子ちゃん歌謡祭』では、観客として登場しており、笑顔で歌謡祭を楽しんでいた。
向いのお姉さん
声 - 折笠愛
「まるちゃんおひな祭りに呼ばれる」（1991年3月3日放送）に登場。本名不明。さくら家の向かいに住んでいる。まる子にピンク色のカーディガンをあげた。
小坂（こさか）
声 - 岡和男
「まる子凧上げをする」（1992年1月5日放送）に登場。凧作りの名人で、正月には子供たちに凧を作ってあげている。
石松寿司（いしまつずし）の主人
声 - 掛川裕彦→津久井教生（第418話Bパート）（2003年4月13日）→平井啓二→カシワクラツトム→塩屋浩三
花輪御用達の寿司屋の大将。まる子と友蔵もこの寿司屋に来たことがあり、友蔵は7万5千円もの代金を支払うために、先に買っていたローラースルーゴーゴーを返品する羽目になった。
花輪のおじいちゃん
声 - 宝亀克寿
ヒデじいが23歳のときの主人で、弁護士兼大地主。若い頃のヒデじいをよく信頼した。
小山 貯蔵（こやま ためぞう）
声 - 山口健→増谷康紀
演 - 長江英和（第2作）
ヒデじいが若いころ、花輪家で一緒に働いていた使用人。ケチで貯金ばかりしているため、みんなから「小金貯蔵」と後ろ指をさされていた。ヒデじいとトシ子の仲を引き裂こうとして、主人が大事にしていた壺をわざと割ってヒデじいに濡れ衣を着せようとしたが、その現場を目撃していたおヨネの証言によって失敗した。そして使用人をクビになり、挙句の果てに壺の弁償の為に貯金を全額失い、借金までする羽目になった。数年後にヒデじいと共に出征したが、その時点でもまだ壺の弁償代を支払い切れていなかった。その後の消息は不明。
番外編である「花のお江戸にこんにちは」では、「小金の貯蔵」という彼に酷似した悪役が登場。こちらは関西弁で喋る。
平岡（ひらおか）
声 - 飛田展男→菅沼久義
演 - 忍成修吾（第2作）
20歳の時に出征した、ヒデじいの戦友。婚約者である美津子がいるにもかかわらず、敵地でピンチになった時、自分を犠牲にしてヒデじいを助けようとした。また、初代ドラマ版では名前が「甲田」に変更されている。
アメリカ兵
敵地で見張りをしていた歩兵。迷い込んだ若き日のヒデじいと平岡を狙い接近したところ、陣地内に設置されていた地雷を踏んでしまい爆発に巻き込まれ、妻の写真（ドラマ版では妻と娘との家族写真）を手に取りながら息を引き取った。ドラマ版ではヒデじいと平岡が彼を弔うシーンが追加されている。
おヨネばあさん
声 - 江森浩子→鶴ひろみ
演 - 安達祐実（第2作）
近くに住んでいるおばあさんで町内のご意見番。若い頃は勝ち気で姉御肌のあふれる美女で、花輪家住み込みの家政婦（洗濯担当）をしており、貯蔵に嵌められ、窮地に陥ったヒデじいを救った。それ以来、ヒデじいとは今も仲良し。
アニメ版ではその後貯蔵と結婚しており、戦地へ向かう貯蔵に対し皮肉めいたことを言っていた（なお、貯蔵が生存しているなら現在の名字は「小山」である）。
長らく出番が無かったが、2025年1月5日放送の『アニメ35周年記念 熱唱！ちびまる子ちゃん歌謡祭』で、観客として再登場を果たした。
元は1992年に放映されたへーベルハウスの二世帯住宅の同作とのコラボCMで登場したキャラであり、後に原作に登場した。
神谷 静子（かみや しずこ）
声 - ならはしみき
「教育実習の先生（前後編）」（1996年6月30日、7月7日放送）に登場する、まる子たちのクラスにやって来た教育実習生。20歳。美人で人気があったが、関口やみぎわなどが陰口を言っていた（隣のクラスの教育実習生と一緒に帰るところを目撃されたのが原因）。まる子の絵を破いた関口に平手打ちしたことで、クラスが大野と杉山をはじめとする彼女を擁護する者と関口やみぎわをはじめとする反対する者で二分してしまった。しかし関口が盲腸になったとき、自分で車を運転して病院に連れて行ったことやまる子が彼女の努力を周りに訴えたことで生徒たちの誤解を解くことができた。
2年後に念願の先生となり、さらにその後自分と同時期に教育実習に来ていた男性と結婚する。
長らく出番が無かったが、2025年1月5日放送の『アニメ35周年記念 熱唱！ちびまる子ちゃん歌謡祭』で、観客として再登場を果たした。
角田 カツオ（かくた カツオ）
声 - 飛田展男
神谷静子と同時期にさきこのクラスにやって来た教育実習生。顔が角ばっている。非常に暑苦しい性格で、放課後になった途端「体を鍛えたい者は俺に付いてこい!」と言いながら体操着に着替えて校庭を走り出すほどである（当然の如く誰も付いて行かなかった）。ことあるごとに「チャアッ！」と決めポーズをとる（走るときも「チャッチャッチャッ」と言いながら走る）。
長らく出番が無かったが、2025年1月5日放送の『アニメ35周年記念 熱唱！ちびまる子ちゃん歌謡祭』で、観客として再登場を果たした。
幼稚園の先生
声 - 八百板万紀
まる子の幼稚園時代の先生。まる子がプールに入らないことに手を焼く。他にも歌を歌わないマキちゃん、通園帽を被らない良ちゃん等に手を焼いていた様子。
大川 ゆうこ（おおかわ ゆうこ）
声 - 水谷優子
まる子の幼稚園時代の友達。ピンクのリボンに三つ編みのツインテールが特徴。プールが大好き。
イチゴ飴を食べて雪を食べると、氷イチゴの味がする事をまる子に教えてくれた子。その後、小学3年生になって今度はまる子がたまえに教えてあげた。
ひろし
声 - 鈴木みえ（現：一龍斎貞友）
まる子の幼稚園時代のクラスメイト。関口に似た容姿の幼稚園児。
「おチンチン仮面」と名乗り裸にバスタオルを羽織って走り回っていたが、後に意外と女の子にモテるようになる。また、理由は分からないが、お弁当を隠して食べる。
のり子（のりこ）
声 - 西村ちなみ
「小鳥屋ののりちゃん」（1996年6月9日放送）に登場。5歳のまる子がよく遊びに行っていた小鳥屋の店主であるおばあさんの孫で、まる子とは同い年。外国の人形のような可憐な少女で、どこか寂しげな雰囲気を醸し出している。まる子からは「のりちゃん」と呼ばれていた。また、まる子のことを「ももこちゃん」と呼ぶ数少ないキャラクター。横浜在住だが、母親の出産のため祖母のもとに預けられていた。最初は無口だったが、まる子と次第に打ち解けて仲良くなる。自分を一方的に清水の祖母に預けた両親を嫌っており、弟が生まれたために父親が迎えに来ると、友達になったまる子と別れなければいけなくなる辛さからここに残るとわがままを言うが、父親と話し合い和解し、まる子と再会を約束して横浜に帰った。しかしそれから間もなく、小鳥屋が店を畳んで引っ越してしまったため、伝手を無くしてしまい、まる子にはのり子との思い出だけが残った。
田辺 和江（たなべ かずえ）
声 - 水谷優子
神奈川県に住んでいるまる子の文通相手。小学3年生ながら大人っぽい雰囲気を漂わせた美少女。恋心を抱く男子に告白しようか迷っているという悩みをまる子に相談するが、告白しない方がいいと返信したまる子と気が合わず、文通をやめることに。のちに「幸福の手紙（不幸の手紙と実質的に同じもの）」をまる子に送りつけるなど腹黒く陰湿な一面も持ち合わせる。
与那嶺 詩子（よなみね うたこ）
声 - 摩味（第1期：第22話Aパート）（1990年6月3日）→上村典子
沖縄に住んでいるまる子の文通相手。小学3年生。声はダミ声で、友達がいないことに悩んでいる。まる子に送ったカセットテープの中で「ハイサイおじさん」を歌った。まる子もヒロシと共に歌謡テープを作り、誕生日プレゼントとして次郎長の三度笠とカッパを贈ったが、その後3カ月でやりとりは途絶えてしまった。
長谷川 修（はせがわ しゅう）
声 - 高戸靖広
「まるちゃんの風船物語」（1991年2月17日放送）に登場。眼鏡をかけている。まる子同様頬が赤い。まる子と文通をし、その後まる子たちと仲良くなる。わらび沢小学校3年1組。カナリヤを飼っている。身長は153センチメートル。妹が1人、弟が3人いるらしい。木登りと野球が得意。足が速い。
隣町の番長
声 - 岡野浩介→岡本寛志
名前は不明。公園で遊んでいたはまじとブー太郎に絡み、永沢を殴り、さらには永沢の弟が乗ったベビーカーを突き飛ばすなど、やりたい放題の悪ガキ。仲間を引き連れ（この内、サッカーボールを当てられた人物は「黒田」と呼ばれていた）、今度はまる子たちに絡むが、そこに現れた大野と杉山に仲間もろどもコテンパンに倒される。
山口（やまぐち）
声 - 鈴村健一
隣町に住む同い年の小学生。まる子たちが作ったヒミツ基地を乗っ取ったが、それはもうすぐ転校するすみ子のためであった。川村とは世界最強コンビを自称しており、隣町ではけっこう有名らしい。
川村（かわむら）
声 - 大塚瑞恵
ヒミツ基地を乗っ取ったメンバーの中の一人。山口とは世界最強コンビを名乗っていた。
ヤス太郎（ヤスたろう）
声 - ゆきじ
ヒミツ基地を乗っ取ったメンバーの中の一人。杉山に「弱そうな奴」と言われて最初にターゲットにされた。「〜でやんす」が口癖。
すみ子（すみこ）
声 - 河原木志穂
ヒミツ基地を乗っ取ったメンバーの中の一人。とてもおとなしく、心優しいかわいい女の子。
安藤 梨恵（あんどう りえ）
声 - 雪乃五月
東京から来た女の子で、夏休みにまる子たちと出会って遊んだ。まる子たちと同じ3年生。大人っぽくて、年上と間違えられた。ピアノが得意で、「亜麻色の髪の乙女」を弾ける。彼女を初めて見た時に幽霊と間違えて驚いた杉山を臆病者呼ばわりし、彼と対立し彼から意地悪もされた。
石川 えり子（いしかわ えりこ）
声 - 金田朋子
『まる子の赤いランドセル』（2004年4月4日放送）で初登場し2005年8月21日の放送でもゲスト出演。横浜から親戚のうちに遊びに来た小学4年生で、革製のランドセルに憧れている。洋服は母親に作ってもらっているらしいが、好みが合わずしばしば母親と衝突する。
鈴木（すずき）
声 - 掛川裕彦
『高原の不思議な女の子』（2014年7月13日放送）に登場する、花輪家の高原の別荘を管理している人。
女の子
声 - 田野めぐみ
鈴木の娘もしくは養子。名前不明。まる子に葉っぱのコップを作ってあげたり、ホタルのいる場所を教えてくれた。
小巴川（こともえがわ）
声 - 山本圭一郎
「まる子、お相撲さんに出会う」（2008年3月30日放送）・「暑さをふきとばせ!」（2014年8月17日放送）に登場する力士。親元から離れ、相撲部屋で毎日稽古している。まる子たちも初対面以来よく知っていて、さくら家に訪問したときは、ちゃんこ鍋をごちそうした。
中学生のお姉さん
声 - 浦和めぐみ（第1期：第31話、第32話、第2期第869話 - 第871話）（1990年8月5日、1990年8月12日、2012年8月19日 - 2012年9月2日）
南の島へ行く船でまる子に話しかけてきた中学2年のお姉さん。その時まる子は「飛行機もお姉さんの隣だったらよかったのにな」と洩らしている。バンガローは5号室で、3号室のまる子とは別だったが「後で遊びに来てね」と誘っている。滞在5日目には、まる子とプサディに南国の踊りを教わり、まる子がプサディに教えた阿波踊りを3人で踊って楽しんだ。翌日、離れ小島にも同行し、大冒険する2人をご飯を炊いて待っていた。帰りの飛行機では、プサディとの別れを悲しむまる子を慰めている。
2025年1月5日放送の『アニメ35周年記念 熱唱！ちびまる子ちゃん歌謡祭』で、観客として再登場を果たした。
おじさん（869話では「親分」表記）
声 - 上田敏也（第1期：第31話）（1990年8月5日）→宝亀克寿（第2期：第869話）（2012年8月19日）
南の島へ行く飛行機で隣だったおじさん。まる子のことを「嬢ちゃん」と呼ぶ。飛行機が墜落するかもだの船が転覆するかもだのとまる子をビビらせて楽しんでいた。しかし、船が転覆するかもと言った時はまる子のあまりのビビりっぷりに謝っている。島のバンガローは10号室で、中学生のお姉さんに続いてまる子を「後で遊びに来てね」と誘い2人を戸惑わせた。
2025年1月5日放送の『アニメ35周年記念 熱唱！ちびまる子ちゃん歌謡祭』で、観客として再登場を果たした。
木村 しょう子（きむら しょうこ）
声 - 高橋由美子
映画『ちびまる子ちゃん わたしの好きな歌』に登場。まる子が静岡で出会った絵描き。路上で似顔絵を描いていたとき、客から文句を言われたところをまる子に助けられた。これをきっかけに、まる子と仲良くなる。まる子には「お姉さん」と呼ばれている。プロを夢見て、雑誌のコンクールなどに絵を送っている。実家の近くのアトリエ（アパートのワンルーム）で絵を描いている。彼氏の佐藤と結婚し、北海道にお嫁にいくことになる。物語ラストで佐藤姓に変わったことが、作中の書物に記されている。
佐藤 良一（さとう りょういち）
声 - 松本保典
映画『ちびまる子ちゃん わたしの好きな歌』に登場。木村しょう子の彼氏。北海道出身。静岡の大学に通っている。実家は牧場を営んでいる。まる子には「お兄さん」と呼ばれている。卒業後は東京で働こうとしていたが、正月の里帰りをきっかけに、実家の牧場で働く決心をする。
大島アイ
声 - 皆口裕子
「ハナと花輪くんの誕生日」（2005年8月7日放送）で登場。1961年生まれの中学1年生。
石橋朋子（いしばし ともこ）
声 - 神田朱未
｢もうひとりのまる子｣（2016年4月10日放送）でまる子が歯医者で出会った女の子。まる子と同じ小学3年生で、容姿もまる子とそっくりだが、性格はしっかりしている。母親は医者で、将来は母親と同じ医者になろうと思っている。自分の部屋には本が置いてあるが漫画は一冊も置かれておらずテレビもあまり見ない。母親から厳しく躾けられており、甘いものを食べることを禁止されている。自分で洗濯もしたりする。

### ドラマオリジナルキャラクター
篠原 葵（しのはら あおい）
演 - 谷花音
『まる子とたまちゃん、風船の手紙を拾う』（2013年10月1日放送）に登場する小学3年生。東京都世田谷区松の丘3028号室（すなわち病院）で入院している。2年まで学級委員をしていた。まる子たちに励まされ、手術をすることを決意する。

## ゲスト出演

### 本人役
押阪忍
声 - 押阪忍
「おじいちゃんベルトクイズに出る」の巻（後編）（1991年5月19日放送）。
山本リンダ
声 - 山本リンダ→平尾明香（2023年10月15日放送分）
「まる子フェスタしずおかへ行く」の巻（1995年8月6日放送）。
長嶋茂雄
声 - 長嶋茂雄
「長嶋選手引退する」の巻（2000年3月26日放送）。
山崎ハコ
声 - 山崎ハコ
「まる子、フォークコンサートへ行く」の巻（2002年7月7日放送）。
島倉千代子
声 - 島倉千代子
「歌は心・人生いろいろ」の巻（2003年6月29日放送）。
Ami
声 - Ami
番組冒頭（2015年1月25日放送）（Amiちゃん表記）。
ふなっしー
声 - ふなっしー
（2月15日 - 3月のフルーツキャッチゲーム、ノンクレジット）
ゴールデンボンバー
声 - ゴールデンボンバー（鬼龍院翔、喜矢武豊、歌広場淳、樽美酒研二）
『ちびまる子ちゃん連載30周年記念1時間スペシャル』内本編の前のおまけアニメ（2017年3月19日放送）。
ももいろクローバーZ
声 - ももいろクローバーZ（百田夏菜子、玉井詩織、佐々木彩夏、高城れに）
「まる子、お茶を楽しむ」の巻（2019年10月20日放送）。
お茶娘として登場。
伊集院光
声 - 伊集院光
1時間スペシャル「ちびまるラジオにちよう七福神」（2021年3月14日放送）。
ラジオブースにスペシャルゲストとして登場。少年時代の回想シーンでは、声は当てられていないものの、彼の家族も登場している。
ロバート
声 - ロバート（秋山竜次、馬場裕之、山本博）
「まる子と3人の風来坊」の巻（2021年8月22日放送）。
萩本欽一
声 - 松尾銀三→萩本欽一→宮坂俊蔵
「ありがとう！みんなのおかげで放送1500回1時間スペシャル」（5月1日放送）に登場した。まる子は友蔵と一緒に欽ちゃんが出る番組を見に行った。また、それ以前にも声ありで登場したが、2022年5月1日の放送で初めて萩本本人が出演した。2023年10月15日放送分ではまた、本人ではない人物が演じていた。
宮園
声 - みやぞん
「大工の宮ちゃんがやってきた」の巻（2023年3月12日放送）。

### 本人以外の役
山口百恵
声 - 清水ミチコ
「まる子百恵ちゃんのコンサートに行く」の巻（1991年6月23日放送）。「お母さん鮎の甘露煮を作る」（1991年12月29日放送）では浦和めぐみが演じている。
木村しょう子
声 - 高橋由美子
『ちびまる子ちゃん わたしの好きな歌』（1992年公開）。
城みちる
声 - 菊池正美
「まる子フェスタしずおかへ行く」の巻（1995年8月6日放送）。
ビートたけし
声 - 松尾銀三
「まる子、浅草に行く」の巻（1996年2月4日放送）。
『永沢君』『ひとりずもう』漫画版にも、作中のテレビ及びラジオ番組内で登場している（『永沢君』ではテレビ番組のみ）。
役不明
声 - ナインティナイン、SMAP、ダウンタウン、とんねるず 役
「平岡君」の巻（1997年7月25日放送）。
うさぎのウサオ君
声 - 中居正広
『27時間テレビ夢列島』内、本編の後のおまけアニメ（1999年7月18日放送）。
クイズ司会者ミスターX役
声 - 中居正広
『FNS26時間テレビ 国民的なおもしろさ! 史上最大!! 真夏のクイズ祭り 26時間ぶっ通しスペシャル』（2006年7月16日放送）。
双子の男の子（しんご と けんご）
声 - 香取慎吾
『FNS27時間テレビ みんな“なまか”だっ!ウッキー! ハッピー! 西遊記!』（2007年7月29日）内の「夏の友情」の巻。話の中に西遊記も登場している。
上羽鴨
声 - 松下奈緒
「まる子、旅館で鴨に会う」の巻（2013年6月16日放送）。2013年4月期の本人主演ドラマ『鴨、京都へ行く。-老舗旅館の女将日記-』と同じ役名。
さくらももこ（作者）
声 - TARAKO
「平岡君」の巻（1997年7月25日放送）、番組冒頭（2015年1月25日放送）、さくらももこ追悼VTR（2018年 - 2019年イベント上映）、「まる子 自分の未来を見にゆく」、「みんなでドライブに行く」、ほか。
前述の通り、アニメでは中高生時代でもおかっぱ頭のままであるのに対し、作者の自画像と同じ三つ編み姿で登場している。作者没後も、追悼VTRに登場したほか、アニメや関連書籍でまる子の未来予想図として描かれた。
まる子たちと共演する場合もある。漫画や雑誌『富士山』では、まる子をからかう発言も多い一方、山根からは「さくらが中年になってここにいるとしか思えない」と評されたことも。
アリス
声 - シャーロット・ケイト・フォックス
「静岡の国のアリス!?」（2016年6月5日放送）。2016年4月期の本人主演ドラマ『OUR HOUSE』と同じ役名。
桑田佳祐
声 - 西谷修一
「もしかして鎌倉？」、「茅ヶ崎の約束」（2017年10月1日放送）。
友蔵の知り合いの男性の孫2人
声 - PUFFY
「熱唱!町内のど自慢大会」（2018年12月23日放送）。
曲芸師・曲芸師のお姉さん
声 - B.B.クィーンズ
「まる子、さすらいのジャグラーに会う」（2019年10月6日放送）。
透
声 - 田中真弓
「約束の紙飛行機」の巻（2019年10月26日放送）。
小さい頃清水に住んでいた杉山の友達。まる子と同じ小学3年生。
露天商のおじさん
声 - 山寺宏一
「ものまねおじさんがやって来た!」の巻（2019年11月10日放送）。
清水で露店を開いていた。物真似が得意で犬と猫の物真似をした。
大島
声 - 児嶋一哉
「ヒロシ、アラスカに行きたい」の巻（2019年11月17日放送）。
ヒロシが居酒屋であった男性。船を持っていて友達と海釣りに行っている。アラスカに行ったこともある。ヒロシをアラスカに誘ったが計画を立てる前にヒロシに断られた。ヒロシに名前を間違われた。
知らないおじさん
声 - 佐藤二朗
「まる子たち、知らないおじさんと遊ぶ」の巻（2019年11月24日放送）。
交番に貼ってあった指名手配写真の顔に似ていたので藤木に指名手配犯だと思われてしまった。
恭子
声 - 広瀬アリス
「清水はやっぱり良いところ」の巻（2019年12月1日放送）。
清水出身。東京に引っ越すので清水の町を見ていたときにまる子たちに会った。
青年
声 - 三浦翔平
「まる子、富士山のような青年に出会う」の巻（2019年12月8日放送）。
吉田リホ
声 - 吉岡里帆
「まる子の孫がやってきた?」の巻（2019年12月15日放送）。
清水出身の死んだおばあちゃんの為に清水の音を録音していた。性格がまる子と似ているのでまる子とたまえに未来から来たまる子の孫ではないかと思われた。
お姉さん
声 - ゆりやんレトリィバァ
「まる子、楽しいお姉さんに出会う」の巻（2021年8月1日放送）。
大阪から祖父母に会いに清水にやってきた。モモという名前の犬を飼っている。
高校生A.B
声 - かまいたち（山内健司、濱家隆一）
「まる子、青春高校生に会う」の巻（2021年8月8日放送）。
少女
声 - 上白石萌音
「まる子とひまわり少女」の巻（2021年8月29日放送）。
芳本春香
声 - 芳根京子
「まる子、春風のようなお姉さんに会う」の巻（2023年3月5日放送）。
お姉さん
声 - 浜口京子
「まる子、気合いを入れる」の巻（2023年3月19日放送）。

### フジテレビアナウンサー
境鶴丸
声 - 境鶴丸
上記の「おじいちゃんベルトクイズに出る」の巻（後編）で出題ナレーションとして担当。
ウサ子君
声 - 西山喜久恵
『27時間テレビ夢列島』内、本編の後のおまけアニメで登場。
ゆうみちゃん
声 - 永島優美
「まる子、運動会がめんどくさい」の巻（2019年10月13日放送）に、まる子の先輩（小学5年生）のゆうみちゃん役として久慈と出演。3年生の徒競走のナレーターを務めた。
あきこちゃん
声 - 久慈暁子
上記の「まる子、運動会がめんどくさい」の巻に、まる子の先輩（小学5年生）あきこちゃん役として永島と出演。
井川せい子
声 - 井上清華
「まる子、町をパトロールする」の巻（2021年8月15日放送）。
博多弁を話す福岡から来た小学生の女の子。小学校3年生である。

## 特別出演
コジコジ
「まる子 自分の未来を見にゆくの巻」に登場。まる子を 漫画家として活躍する未来の彼女のところへ連れて行った。『りぼん』2023年5月号および『週刊少年ジャンプ』2023年18号に掲載された「さくらももこ展（横浜会場）」の告知漫画「まるコジ」にも登場。
次郎
コジコジのクラスメイト。『りぼん』2023年5月号および『週刊少年ジャンプ』2023年18号に掲載された「さくらももこ展（横浜会場）」の告知漫画「まるコジ」に登場。
多田 弘子
「まる子 自分の未来を見にゆくの巻」に登場。作中では「多田さん」と呼ばれている。さくらプロダクションのスタッフで、自分たちの職場を訪ねてきたまる子とコジコジを、ももこ（作者の方）と共にもてなした。作者のエッセイにも時折登場している。
さくらめろん
「まる子 自分の未来を見にゆくの巻」に登場。まる子にとっての未来の息子で、作中では生後6ヶ月の赤ちゃん。
作者の長男・三浦陽一郎本人であるが、作中では名前は明かされていない。その後の出番は、絵日記シリーズ及びエッセイがメインとなっている。
モンキー・D・ルフィ
声 - 田中真弓
本作と同じ集英社の雑誌『週刊少年ジャンプ』に連載されている漫画『ONE PIECE』の主人公。アニメ1000話達成記念で2021年11月14日放送の次回予告に声のみ出演。

## ナレーション
声 - キートン山田（第1期、第2期：第1話 - 第1281話）（1990年1月7日 - 1992年9月27日、1995年1月8日 - 2021年3月28日）→ 木村匡也（『きむらきょうや』名義、第2期：第1282話 - ）（2021年4月4日 - ）
主に登場人物の台詞や行動にツッコむ天の声。アニメでの「後半へ続く（または「後半も続く」）」（まる子の踊りに合わせ「つ・づ・く」と言ったこともあった）のフレーズでお馴染み。
始めは原作での劇中におけるト書きの音声化という位置付けだったが（ト書きは原作初期は特に作者のさくらの声との区分が曖昧であったため、そういった箇所は、さくらの分身であるまる子の独白になったり、ナレーション用のものに改められている）アニメにおいてキートン山田が担当していた時期には「キートン山田」のキャラクターとして登場したり、登場人物と会話することもまれにある。
「後半へつづく」はキートンによるアドリブである。本作ではアドリブは禁じられているが、このセリフのみ例外として採用された（第21話「まるちゃん学芸会に出る」から使われている）。実写ドラマでもナレーターを担当した。まる子のことは、初期では「まるちゃん」と呼んでいた。さくら家に関しては、ヒロシ・友蔵には名前で呼ぶことが多い（特に、ヒロシに関しては名前で呼ぶことがほとんど、また友蔵のことはじいさんとも呼んでいる）が、他の3人は名前で呼ぶことはほとんどない。当初、ナレーター役は別の声優が演じる予定だったが、番宣を頼まれた際にキートンがレギュラーに選ばれた。
キートンの最後の出演回となった「ある春の一日」（2021年3月28日放送）では、牛柄の猫「ベル」を飼う一家の父親役（ノンクレジット）も務め、劇中で「ありがとう、まるちゃん」とまる子に語った。オープニング「おどるポンポコリン（ももいろクローバーZ ver.）」最後の「始まり始まりである」のフレーズは、キートン降板後も彼の声が継続して使用されていたが、2024年4月21日放映分からは木村匡也に変更された。
2025年1月5日放送の『アニメ35周年記念 熱唱！ちびまる子ちゃん歌謡祭』では、台詞は無かったものの、観客として再登場を果たした。この時のキートン山田の顔は、1992年8月9日放送の『まる子 海水浴に行く の巻』と同じだった。
なお、後任の木村匡也は『クイズミリオネア』の最終回において『まるまるちびまる子ちゃん』の告知をしていたこともあった。その逆に、『まるまるちびまる子ちゃん』出演者が『ミリオネア』に出場した際には、『ちびまる子ちゃん』出演者が挑戦している場面のみ、キートン山田がナレーションを担当した事もあった。
また、木村は多数の番組のナレーターを務めているため、本作と別の木村ナレーション番組が重複する事がまれにあり、まず2024年1月7日放送分ではテレビ朝日で、本来1月1日放送の予定であったが「能登半島地震」関連の報道特別番組のために延期された『芸能人格付けチェック』（テレビ朝日・朝日放送共同製作）が18:00 - 21:26枠に編成し、木村番組が30分重複、そして前述の「ちびまる子ちゃん歌謡祭」の時は、TBSで『さんま・玉緒のお年玉あんたの夢をかなえたろかスペシャル』が18:00 - 21:54に編成、1時間重複になったが、双方とも本作や別番組のナレーターは変更されなかった。